# Gart der Gesundheit

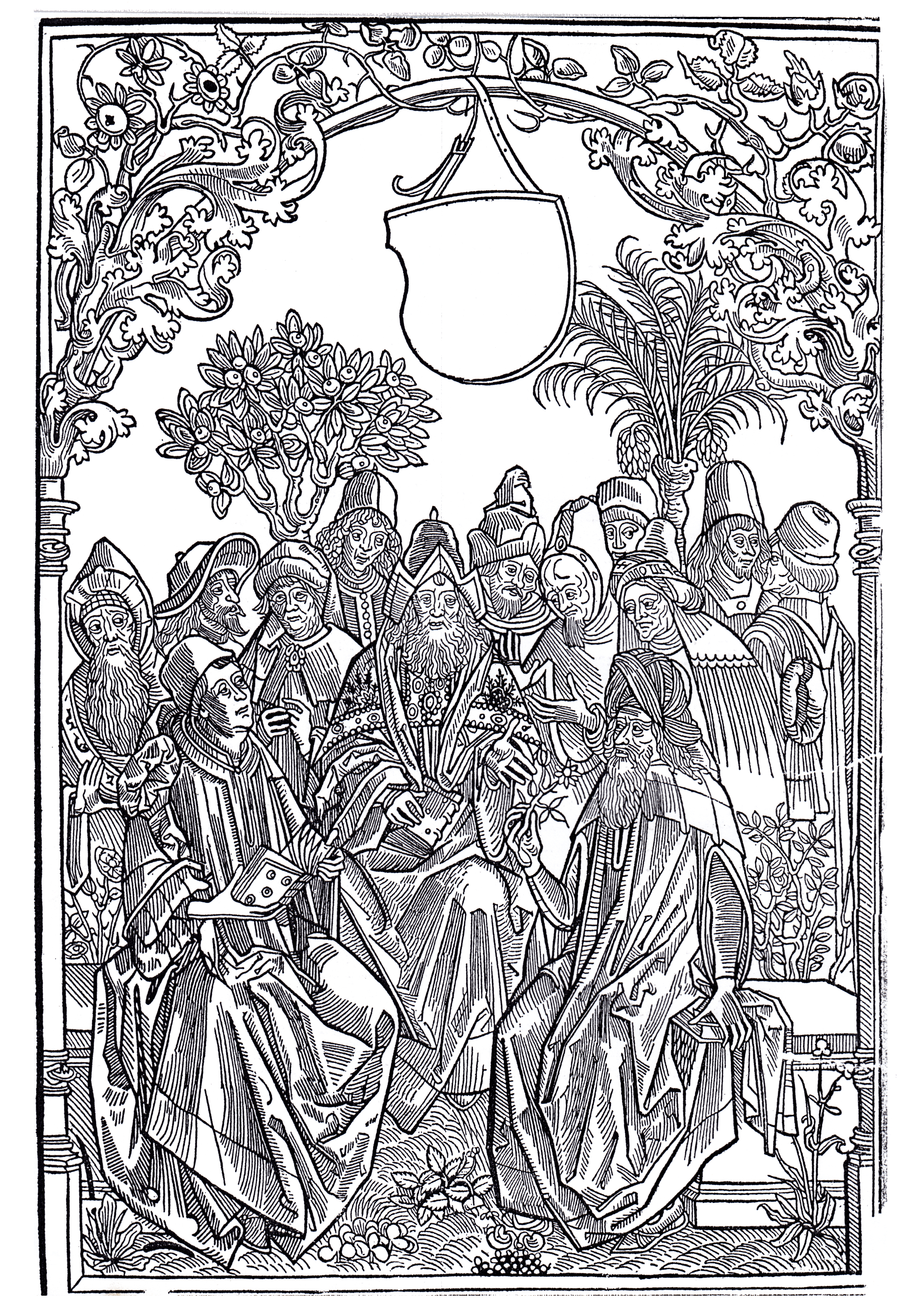
Gart der Gesundheit, Mainz 1485. Titelblatt

Der Gart der Gesundheit (lateinisch hortus sanitatis‚ deutsch „Garten der Gesundheit“, in Bezug auf den mittelalterlichen Kräuter- und Arzneigarten), auch Hortus sanitatis germanice und Hortus sanitatis deutsch genannt, ist eines der ersten gedruckten Kräuterbücher in deutscher Sprache. Es wurde von dem am Mittelrhein geborenen Arzt Johann Wonnecke von Kaub verfasst und 1485 von dem Drucker Peter Schöffer in Mainz verlegt. Der Gart der Gesundheit diente als Vorlage für zahlreiche Nachdrucke bis ins 18. Jahrhundert und zählt zu den wichtigen spätmittelalterlichen Werken zur Kenntnis der Naturkunde, insbesondere der Heilpflanzen. In 435 Kapiteln wurden 382 Pflanzen (oder 384 Drogen pflanzlicher Herkunft), 25 oder 23 Drogen aus dem Tierreich und 28 oder 27  Mineralien bzw. Drogen chemischer Herkunft beschrieben und unter der Leitung des Mainzer Malers Erhard Reuwich mit 379 Holzschnitten illustriert.
Zusammen mit dem lateinischen Herbarius moguntinus (Peter Schöffer, 1484) und dem lateinischen Hortus sanitatis (Jacob Meydenbach, Mainz 1491) zählt der Gart der Gesundheit zur „Gruppe der Mainzer Kräuterbuch-Inkunabeln“ und markiert den Beginn einer Vereinheitlichung und Transparenz der Materia medica.
Da im Gart der Gesundheit vor allem Arzneimittel pflanzlicher Herkunft („Kräuter“) und in geringerem Umfang Arzneimittel animalischer und mineralischer Herkunft beschrieben werden, wird das Werk der literarischen Gattung „Kräuterbuch“ zugeordnet.

## Entstehung
Die Vorarbeiten dieser Kräuterbuch-Inkunabel gingen offenbar bis in die 1470er Jahre zurück. Der Auftraggeber des Gart war Bernhard von Breidenbach (um 1440–1497), ein Mainzer Domherr. Daneben war der Verleger Peter Schöffer beteiligt, ein ehemaliger Mitarbeiter Gutenbergs. Der Verfasser (Kompilator) des Gart war der Frankfurter Stadtarzt Johann Wonnecke von Kaub (um 1430–1503/1504). Der Zeichner Erhard Reuwich (auch Rewich, Reuwick, Reeuwyck) aus Utrecht hat etwa ein Viertel der 379 Illustrationen angefertigt. Während der Text zum Gart bereits 1483 fertiggestellt war und dem Verleger übergeben wurde, lagen noch nicht allzu viele Zeichnungen Reuwichs vor. Weitere sollten wohl noch hinzugefügt werden, vor allem die Ausbeute einer Pilgerfahrt nach Palästina, die Breidenbach mit Reuwich ab 1483 unternahm. Gerade dabei konnten qualitätvolle Abbildungen von Mittelmeerpflanzen erwartet werden. Zur Frankfurter Frühjahrsmesse 1485 wurde der Gart der Gesundheit dann von Schöffer herausgebracht.

## Text
Entgegen der früheren Lehrmeinung (vgl. Keil 1982), Wonnecke habe nur deutsche Quellen für sein Werk herangezogen, geht man heute davon aus, dass sowohl deutsche als auch lateinische Quellen verwendet wurden. Im ausgehenden 15. Jahrhundert gab es in der deutschen Fachliteratur nicht ausreichende Quellen für 435 Drogenmonografien, sondern nur für etwas mehr als 150.
Als gesicherte Quellen können genannt werden Das Buch der Natur des Konrad von Megenberg (bspw. anhand des Kapitels zum Efeu) und das Speyrer Kräuterbuch, in dem anonym der Macer floridus des Odo Magdunensis (lateinische und deutsche Fassung), die Naturkunde der Hildegard von Bingen und das Circa instans aus der Schule von Salerno kompiliert sind.
Lateinische Quellen waren der Aggregator (Pseudo-Serapion) des Ibn Wafid, aus dem verschiedene Pflanzennamen übernommen wurden, das Circa instans (bzw. die „Secreta salernitana“) aus der Schule von Salerno, dem die Anlage der Kapitel entlehnt ist und von dem vermutlich zwei Fassungen verwendet wurden, die Naturalis historia von Plinius, die Etymologien des Isidor von Sevilla sowie das zweite Buch des Canon medicinae von Avicenna. Diese Quellen werden im Gart teils genannt und lagen allesamt zur Zeit der Drucklegung nicht in einer deutschen Übersetzung vor. Einige der Werke wurden bis heute nicht komplett ins Deutsche übersetzt.
Zumindest indirekt zitiert wurden Pedanios Dioskurides (Materia medica) und Galenos (Simplicium pharmacorum).

## Illustrationen
Wohl entgegen der ursprünglichen Planung ging nur ein Viertel der 379 Holzschnitte der Ausgabe von 1485 auf Reuwich zurück. Sie zeigen hauptsächlich Pflanzen, die im Frühling und Frühsommer blühen. Die Qualität dieser Zeichnungen war für die Zeit außerordentlich. Die anderen Illustrationen wurden offenbar in Eile erarbeitet und sind weit weniger naturgetreu. Zum Teil gehen sie auf handschriftliche Vorlagen zurück, etwa bezüglich schematischer Illustrationen auf den auf der Handschrift Ms. Egerton 747 des Circa instans beruhenden Tractatus de herbis (Modena lat. 993).
Die naturgetreuen, meist dem Vorbild der 1475 in Besitz Breidenbachs befindlichen oberrheinischen medizinischen Sammelhandschrift Kodex Berleburg folgenden Illustrationen im Gart der Gesundheit vereinen mittelalterliche Ornamentik mit Naturtreue. Dadurch wurde das Wesen der jeweils dargestellten Pflanze abstrahierend darstellt. Die Abbildungen in den Kräuterbüchern der Väter der Botanik verloren diese abstrahierende Ausdruckskraft durch zunehmende Betonung einer „photographischen Naturtreue“. Arnold Klebs bemerkte dazu (1925, S. IX):
| „We who today in our aesthetic demands are drawing away more and more from the slavish copying of nature and demand that a work of art expresses type and character, can better appreciate the didactic value of these simple drawings than the previous generation to whom the photographic appealed as the highest form of truthful representation.“ | „Wir, die wir uns heute in unseren ästhetischen Ansprüchen mehr und mehr vom sklavischen Kopieren der Natur entfernen, können den didaktischen Wert dieser einfachen Zeichnungen [im Gart der Gesundheit] besser schätzen als die vorhergehende Generation, für welche die Photographie die höchste Form wahrhafter Abbildung darstellte.“ |

## Abbildungen imGart der Gesundheit. Mainz 1485 (Auswahl)

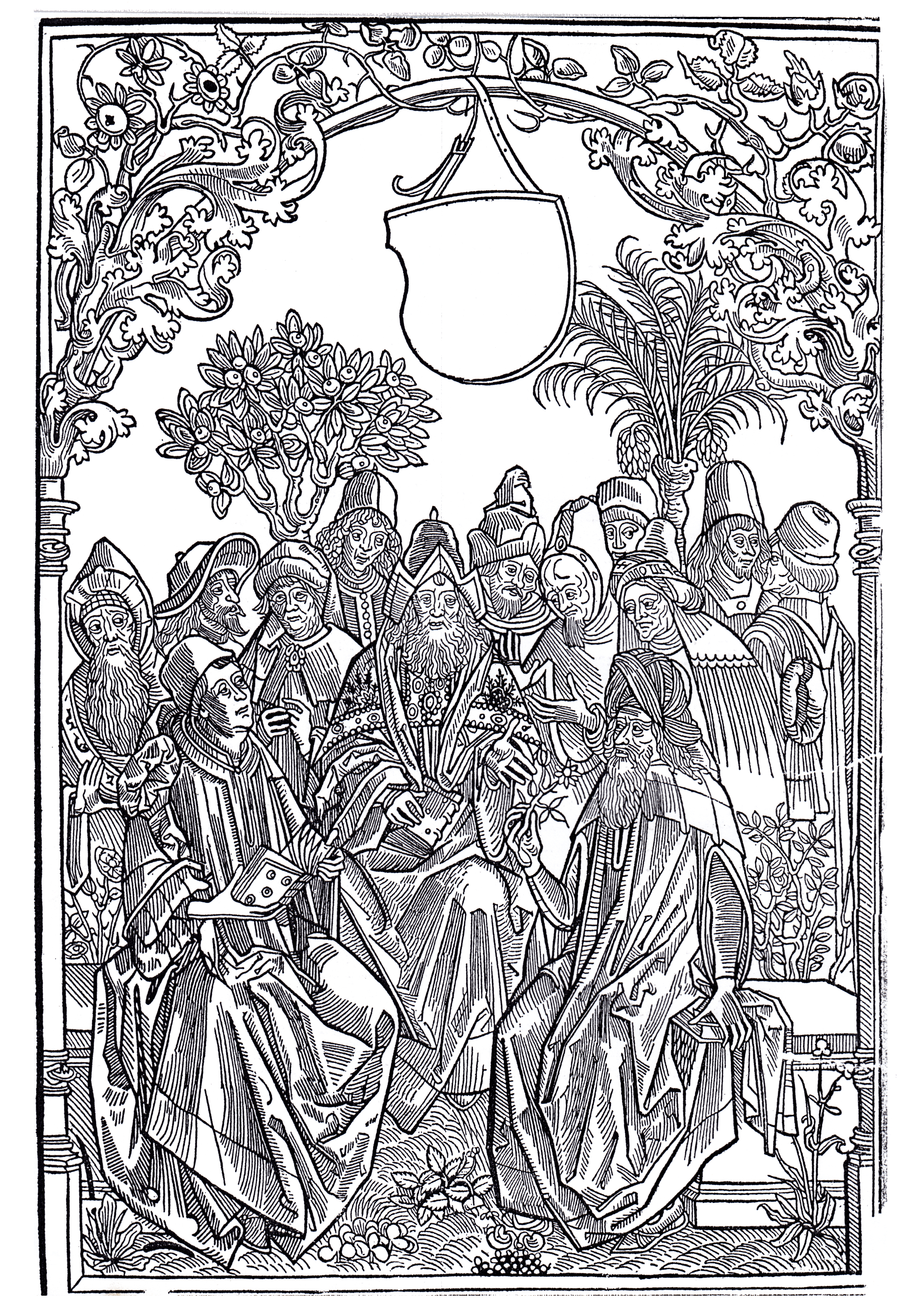
Titelbild
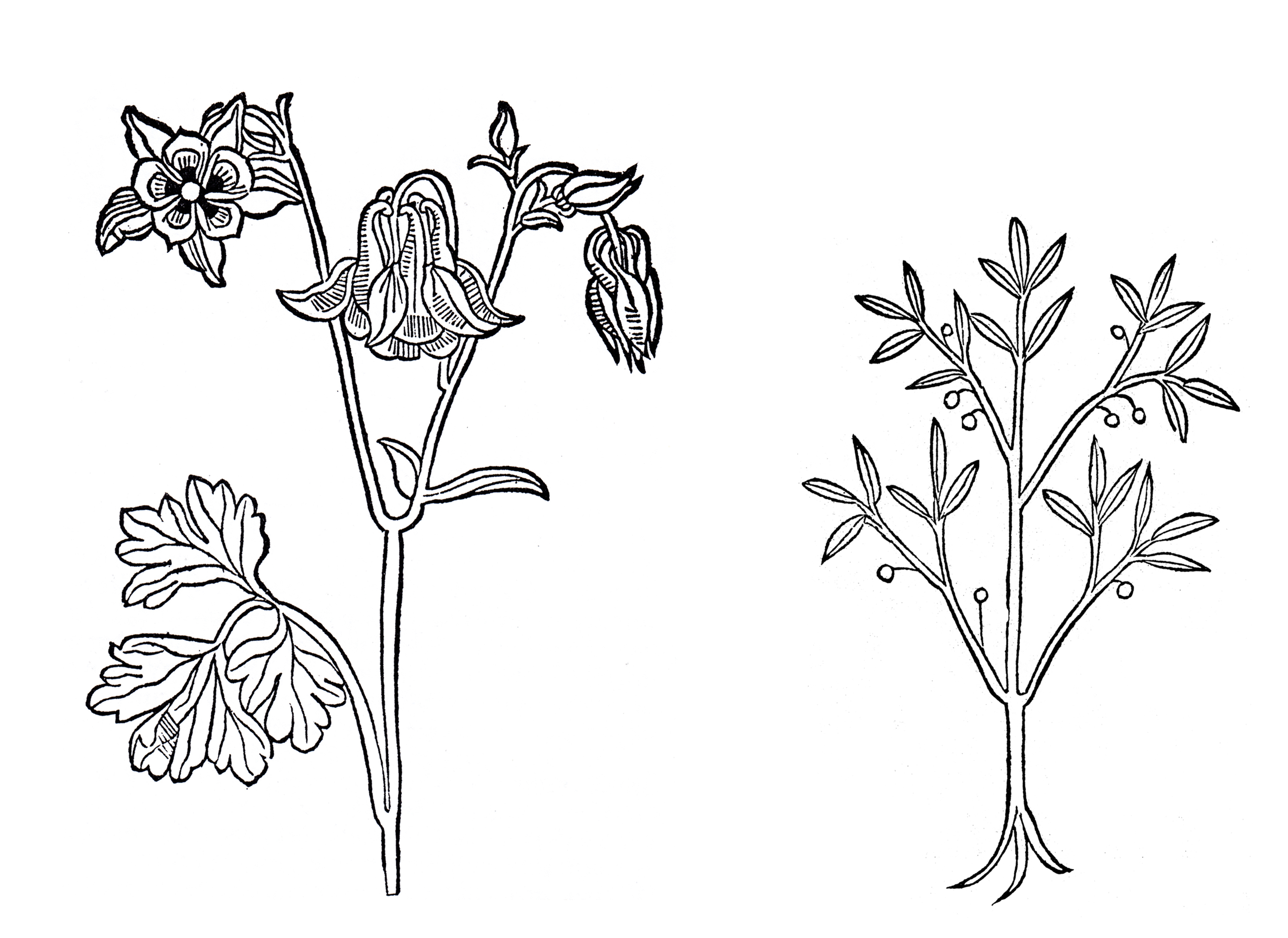
Abbildungsbeispiele. Links naturgetreu: Egilops hier mit Abbildung von Aquilegia vulgaris (Kap. 162). Rechts nicht naturgetreu: Cassia lignea (Kap. 126)
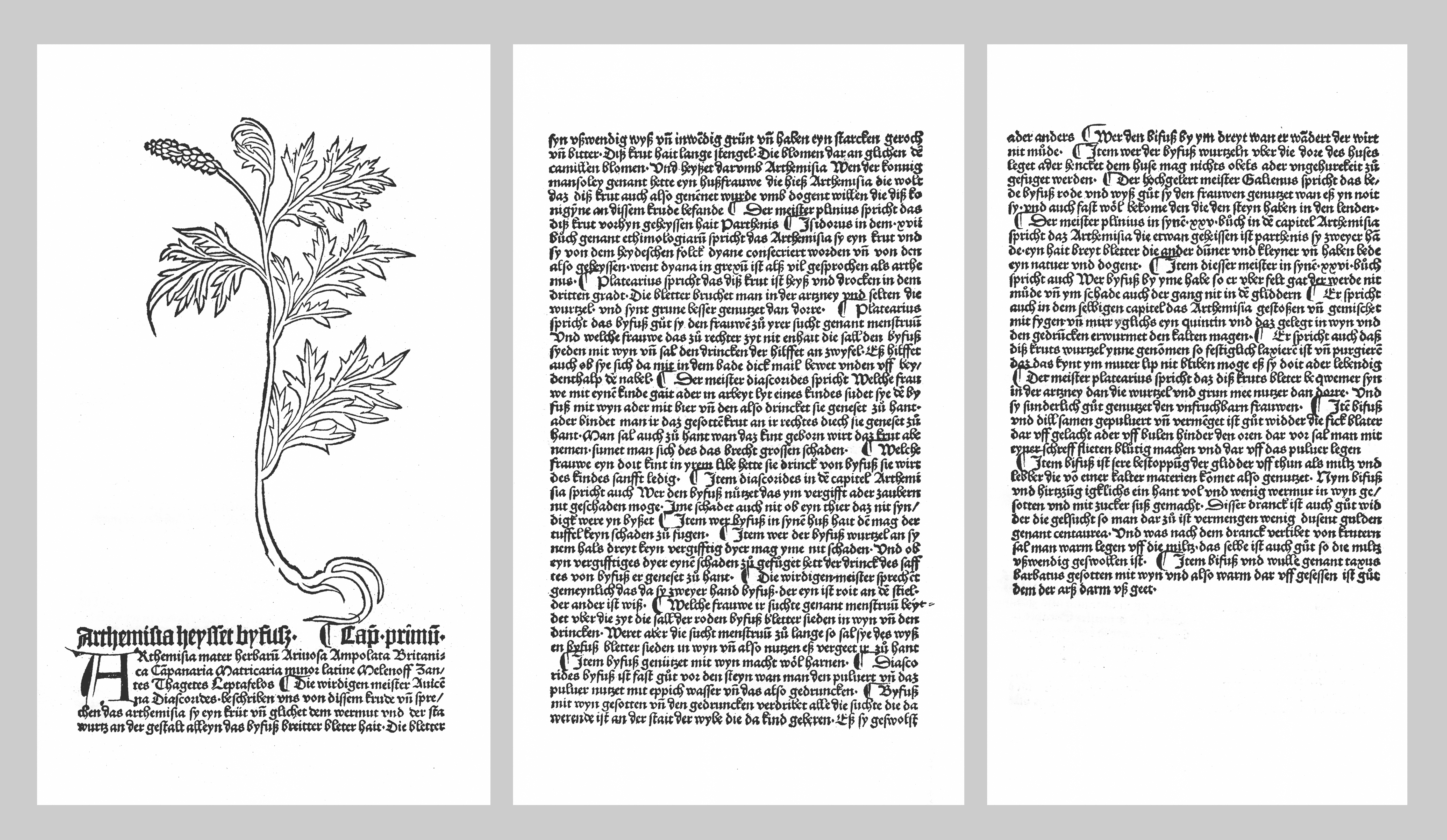
Kapitel 1. Artemiſia heyſſet  byfuſz
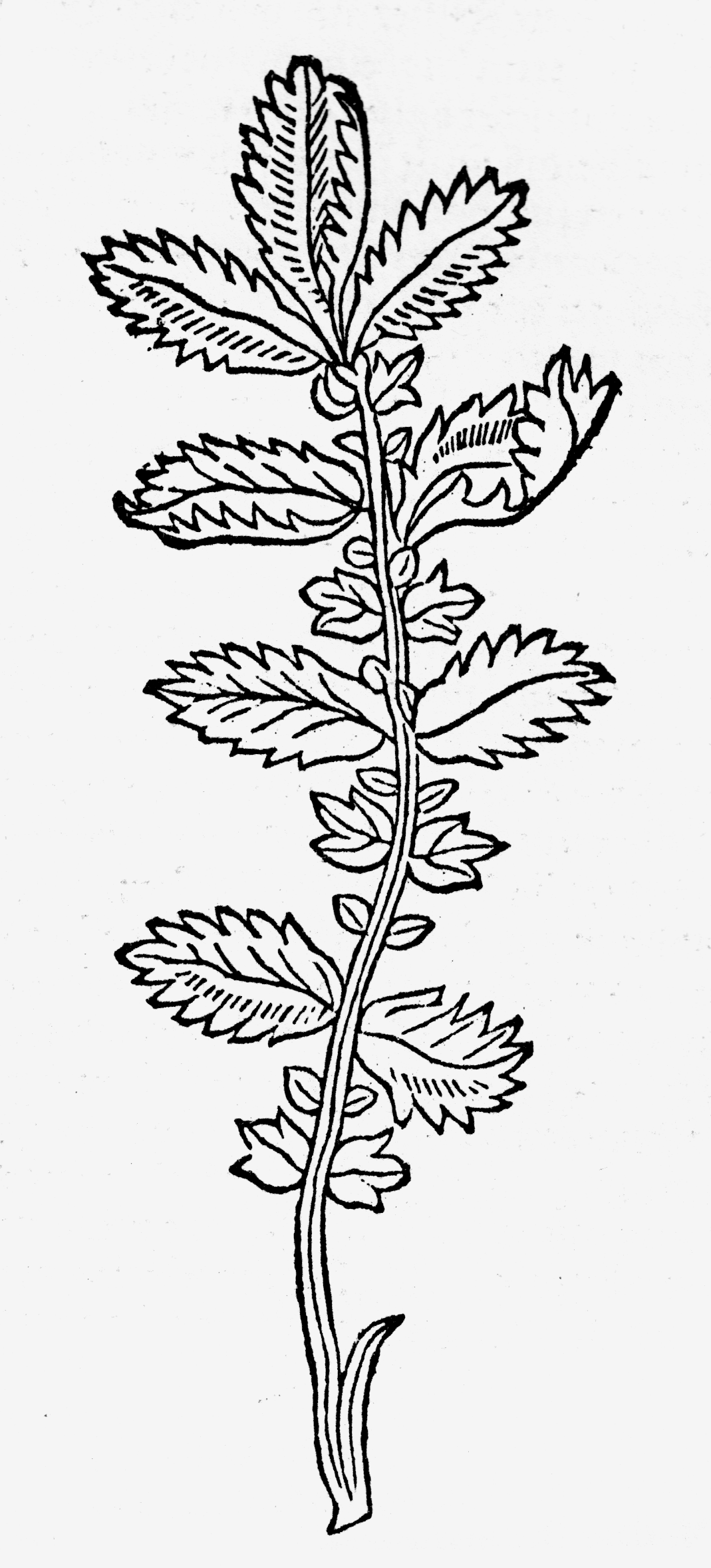
Kapitel 5. Agrimonia – Odermynge
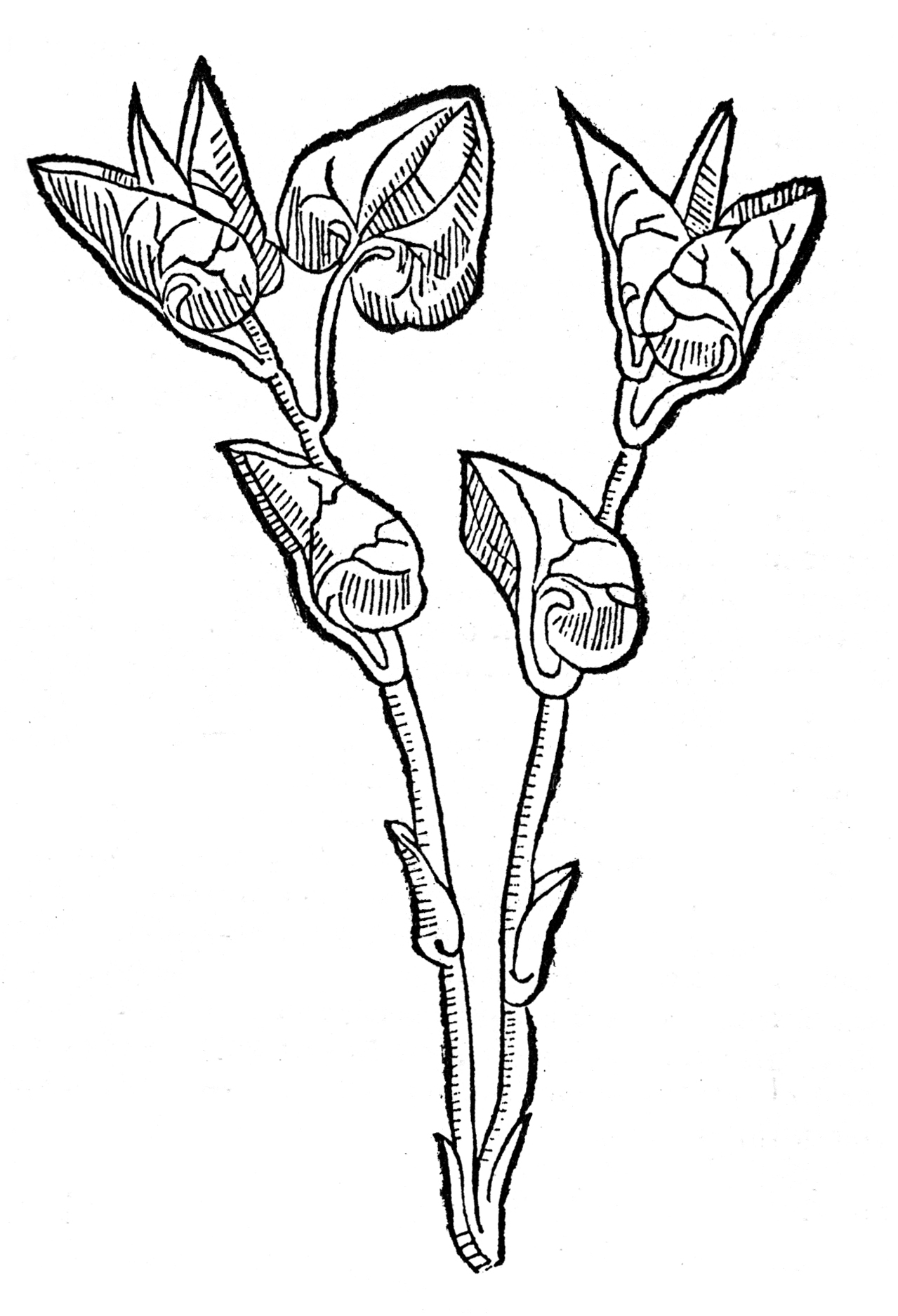
Kapitel 11. Aristologia – osterlutzye
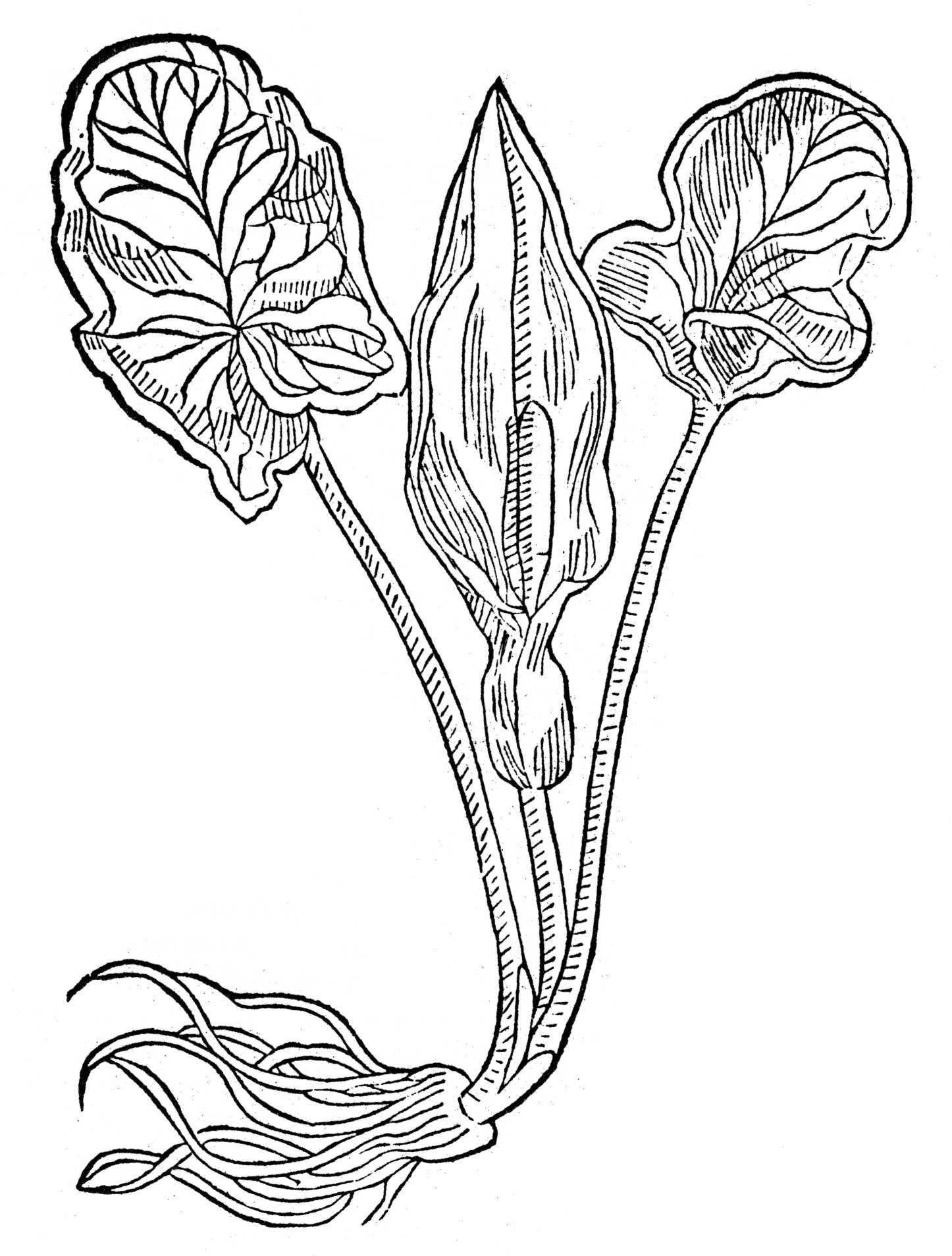
Kapitel 16. Aaron – aron
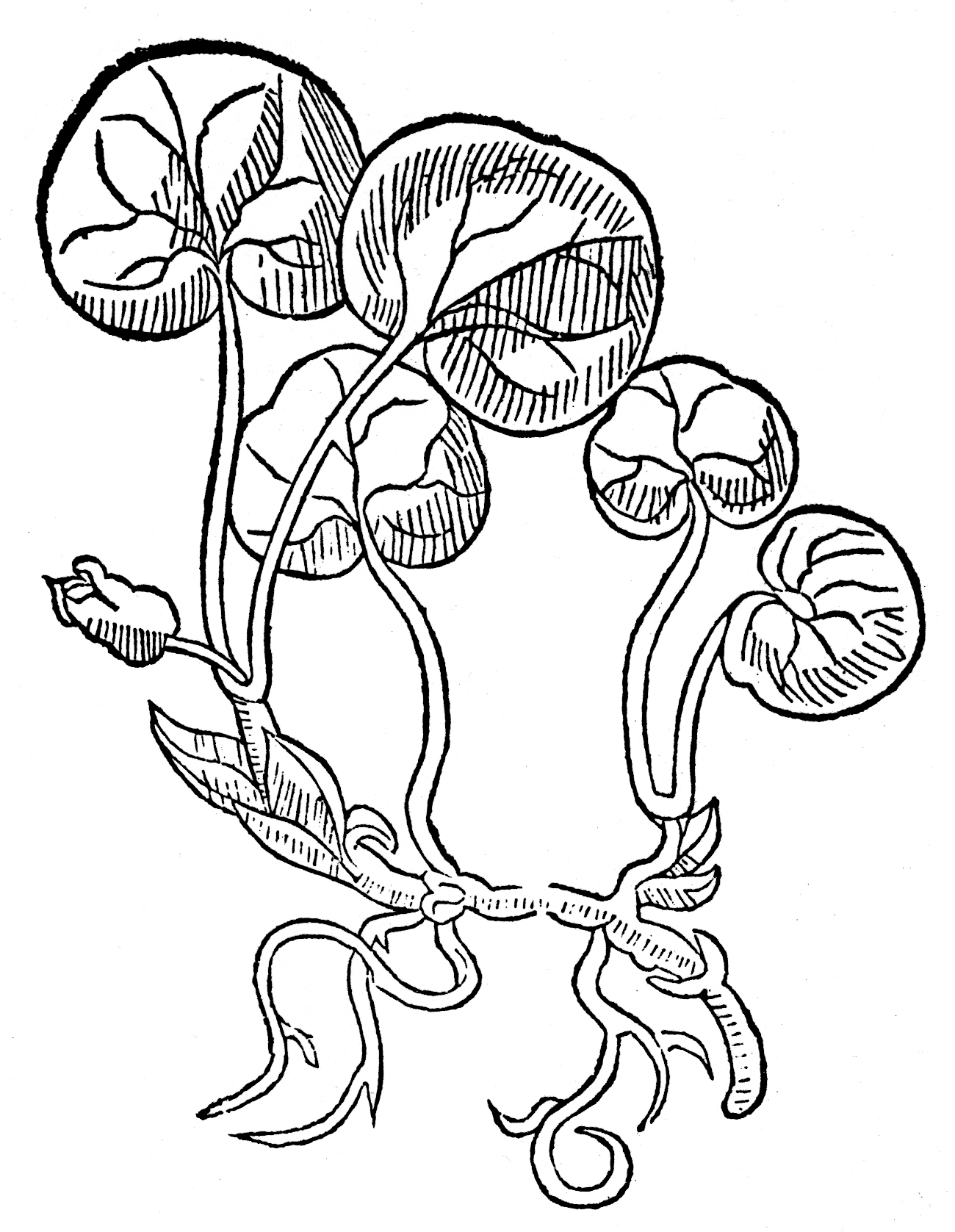
Kapitel 19. Azarum – haselwortz
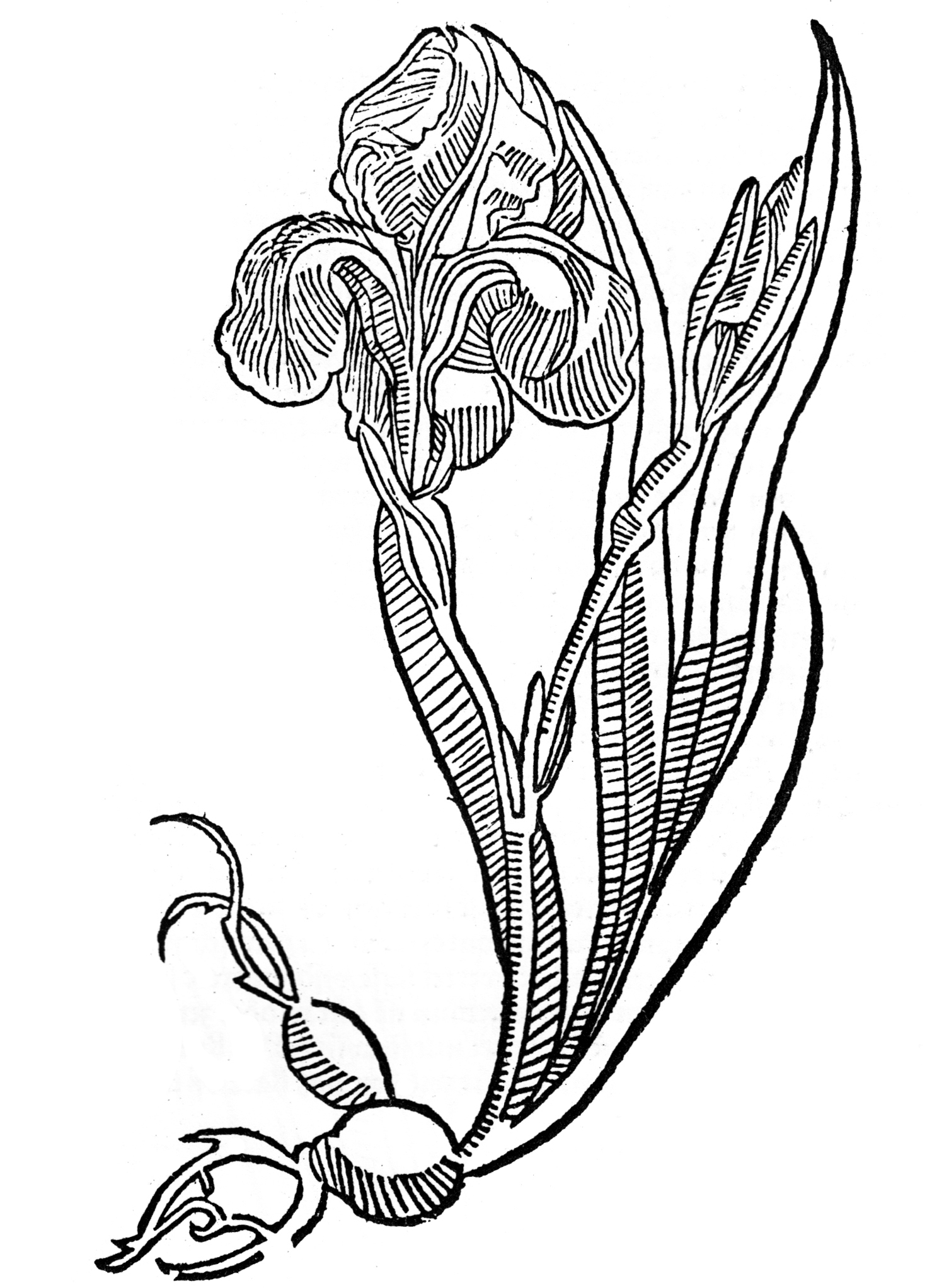
Kapitel 20. Affodillus – goltwortz
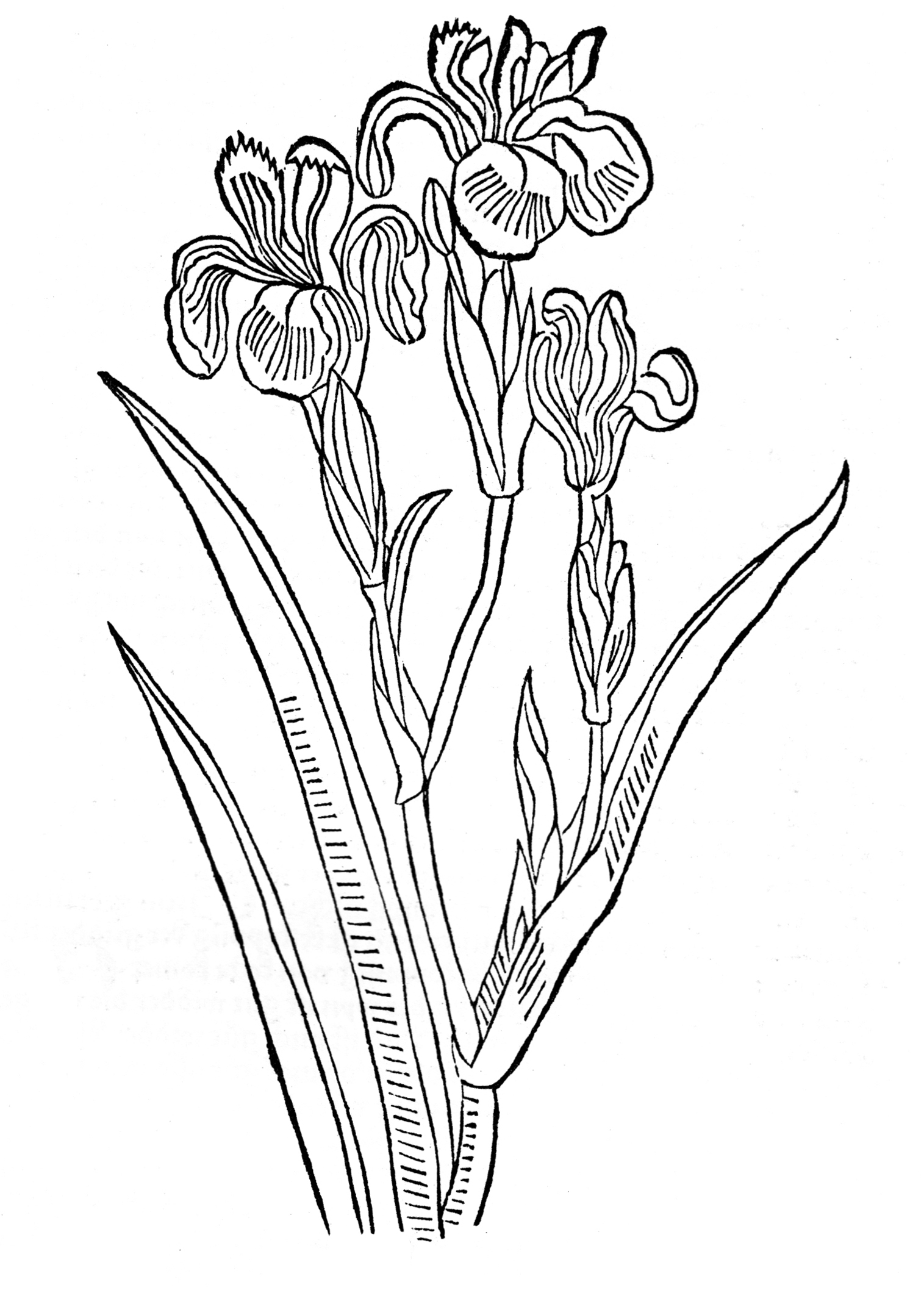
Kapitel 21. Acorus – geel lilien
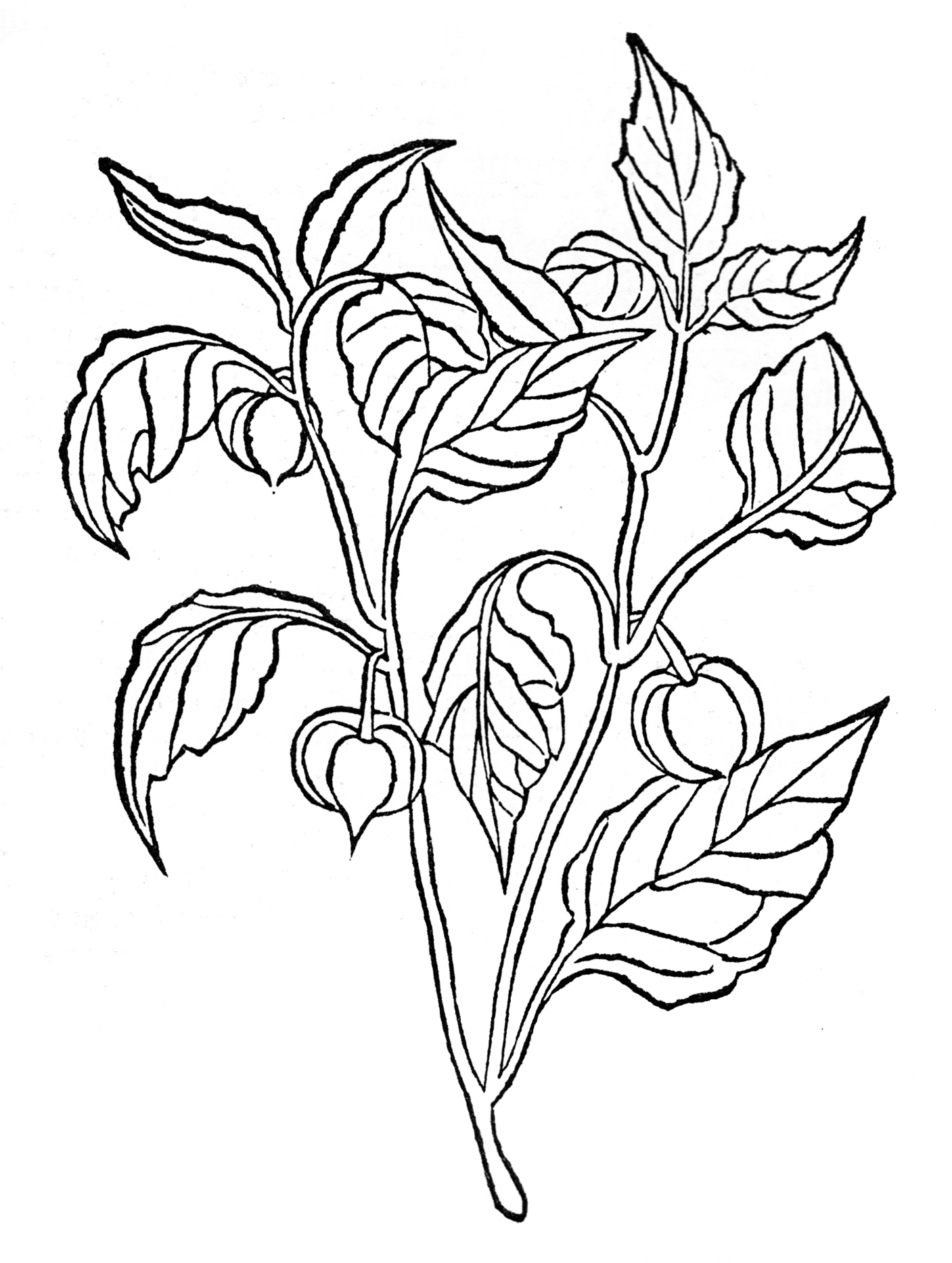
Kapitel 24. Alkekengi – boberellen
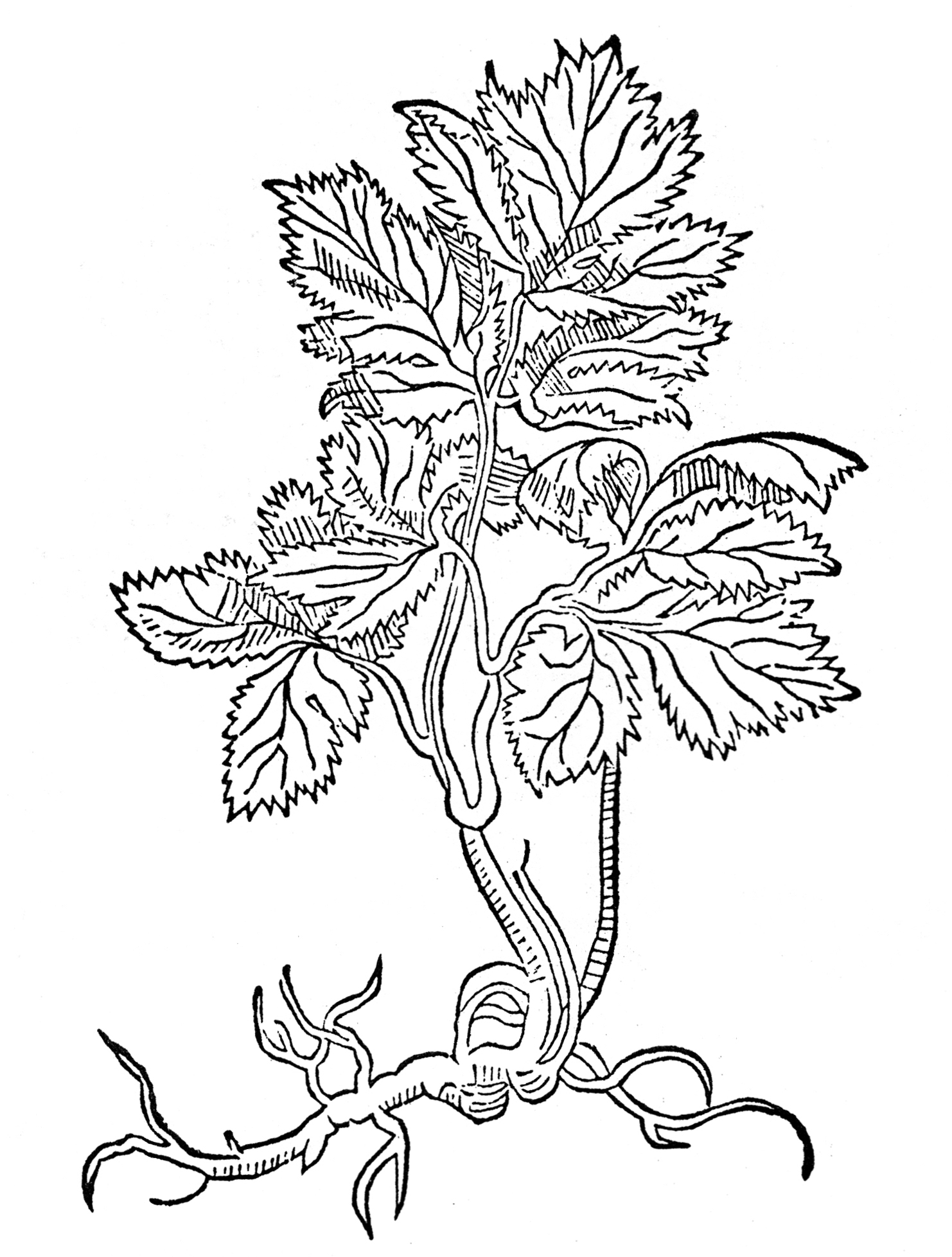
Kapitel 25. Astrens vel Meu – meister wortz
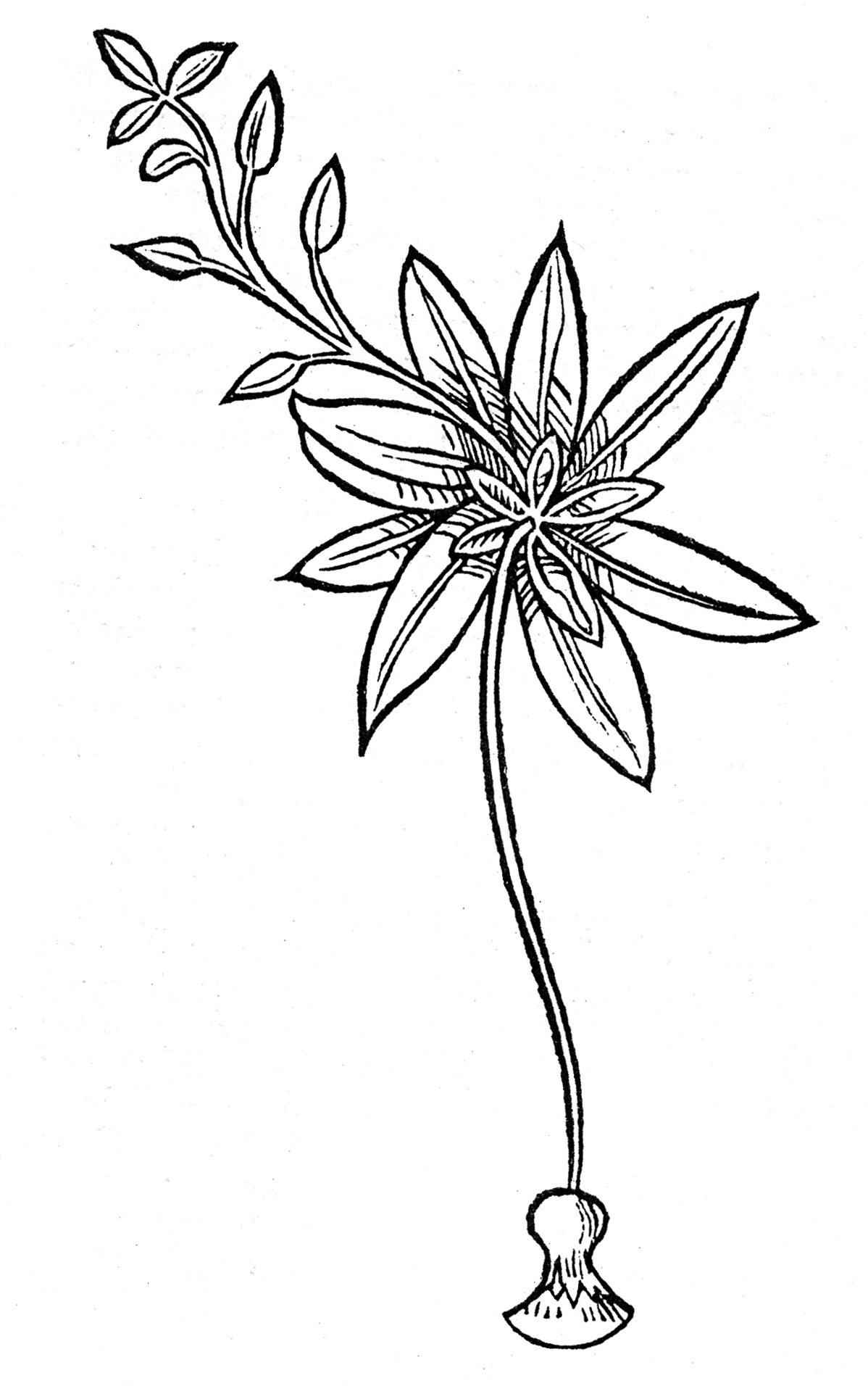
Kapitel 28. Auricula muris sive anagallus – muß ore
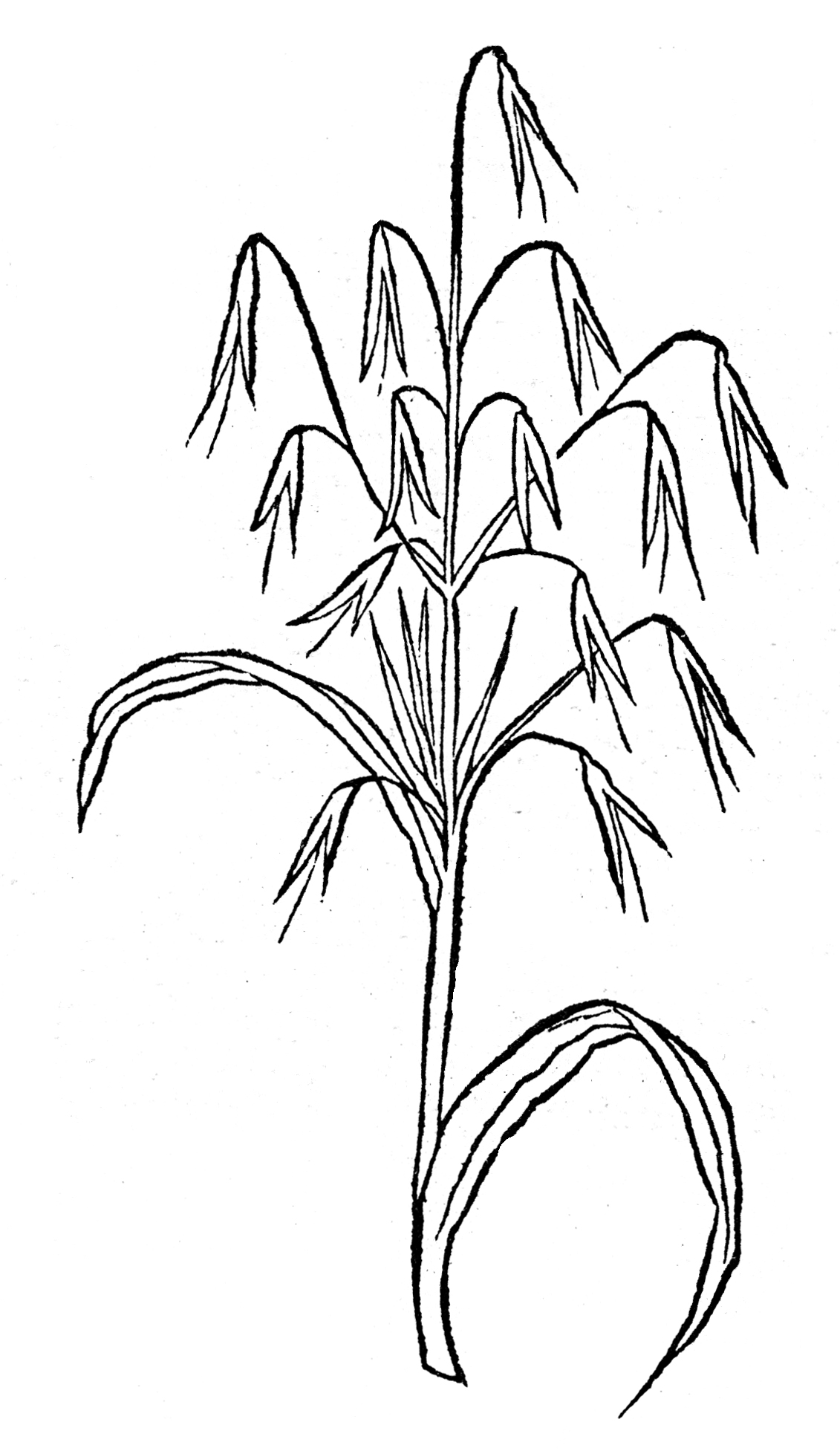
Kapitel 29. Avena – habern
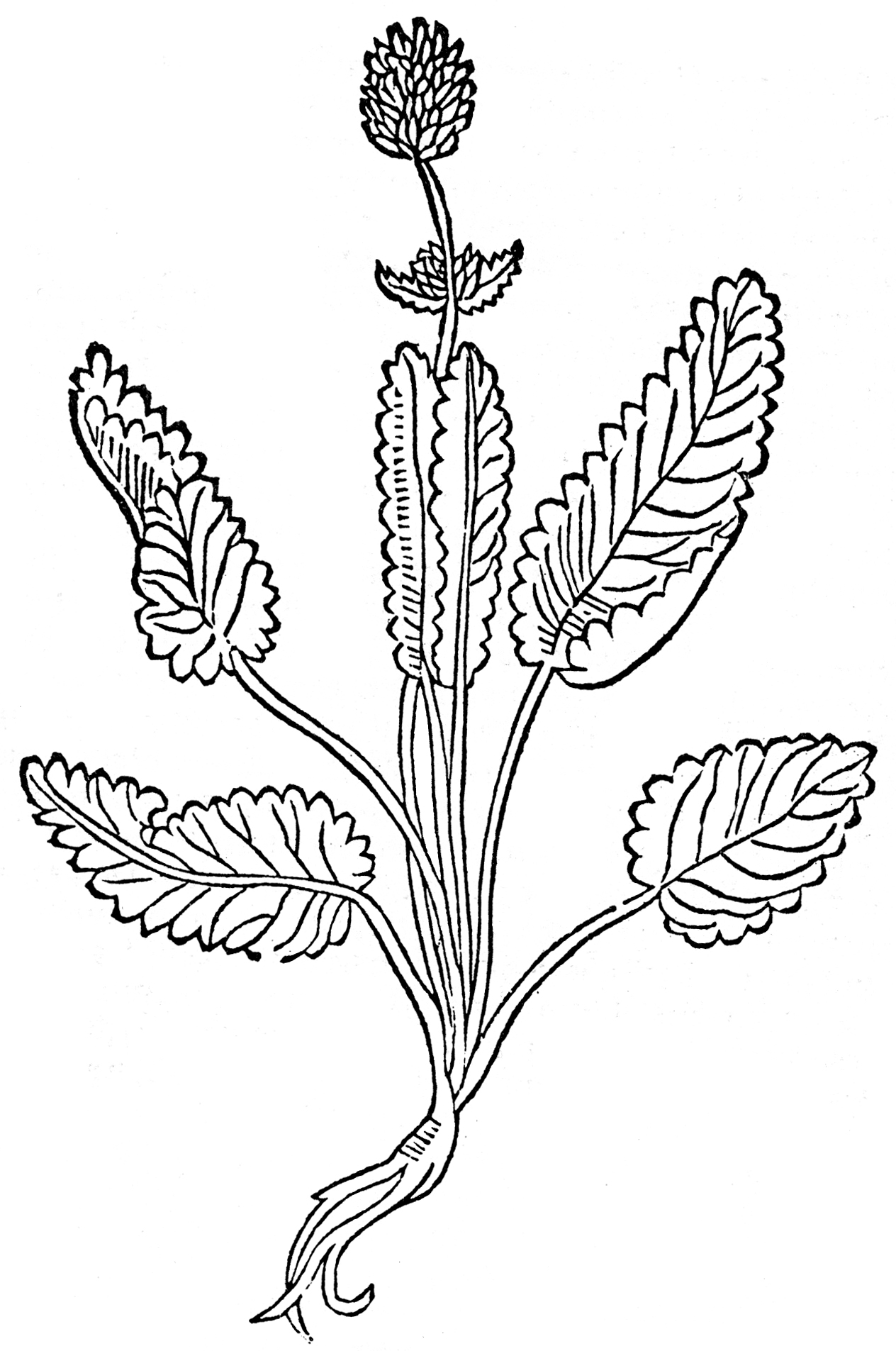
Kapitel 53. Betonica – betonien
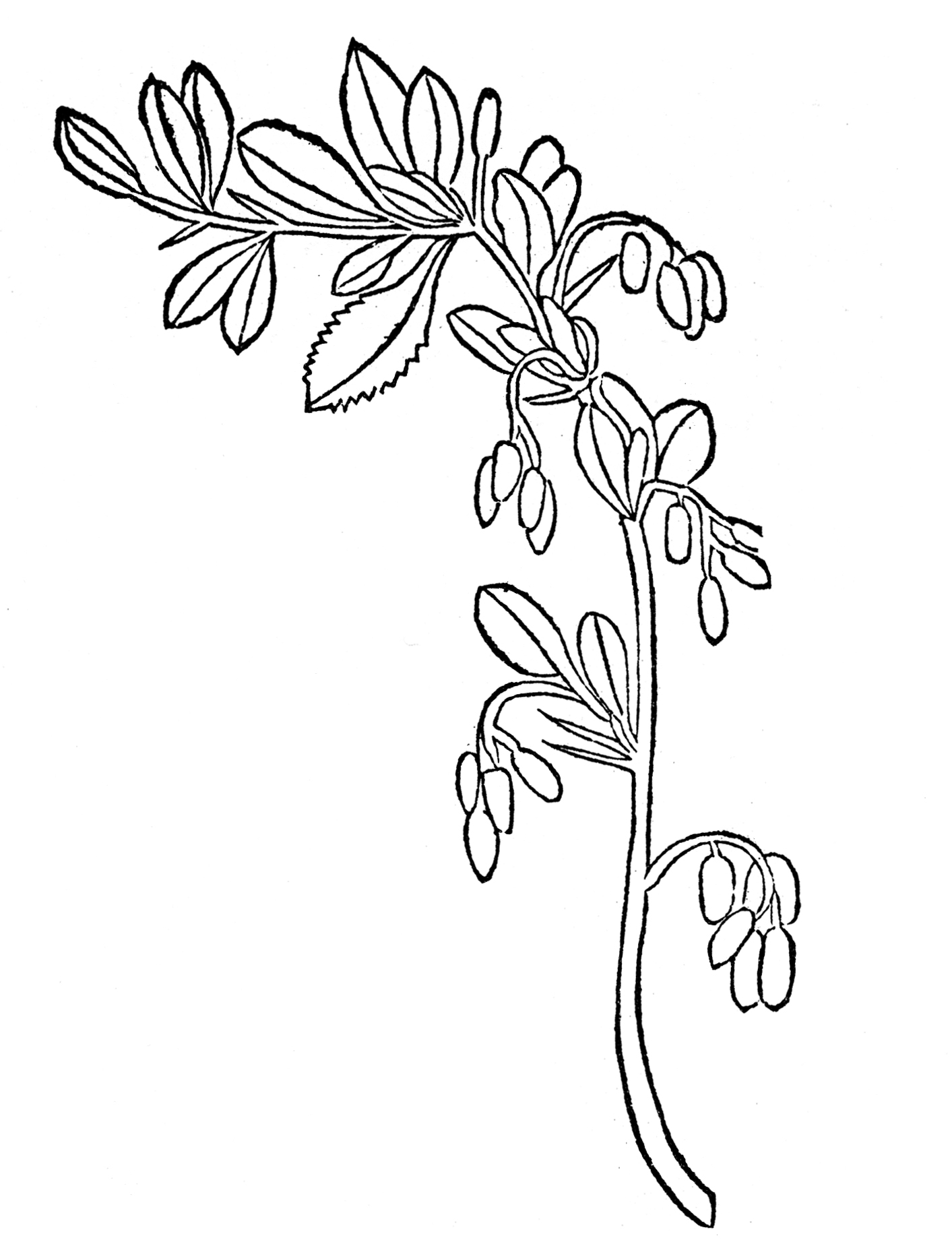
Kapitel 55. Berberis – versyg
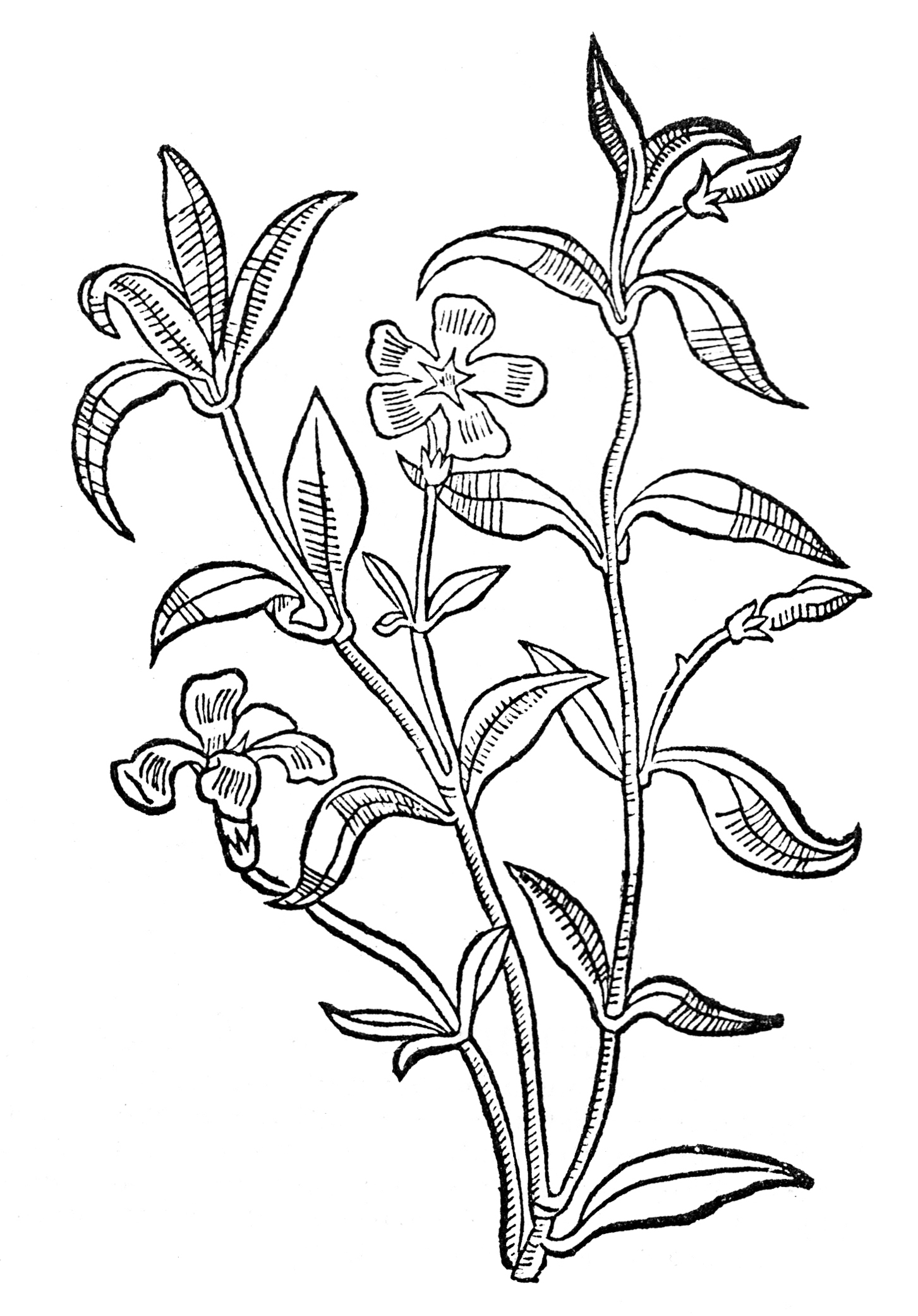
Kapitel 79. Berwinca – syngrun
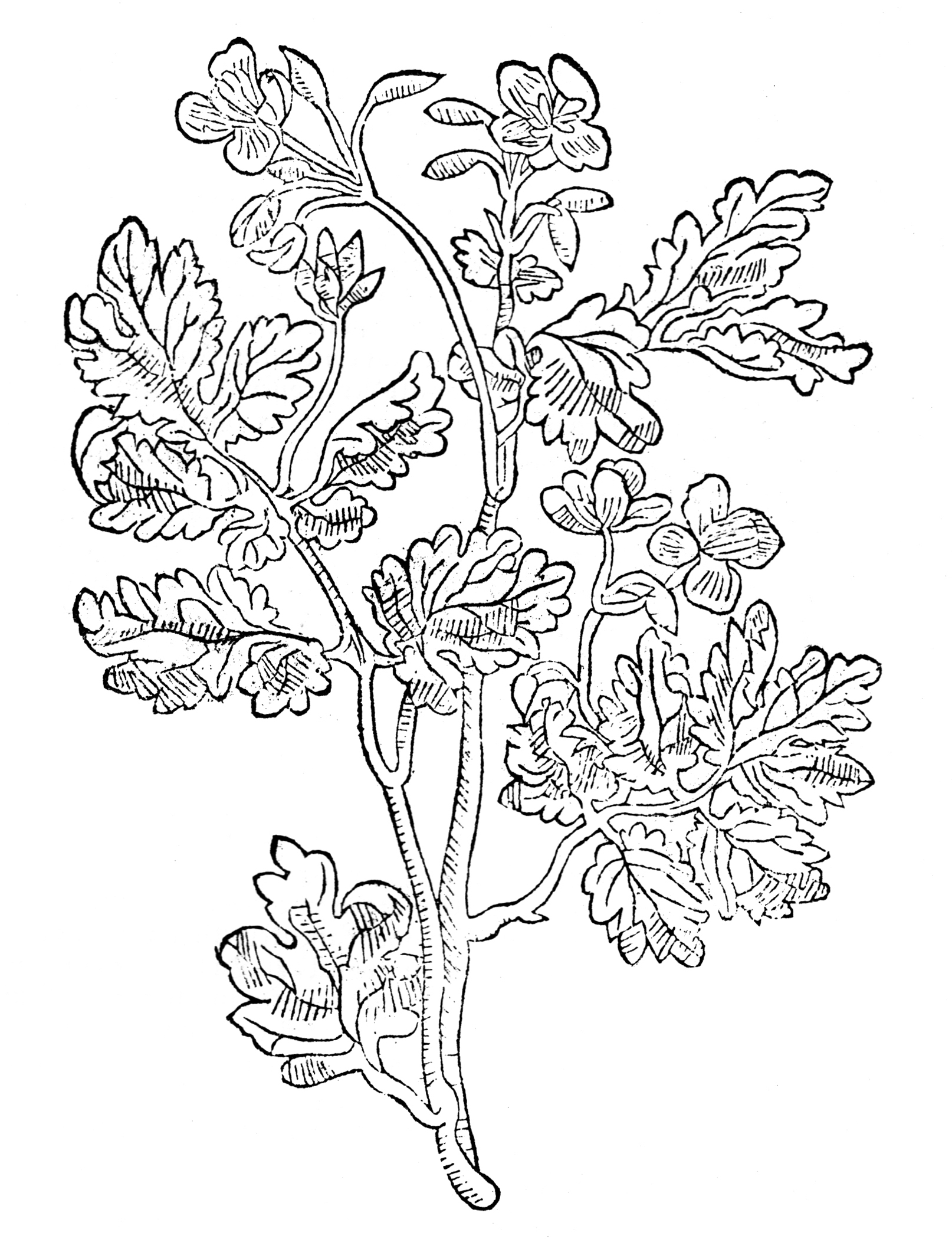
Kapitel 85. Celidonia – schelwortz
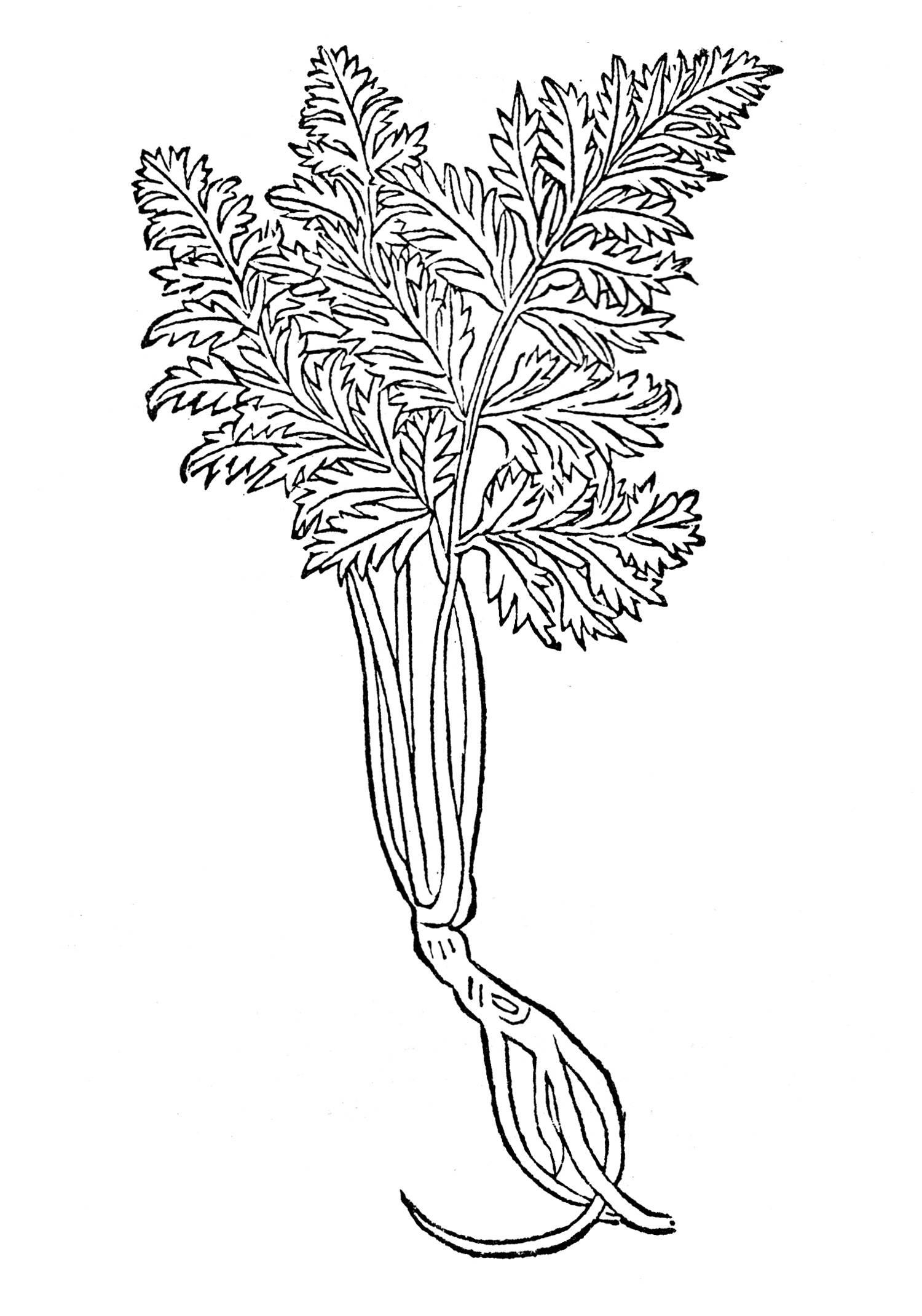
Kapitel 87. Cicuta – wontzerling Cicuta virosa / Conium maculatum
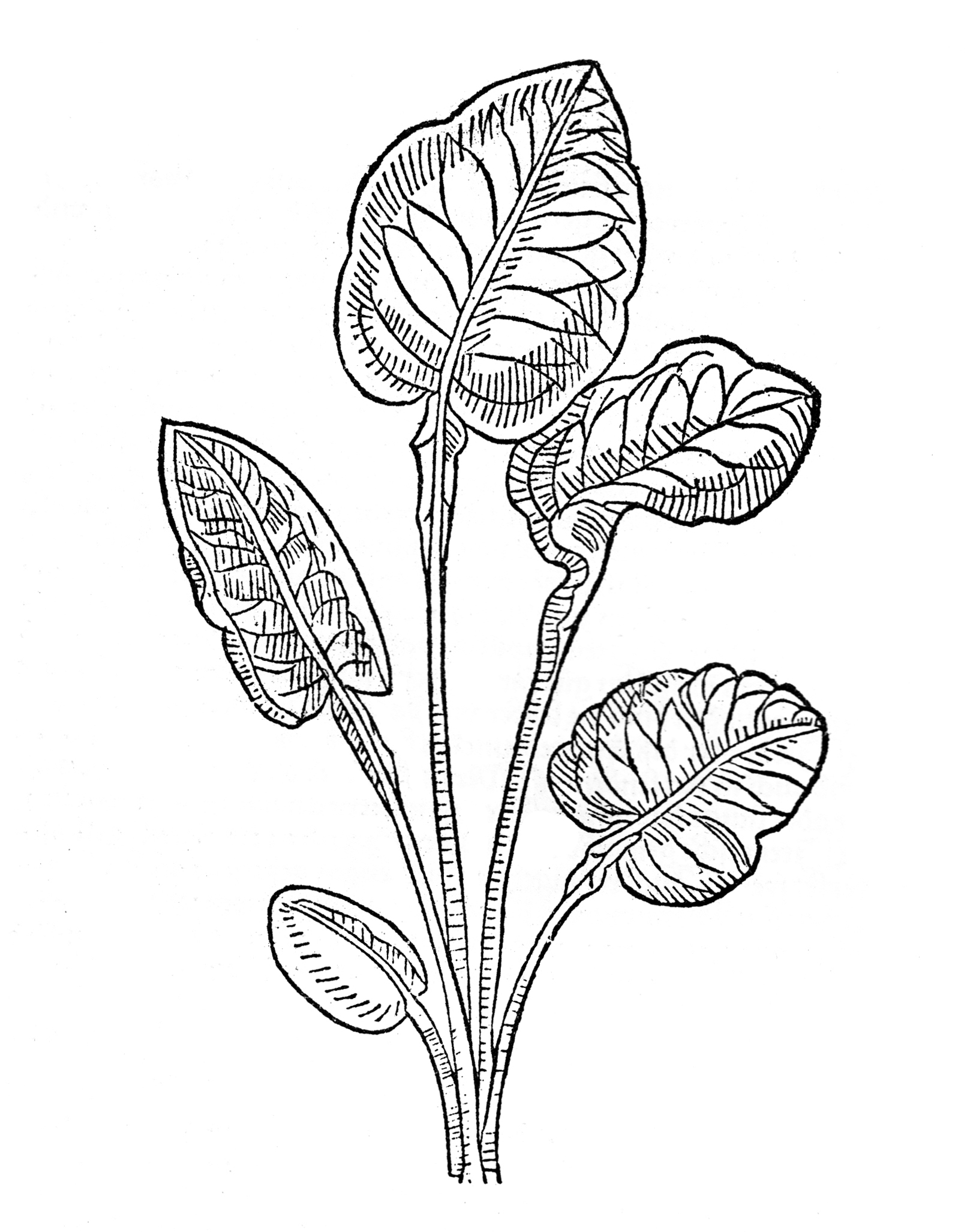
Kapitel 89. Colubrina – naterwortz
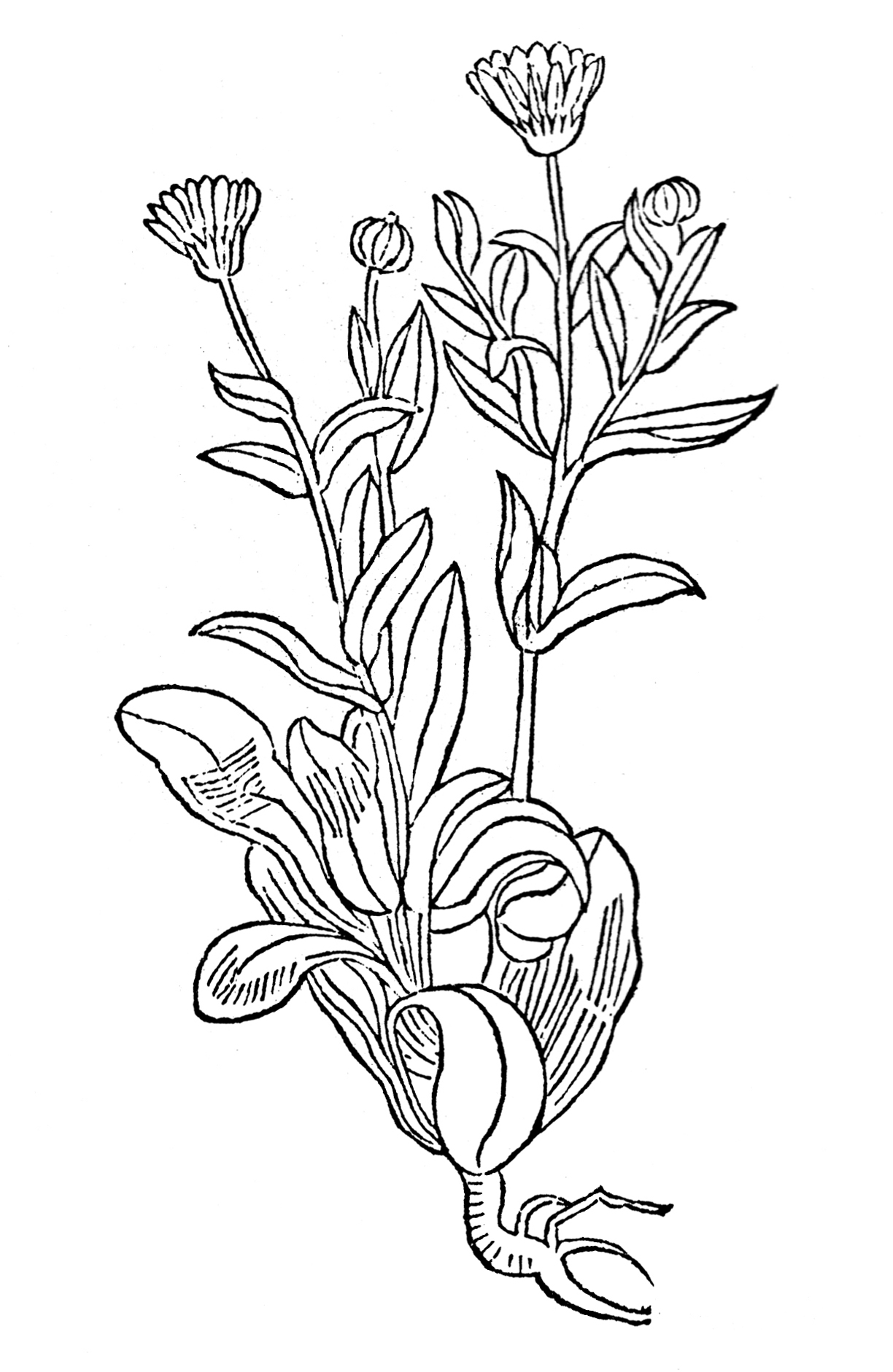
Kapitel 98. Caput monachi – ryngel blomen
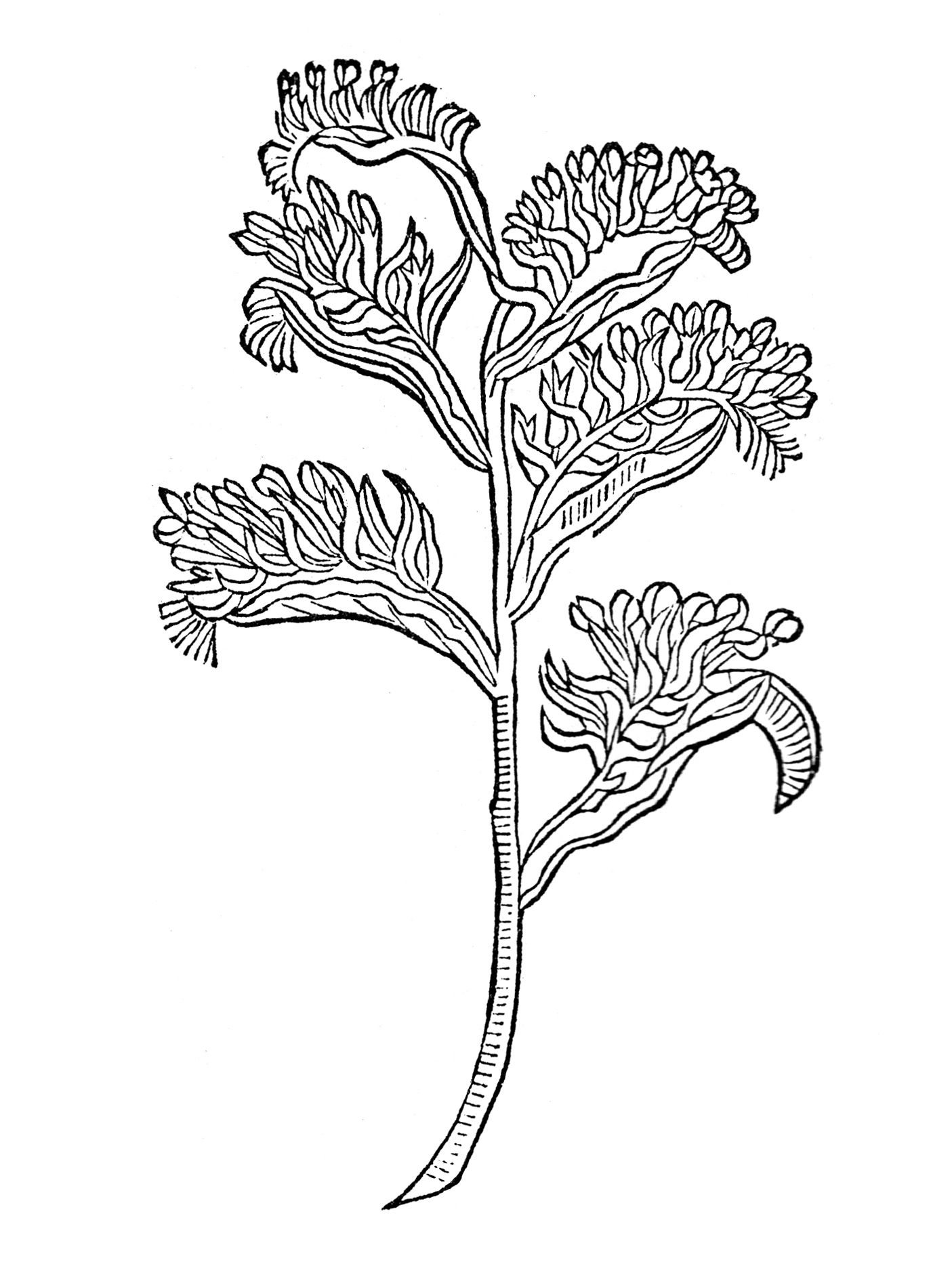
Kapitel 99. Cinoglossa – hundesczung
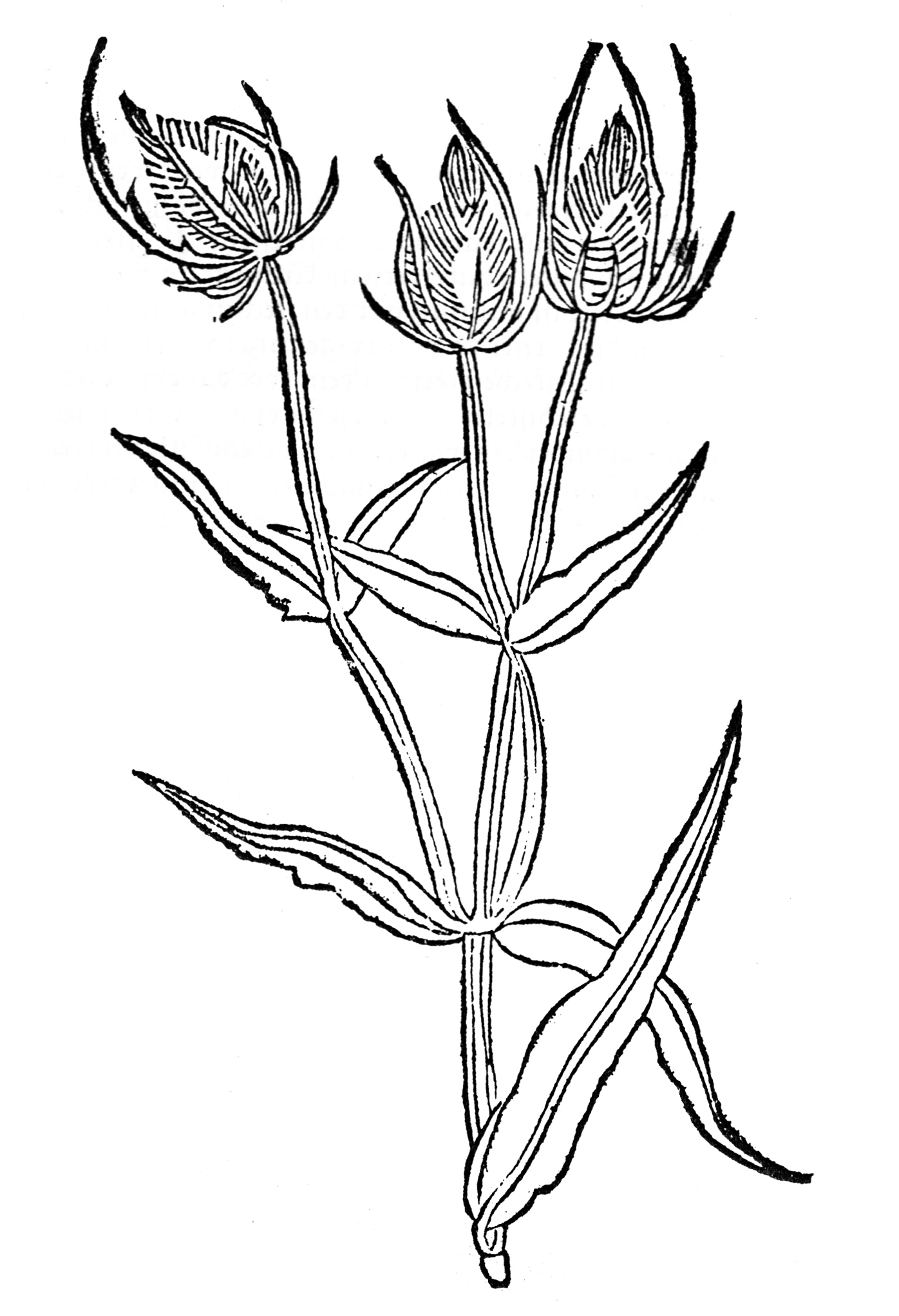
Kapitel 101. Cardo – disteln Dipsacus fullonum / Dipsacus sylvestris
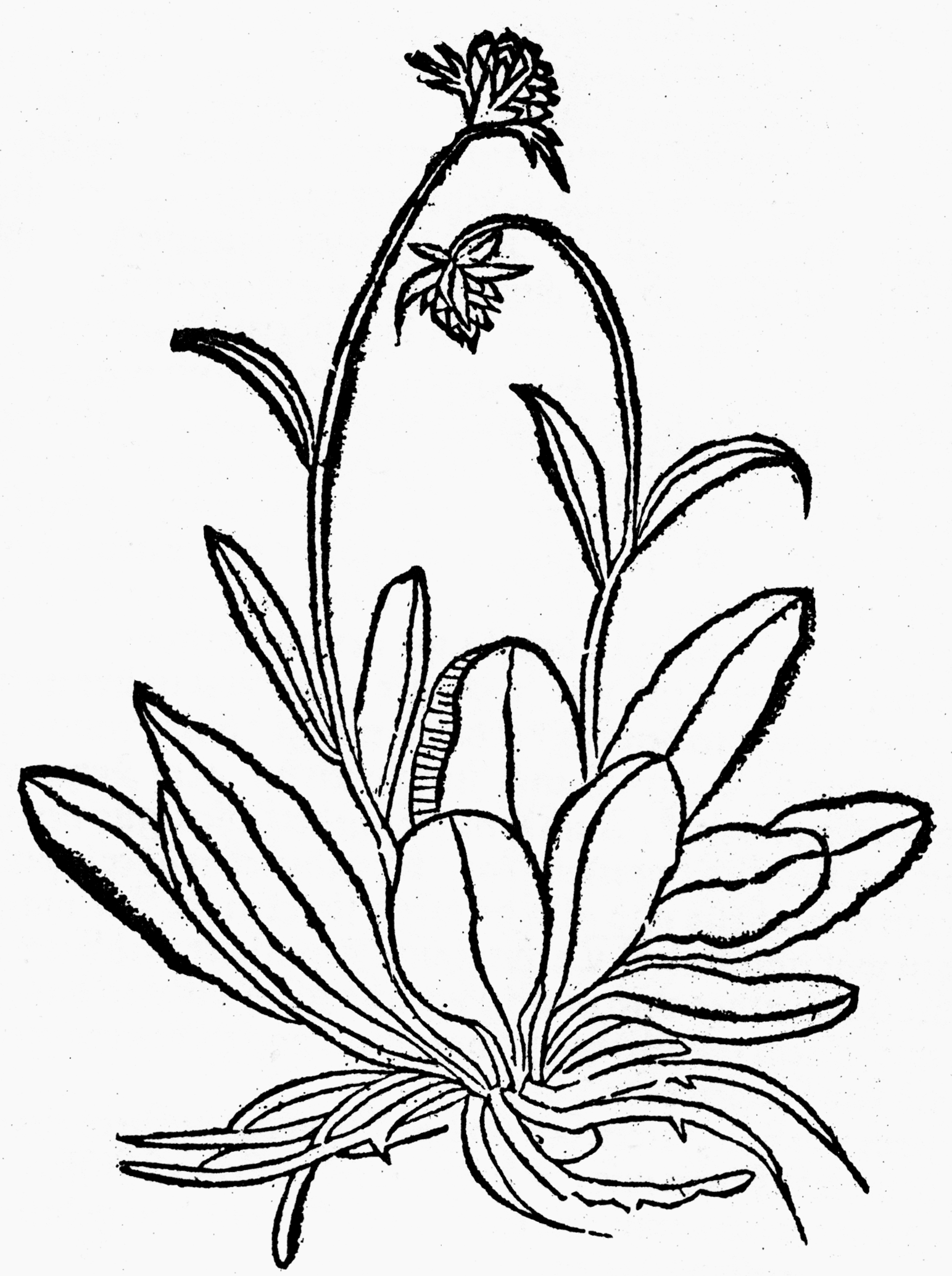
Kapitel 119. Gewöhnlicher Teufelsabbiss. Falsch eingeordnet zum Kapitel Camphora
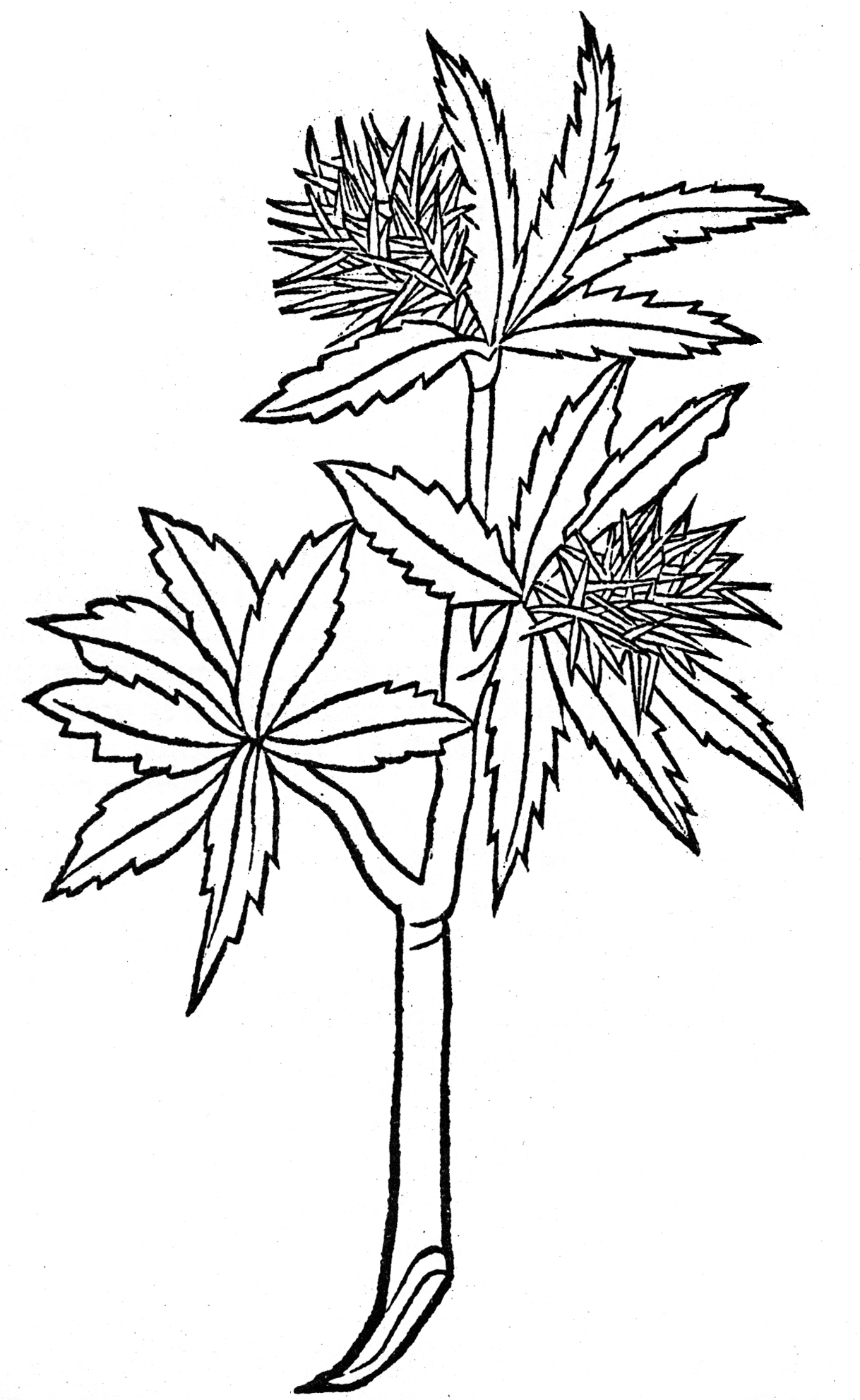
Kapitel 122. Castaneus – kestenbaum
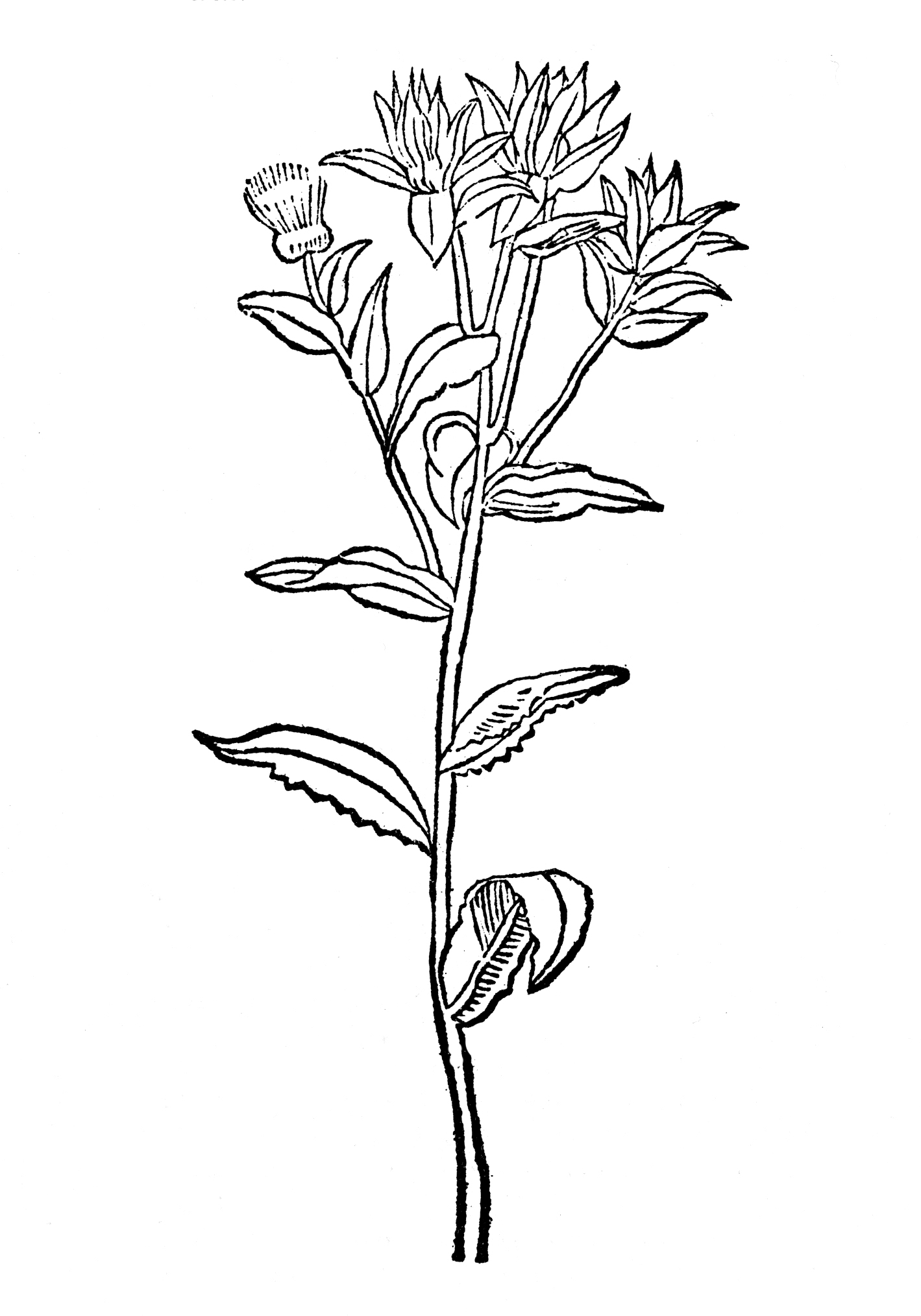
Kapitel 133. Cartamus – wilder saffran
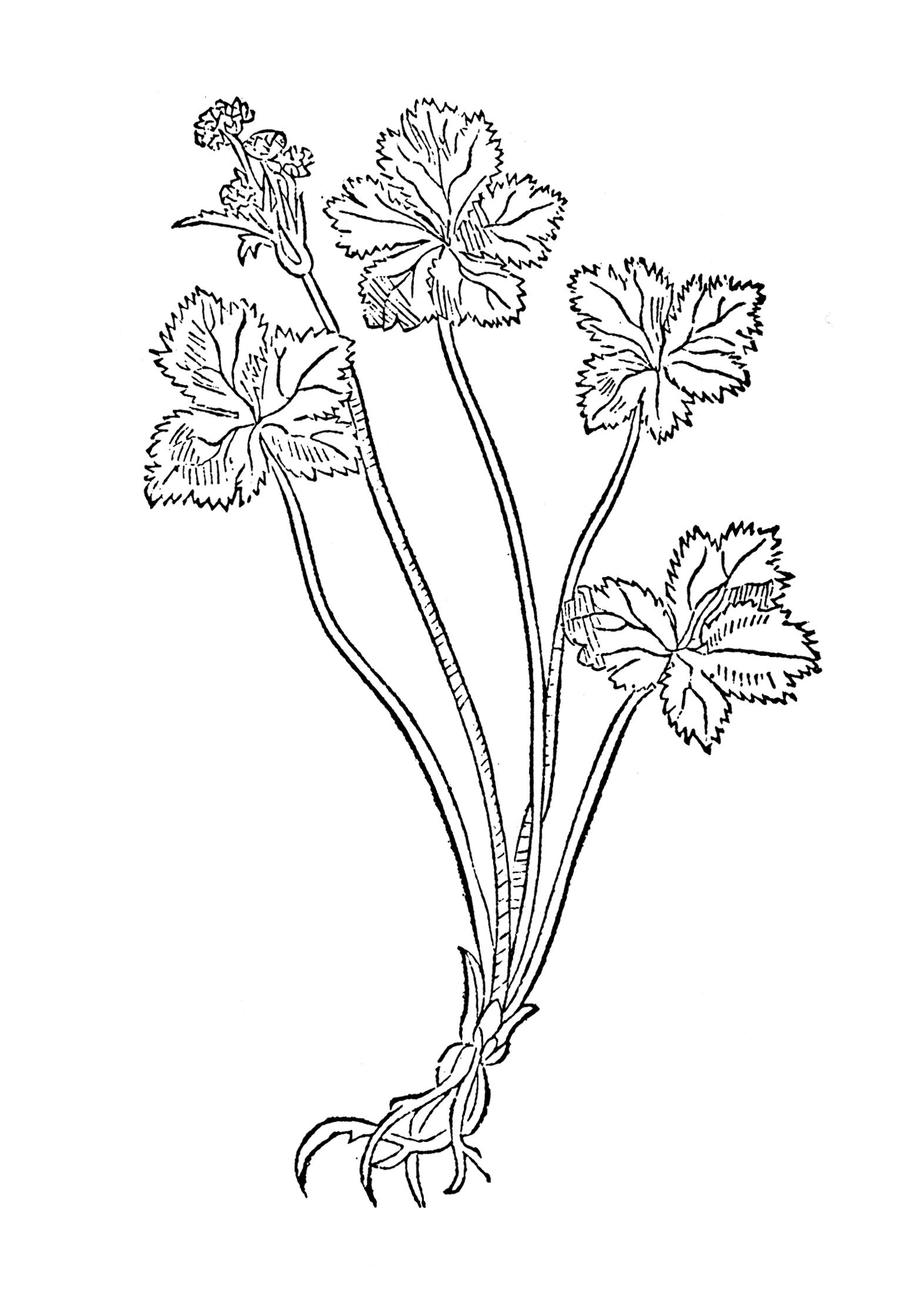
Kapitel 148. Diapensia – sanickel
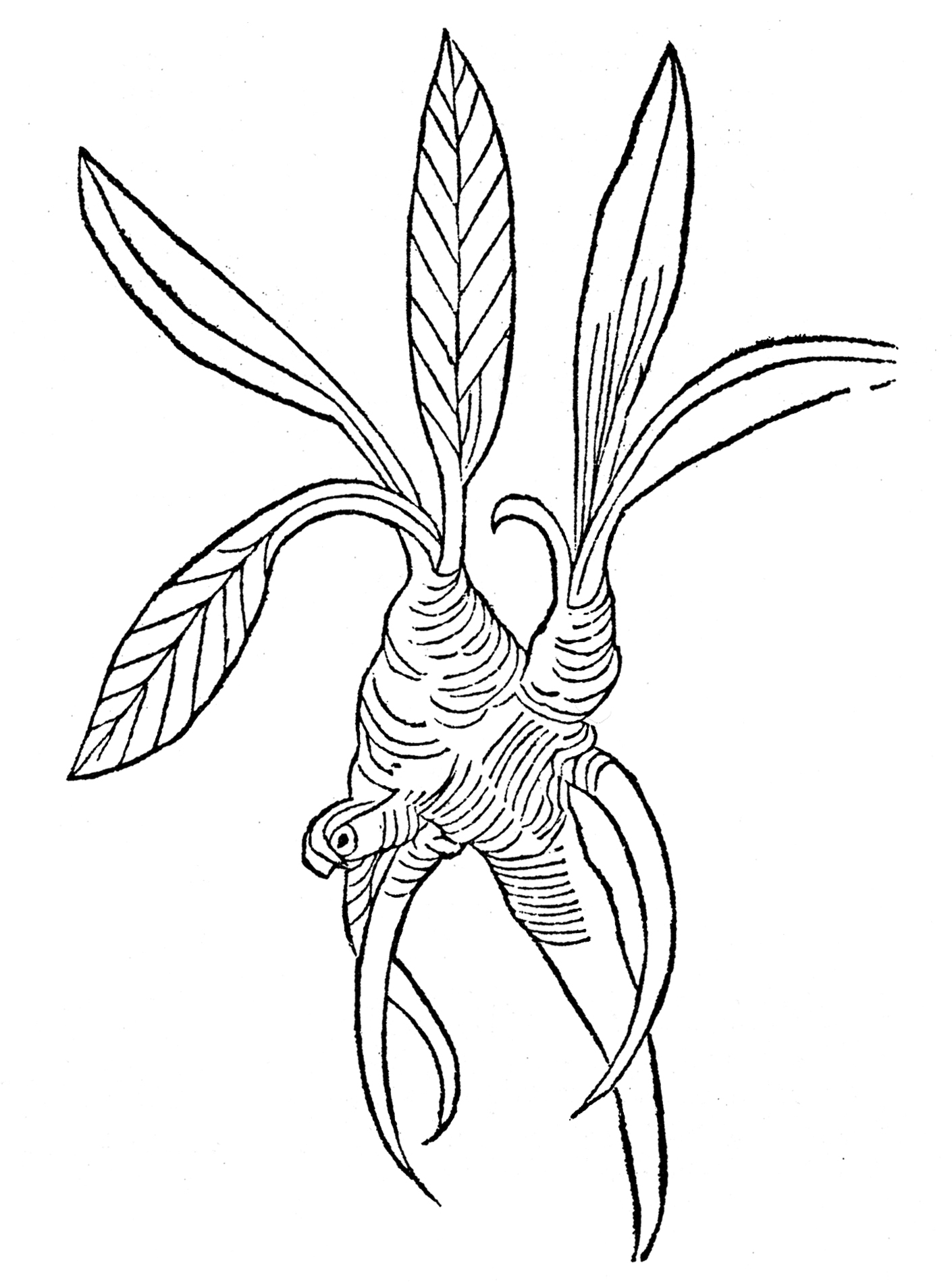
Kapitel 154. Enula campana – alantwortz
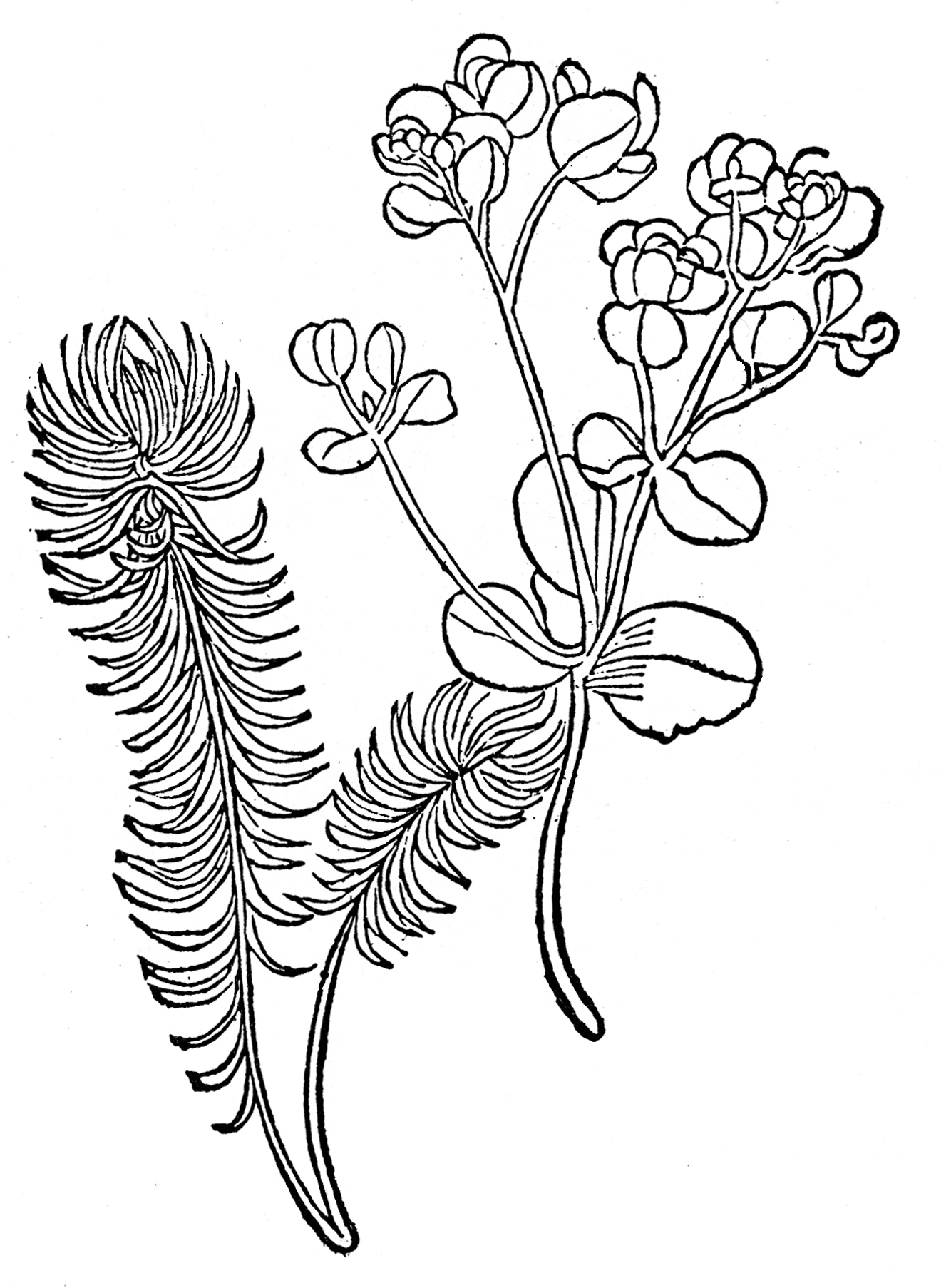
Kapitel 158. Esula – Wolffsmilch
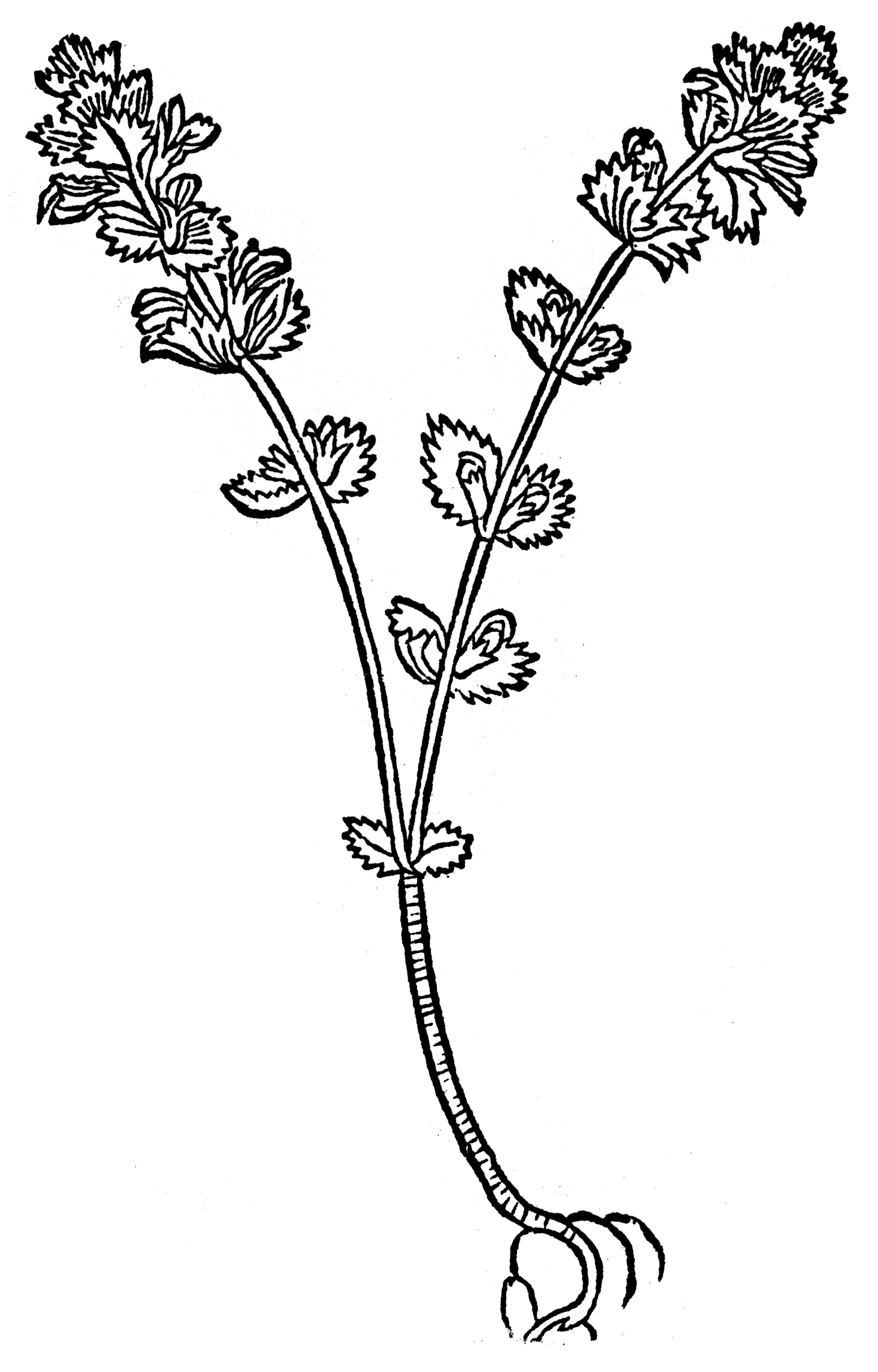
Kapitel 160. Eufragia – augentrost
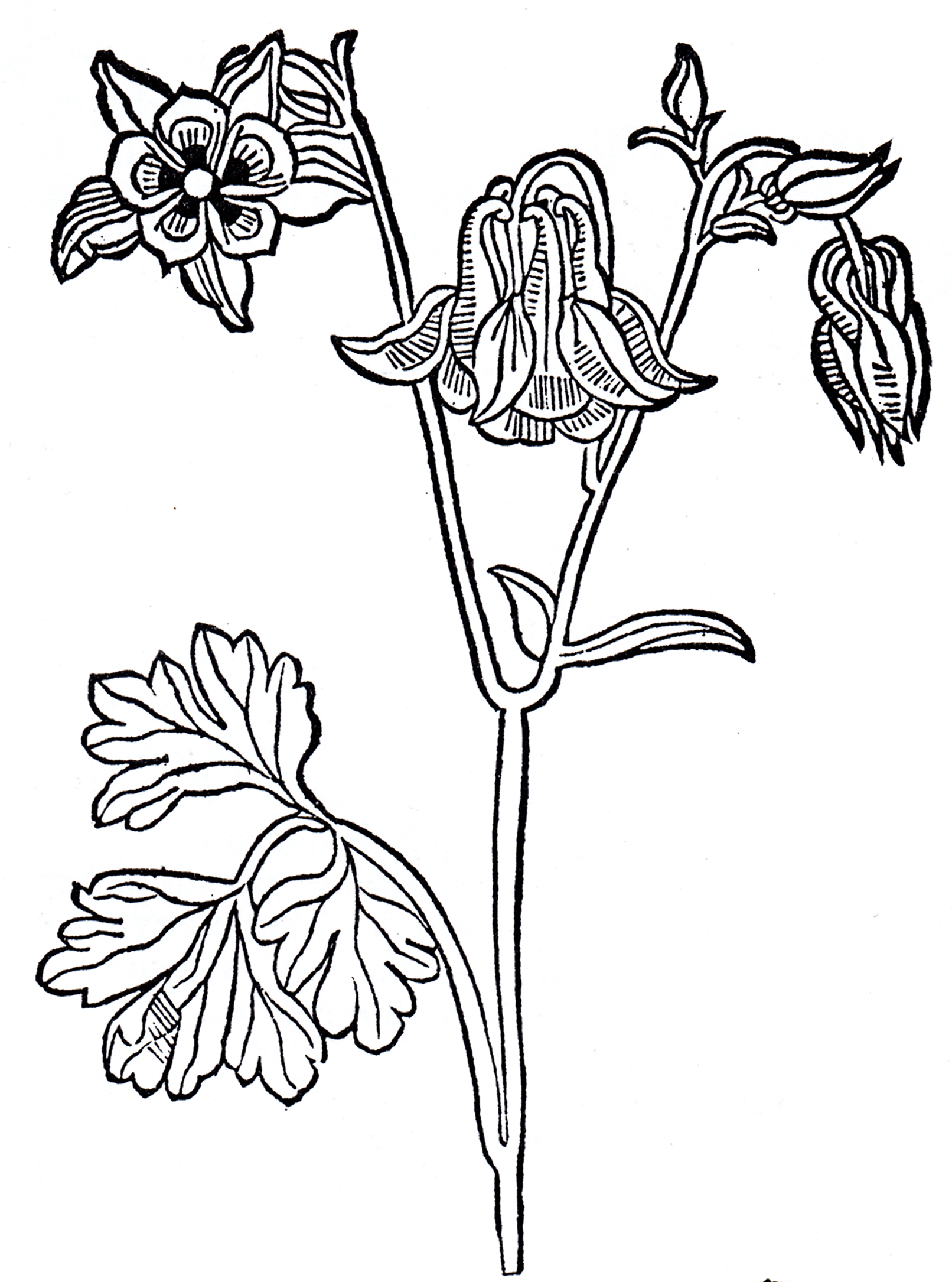
Kapitel 162. Egilops vel egilopa – ackeley
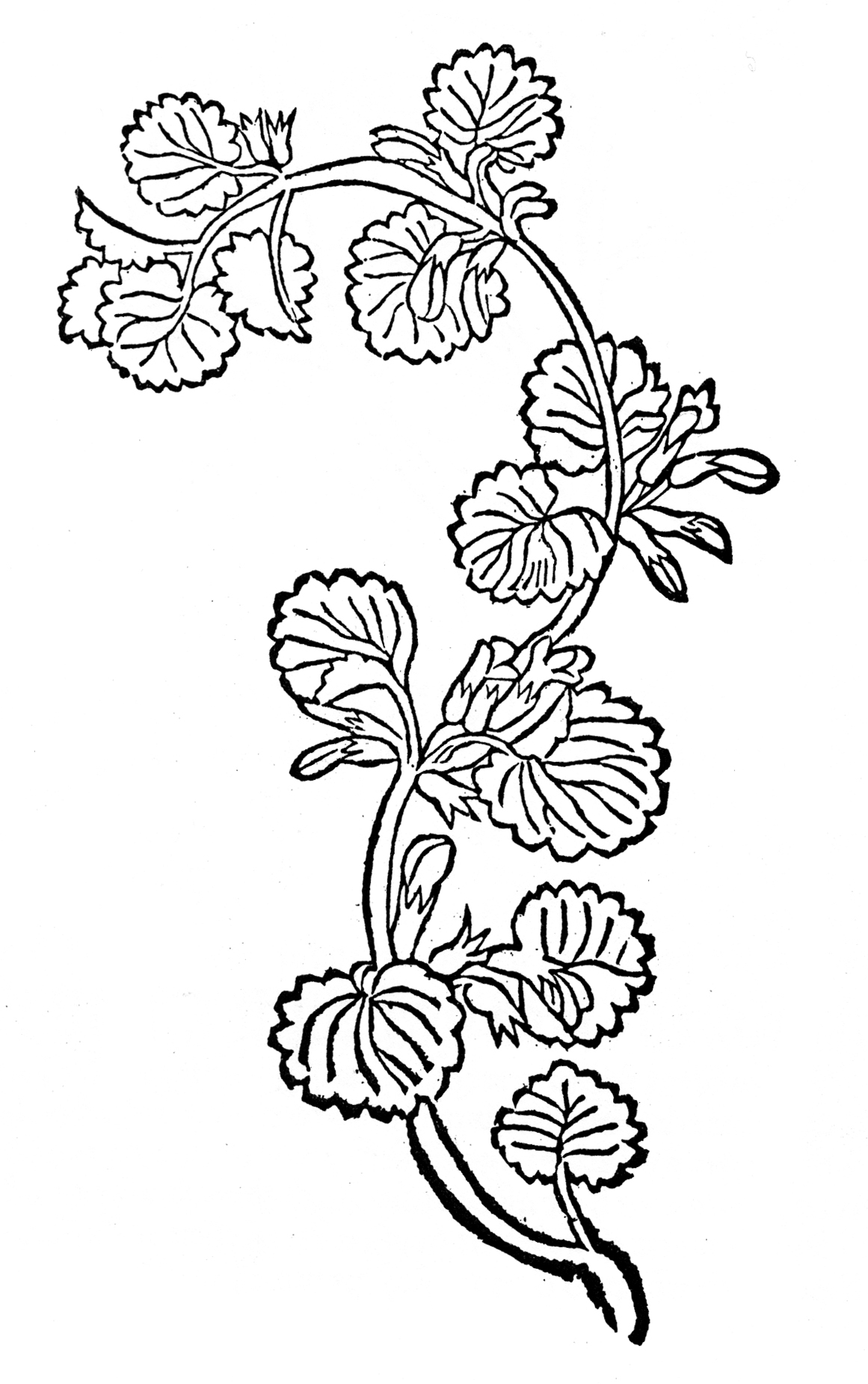
Kapitel 164. Edera terrestis – gundelrebe
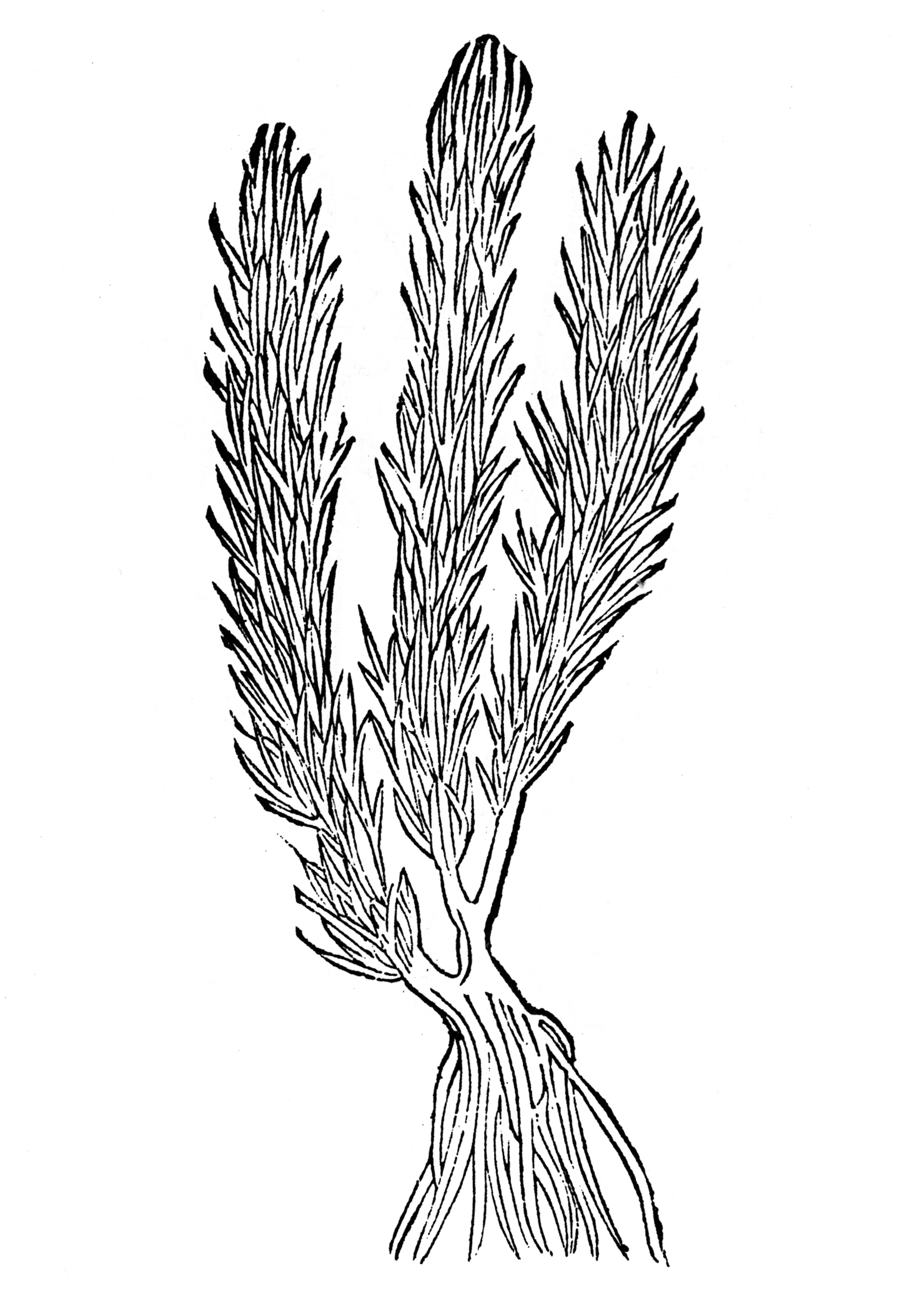
Kapitel 166. Elleborus niger – swartz nyeszwortz
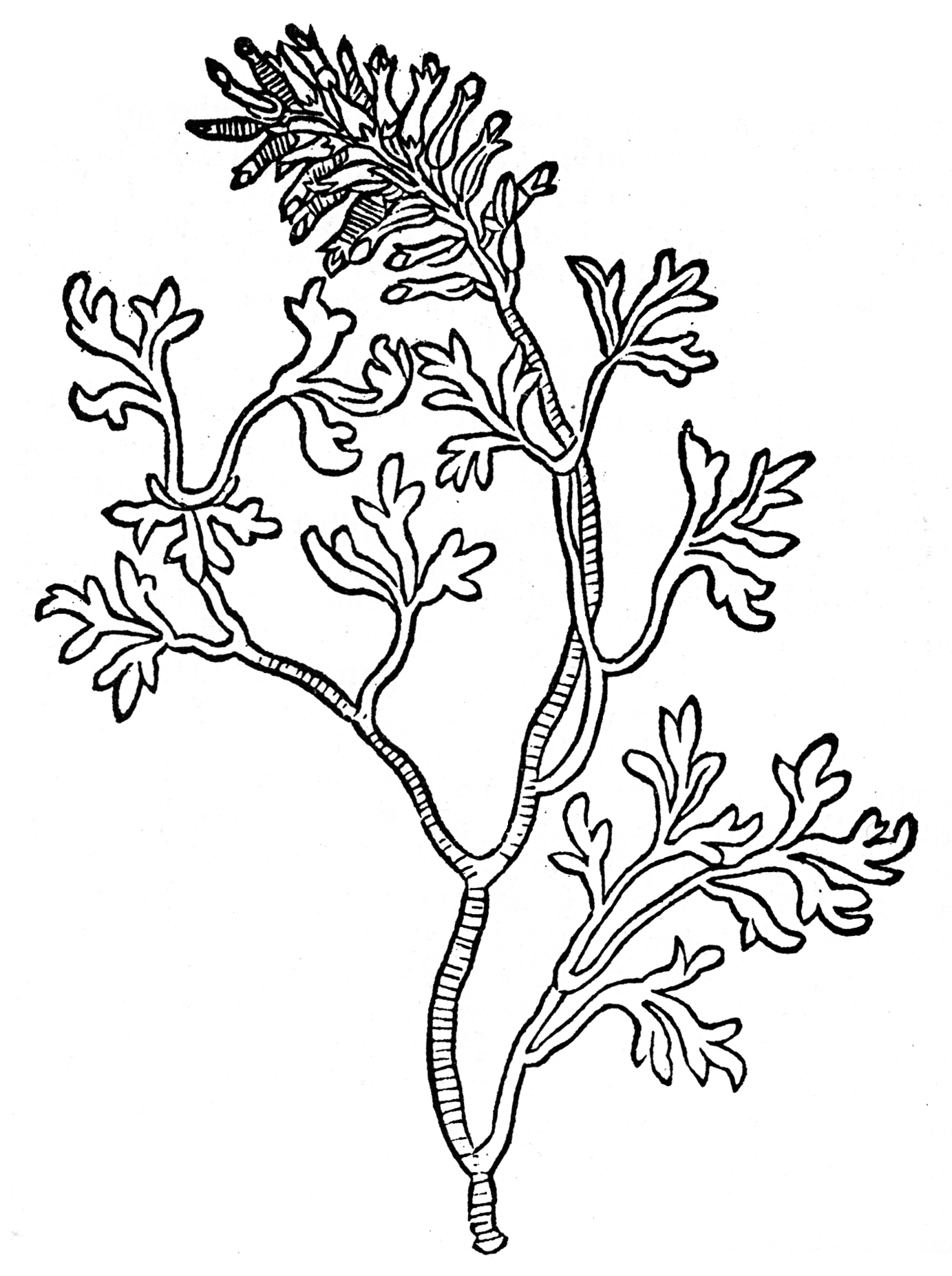
Kapitel 176. Fumus terre – ertrauch oder katzen kerbeln
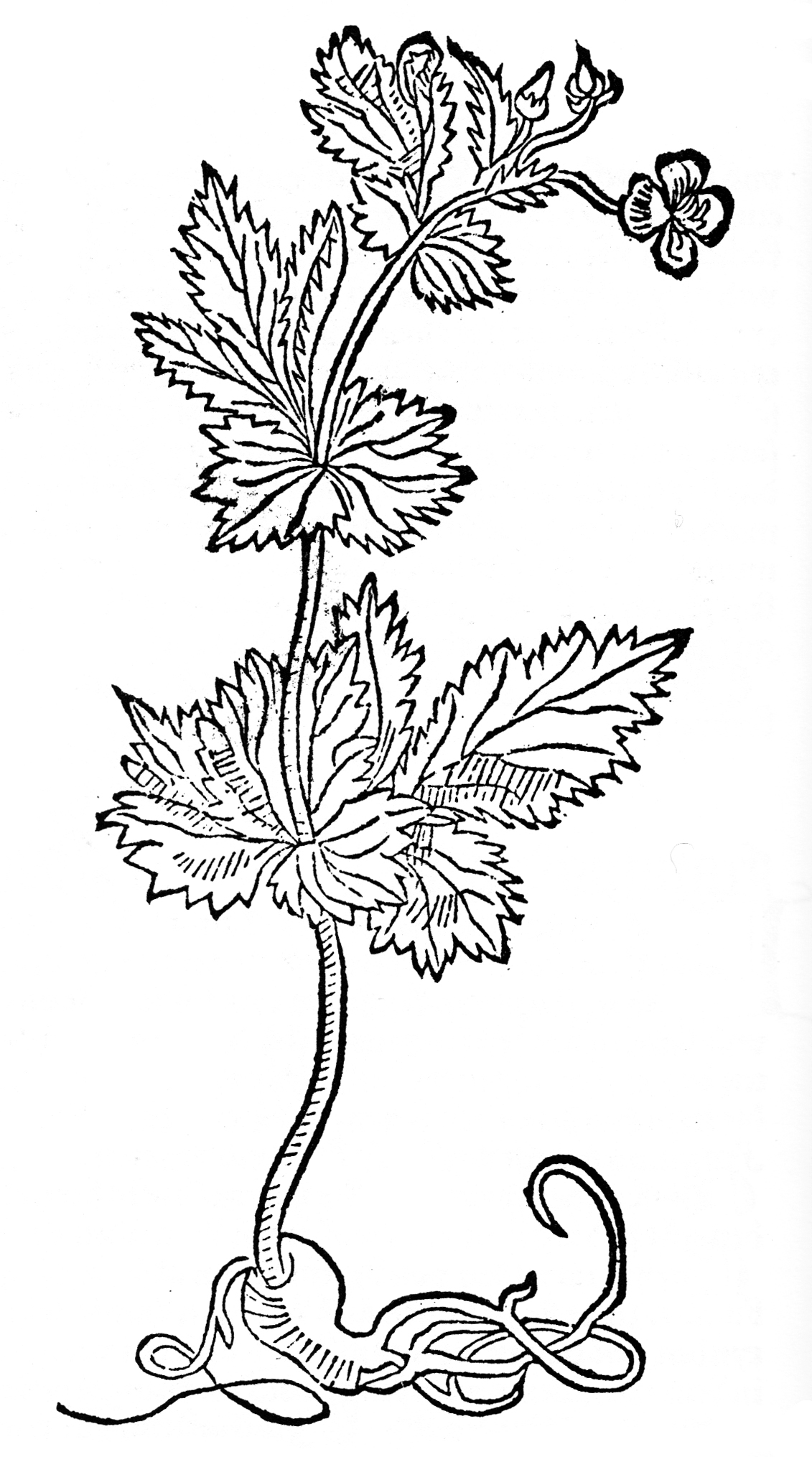
Kapitel 179. Filla – benedictenwortz
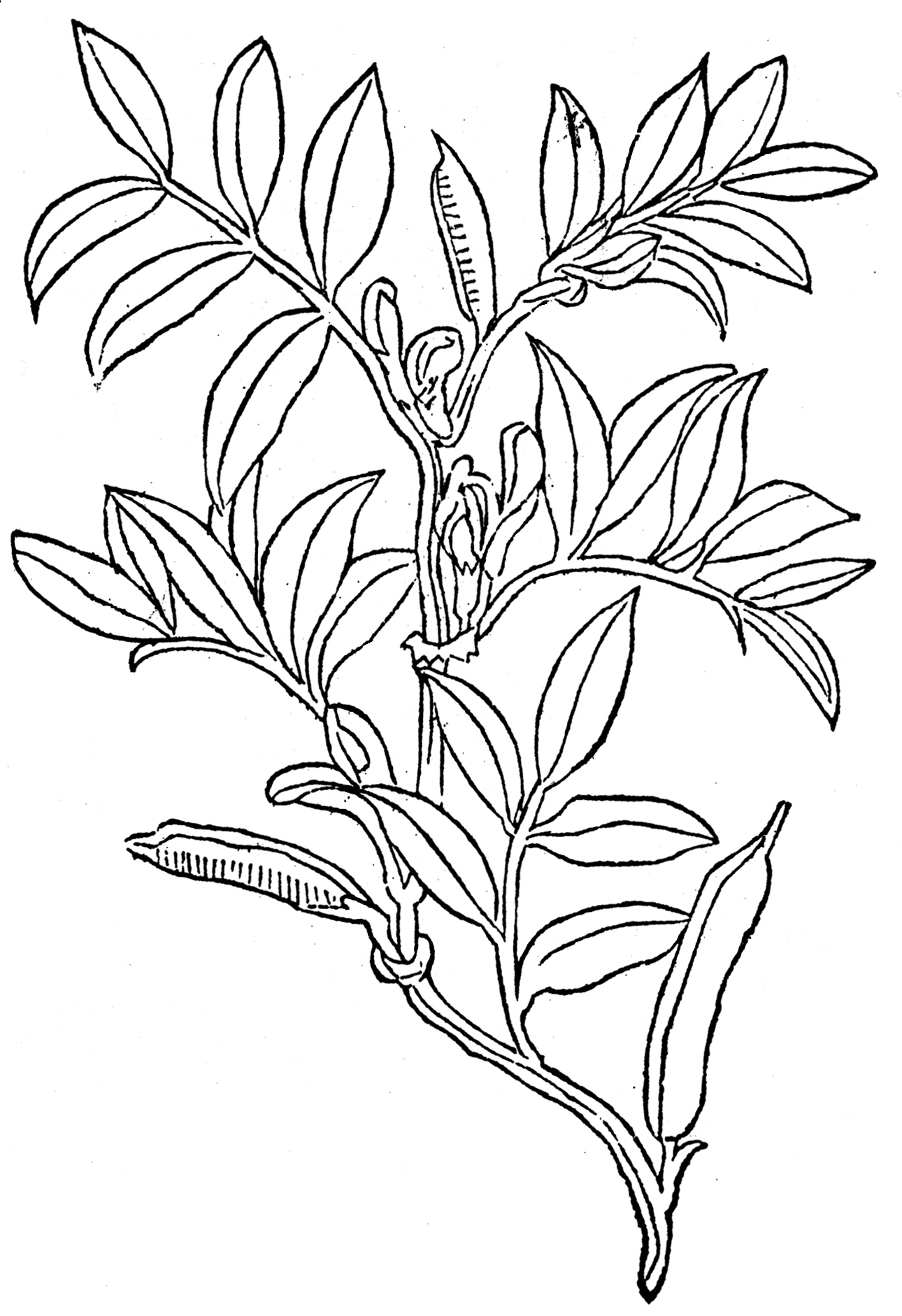
Kapitel 180. Faba – bonen
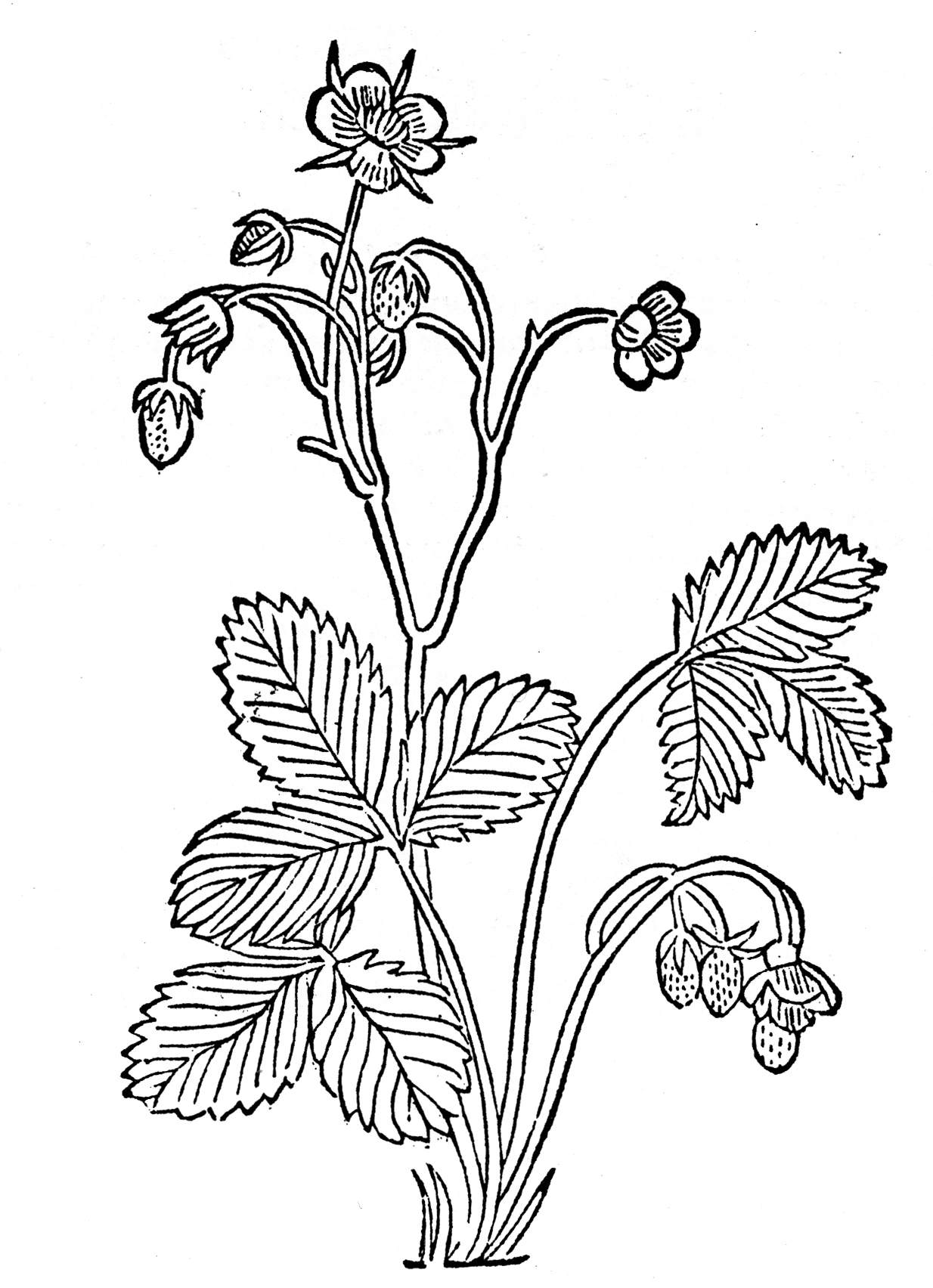
Kapitel 190. Frage – ertbern
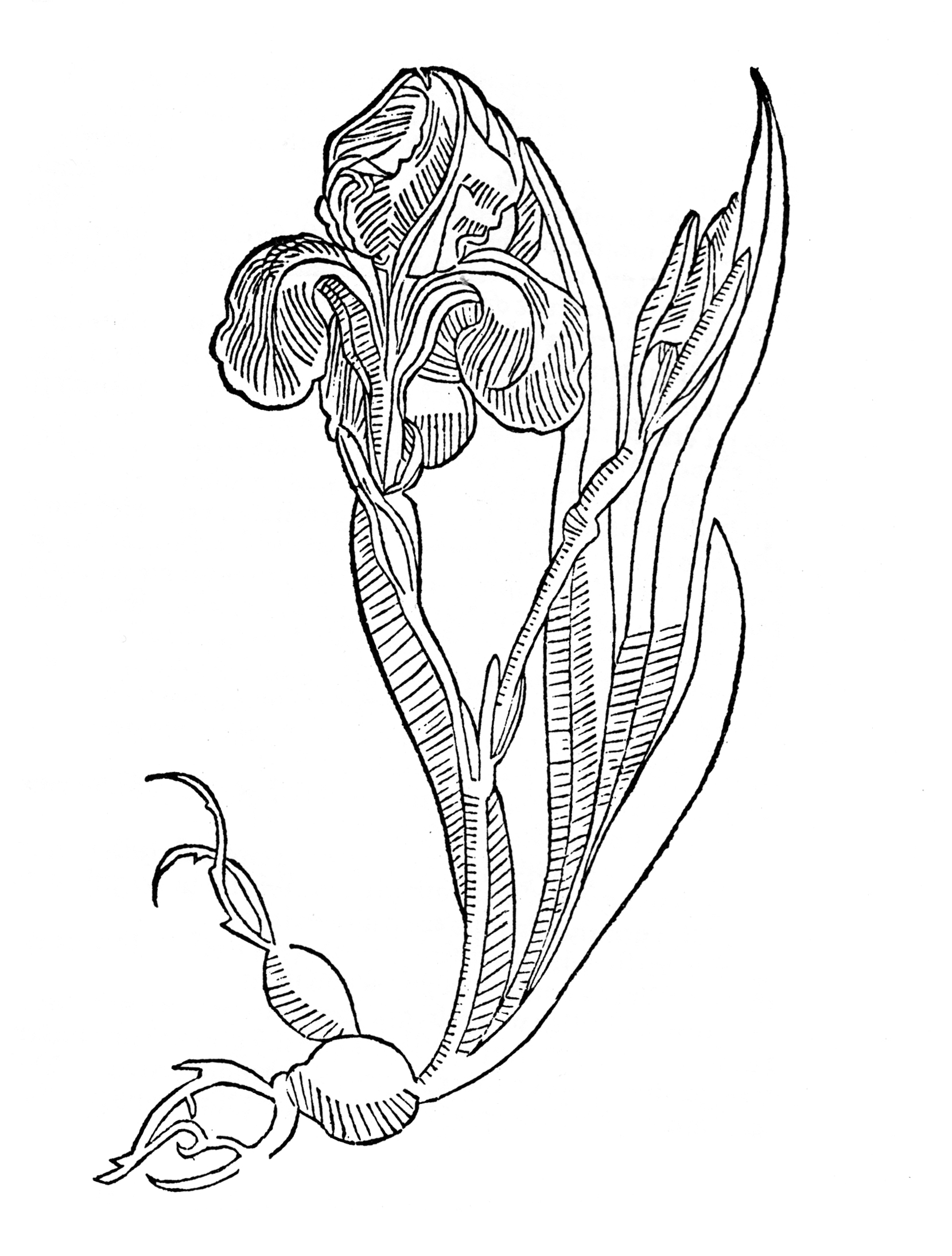
Kapitel 195. Gladiolus – slotten krut oder geel swertel
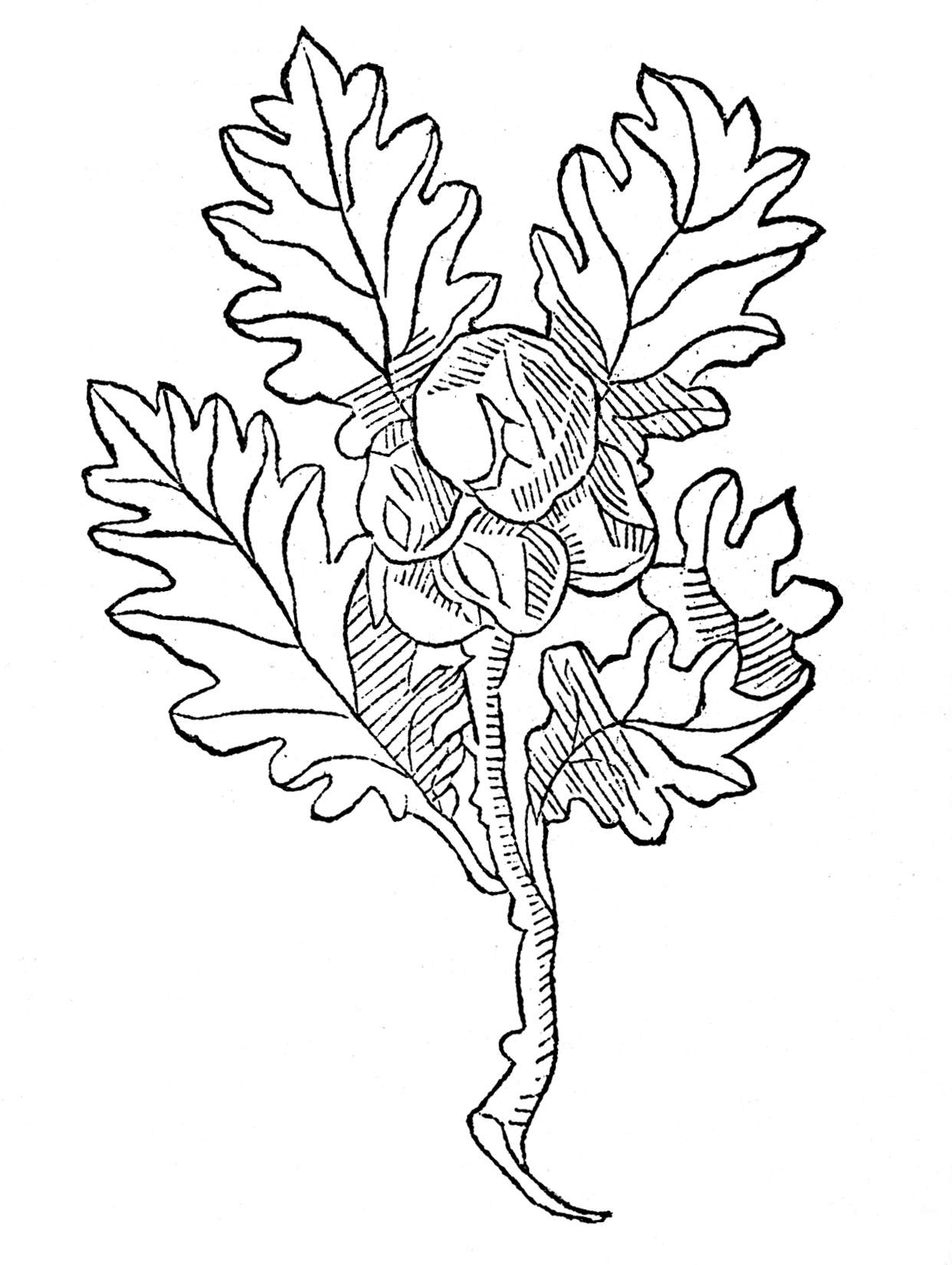
Kapitel 203. Galla – galopffel
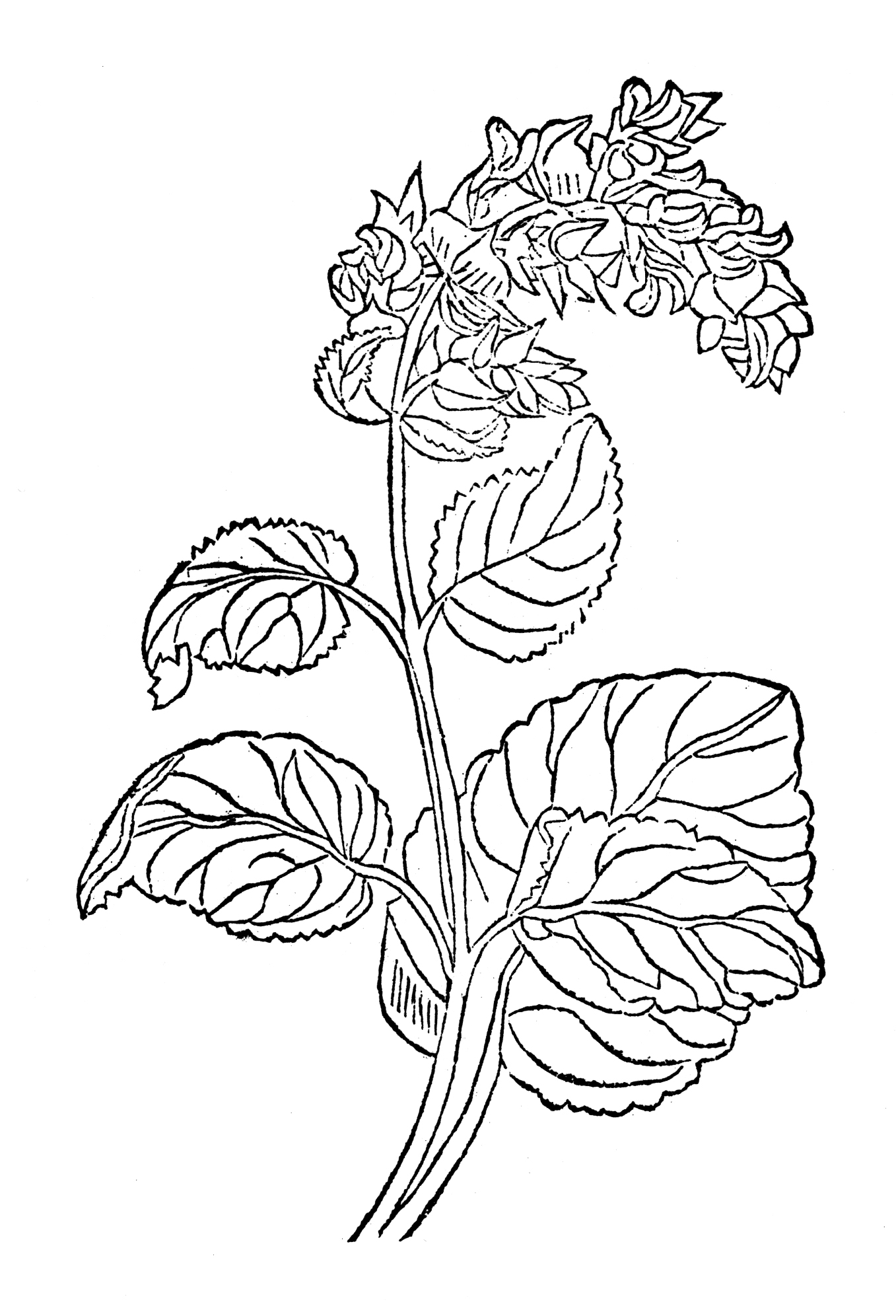
Kapitel 207. Gallitricum – scharlach
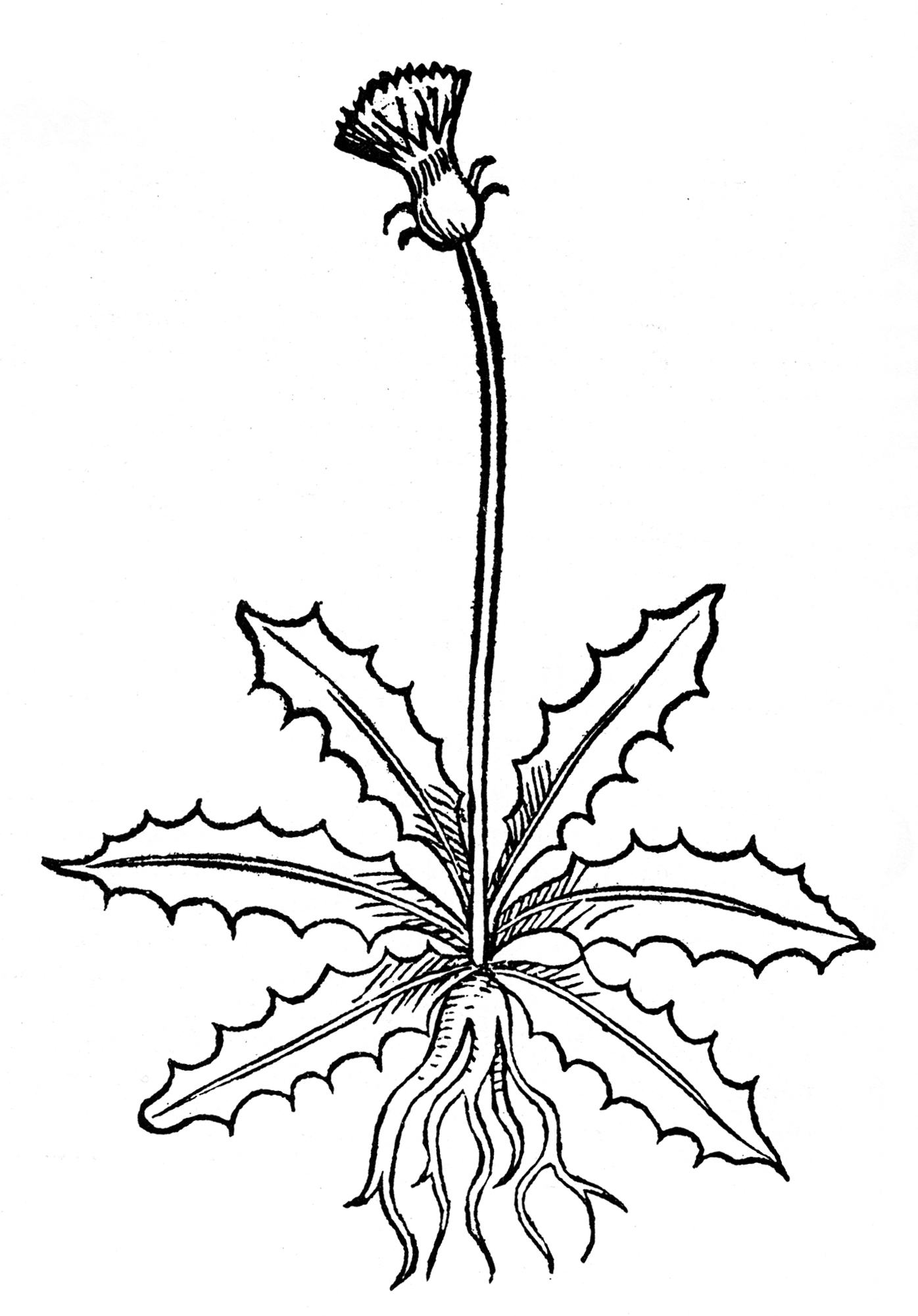
Taraxacum officinale. Falsch zugeordnet zum Kapitel 212 Hermodattilus – zytloisz
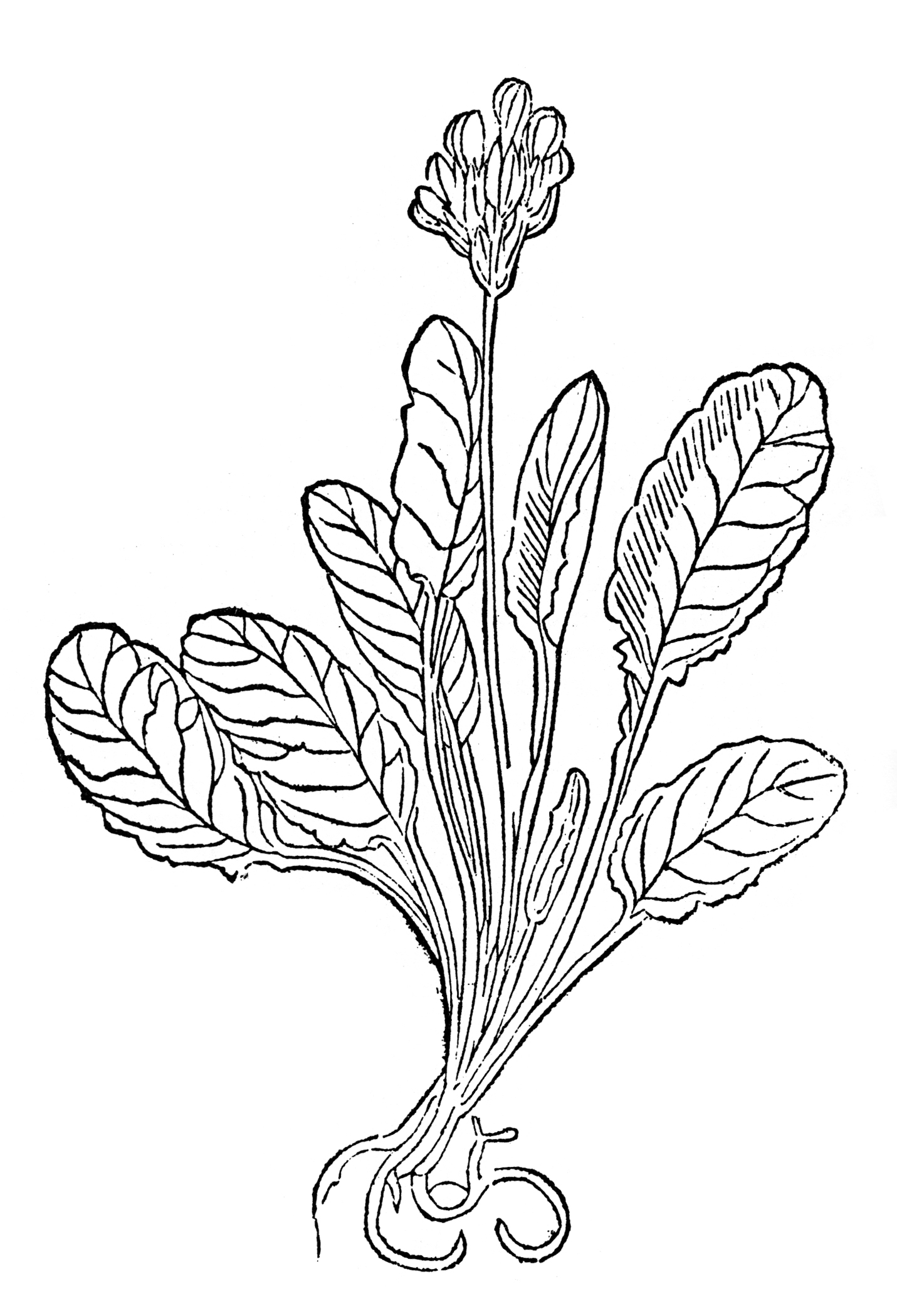
Kapitel 213. Herba paralisis – slusselblomen
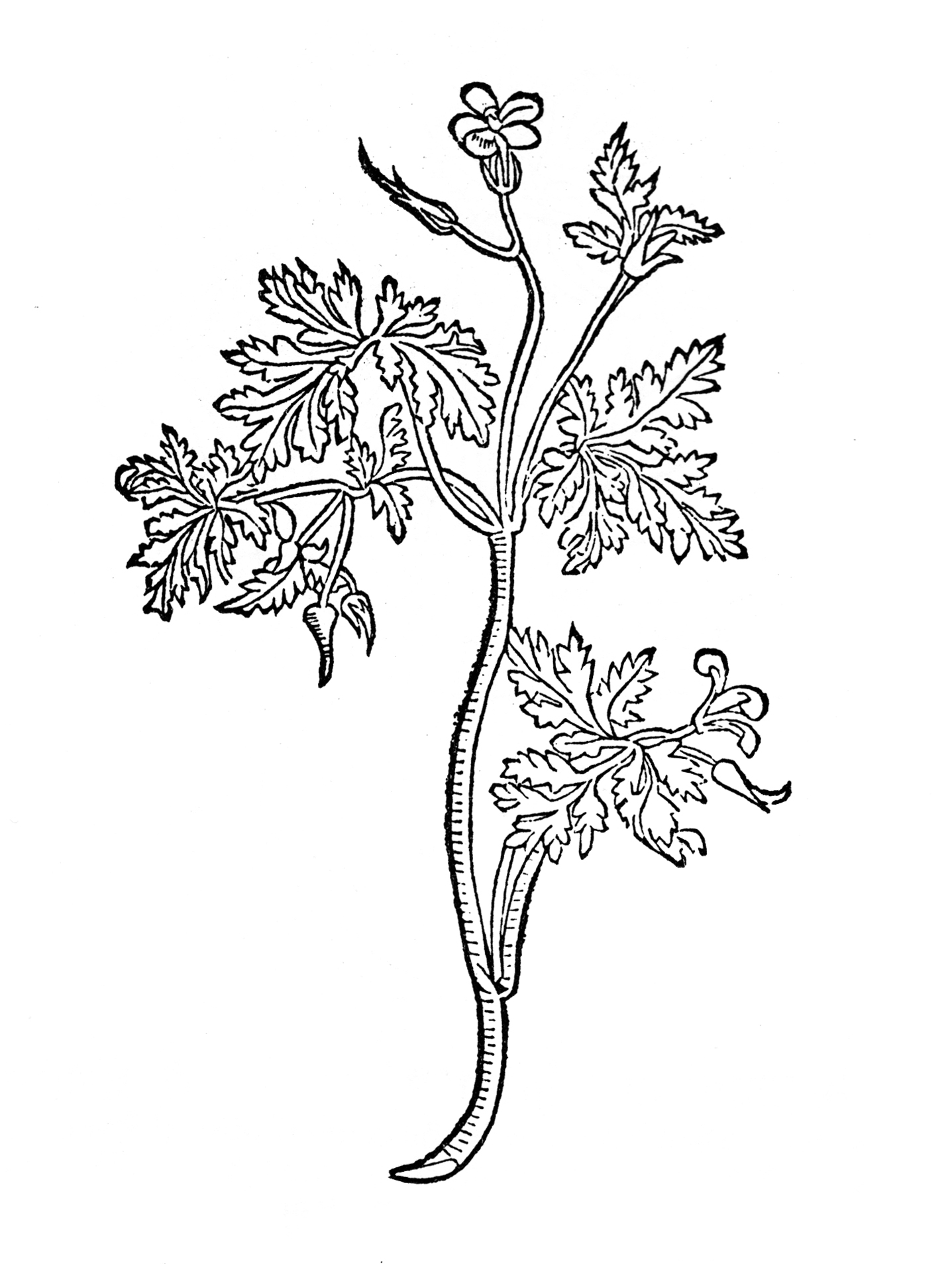
Kapitel 214. Herba rubea – storckes snabel
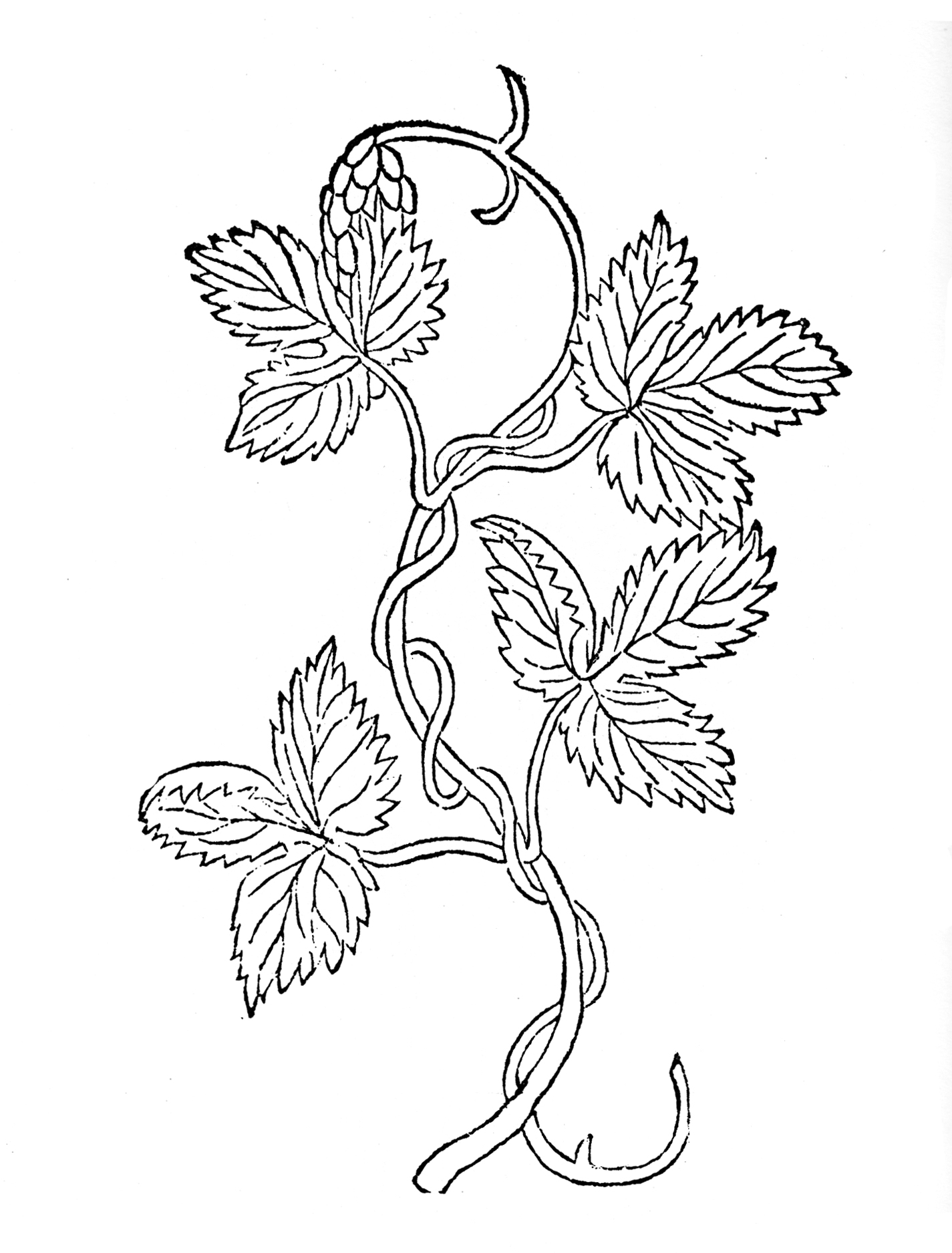
Kapitel 215. Humulus – hoppen
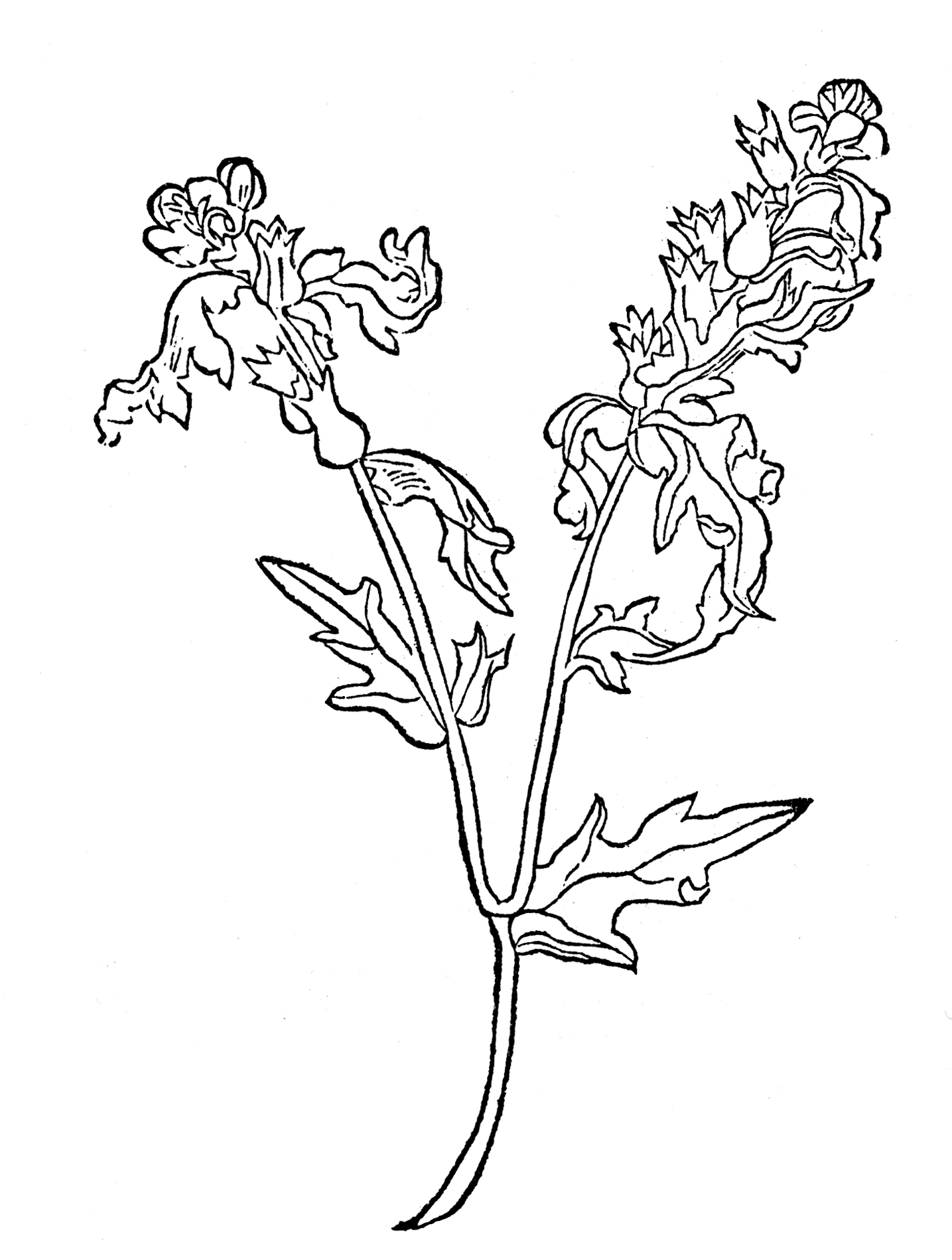
Kapitel 217. Jusquiamus – bilsensamen Hyoscyamus niger / Hyoscyamus albus
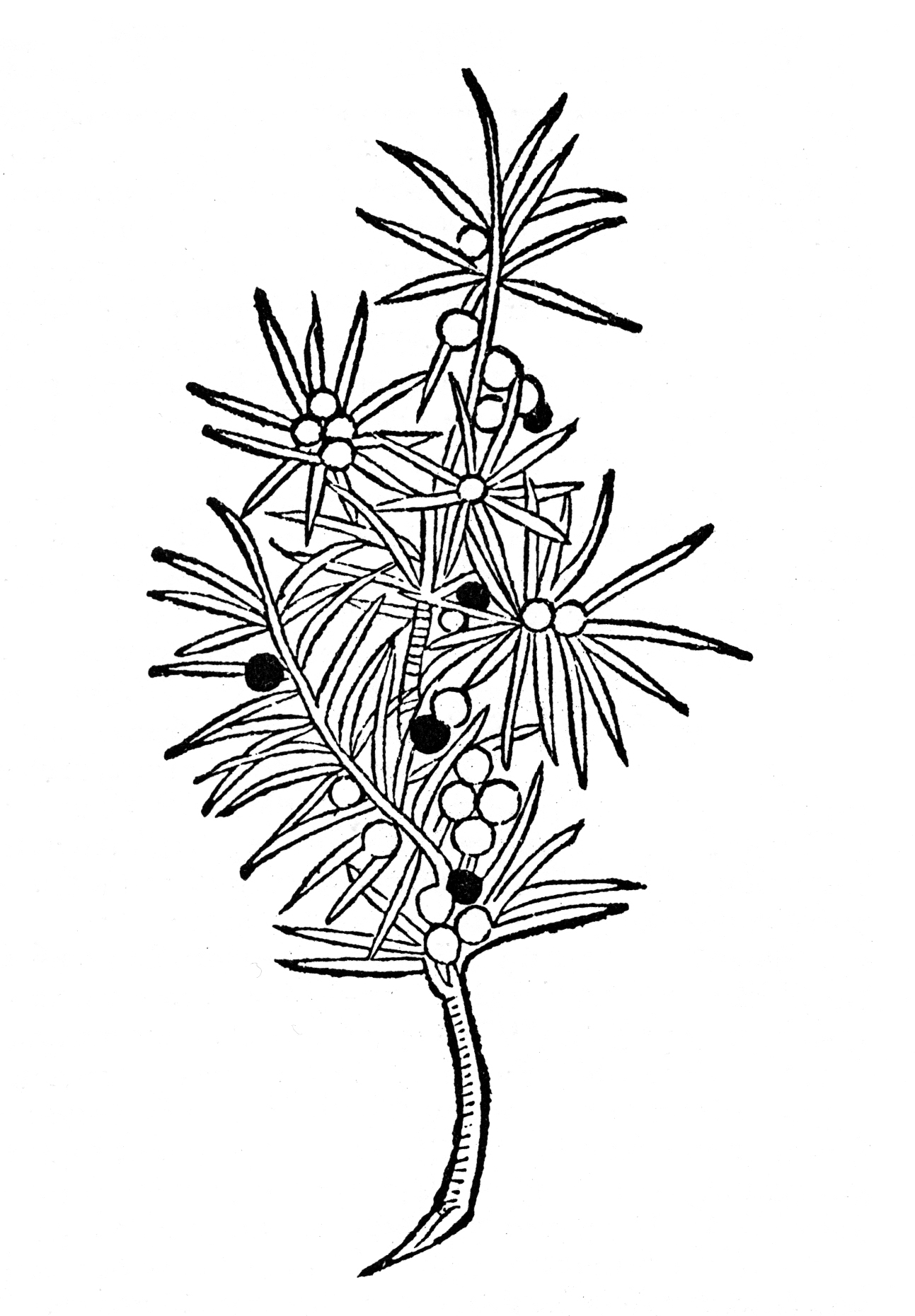
Kapitel 218. Juniperus – wegholler
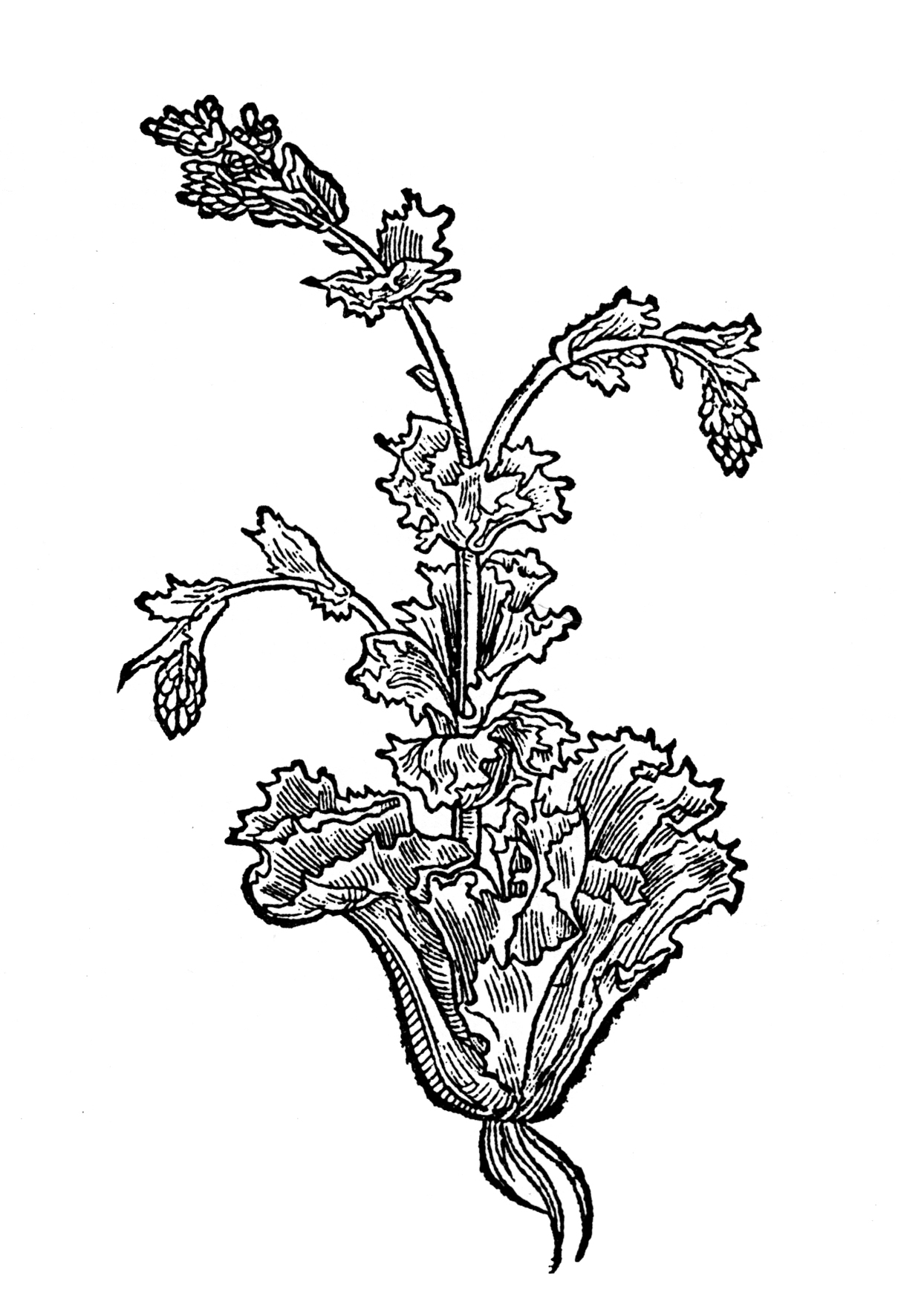
Kapitel 223. Lactuca – lattich
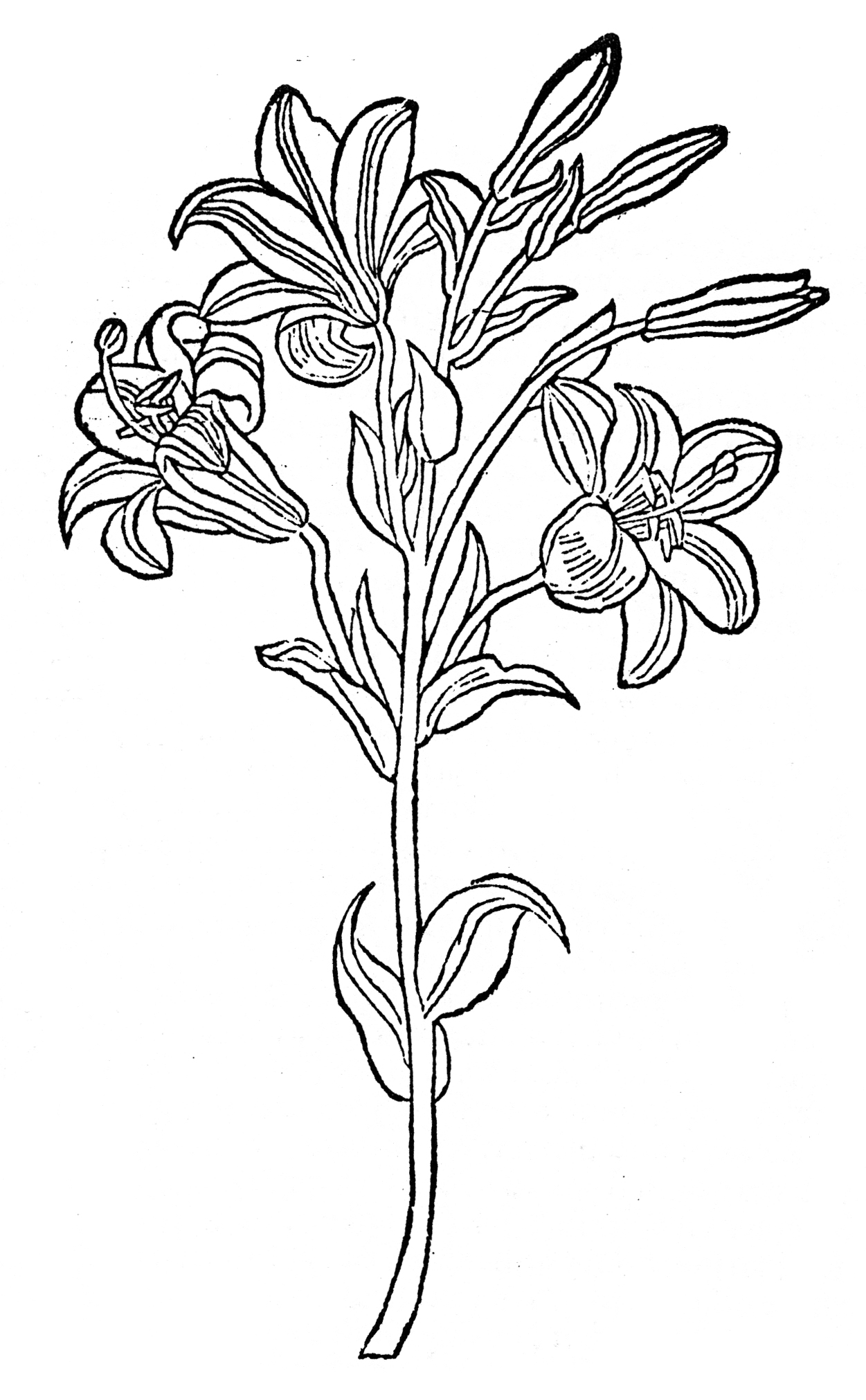
Kapitel 229. Lilium album – wyß lilien
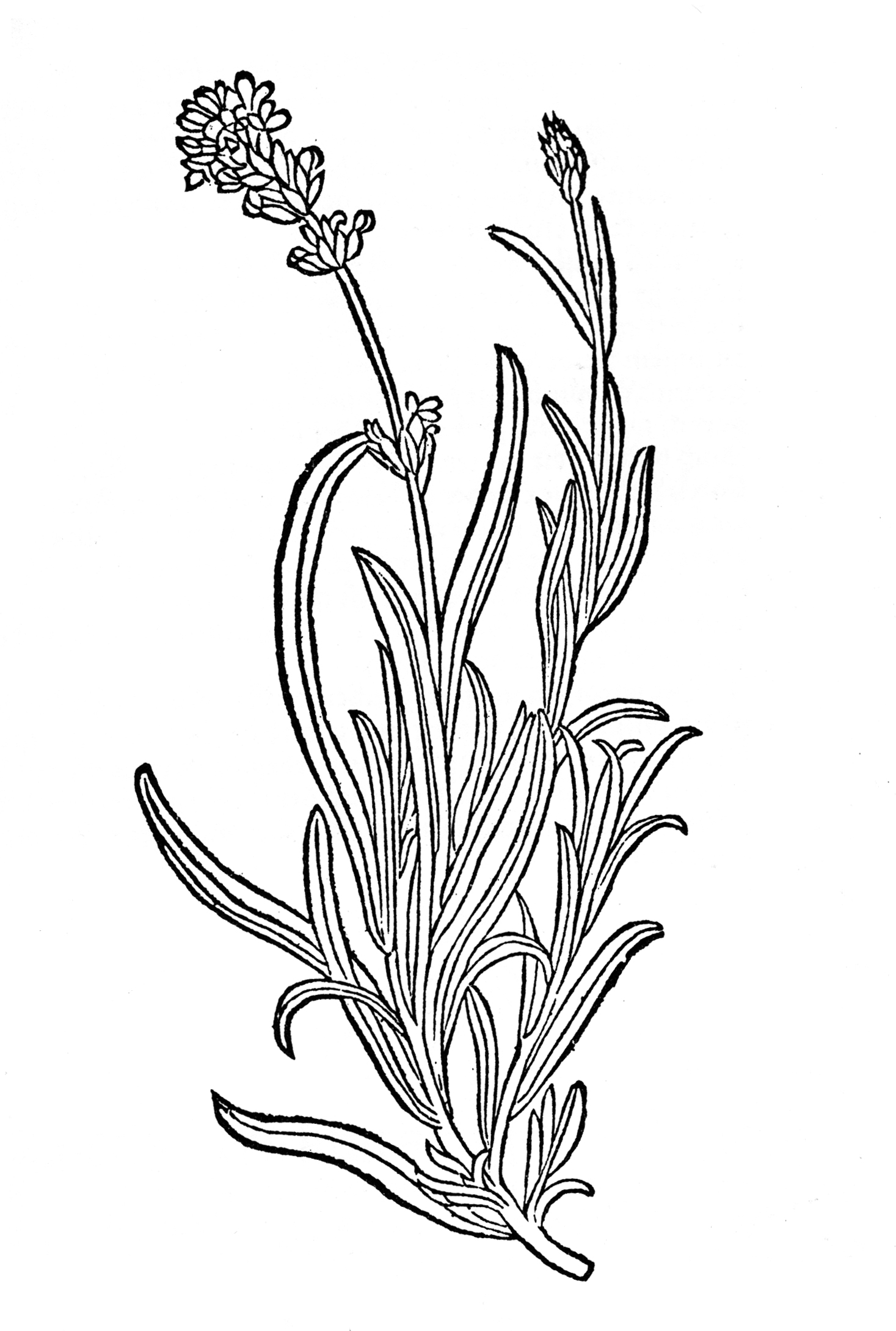
Kapitel 234. Lavendula – lavendel
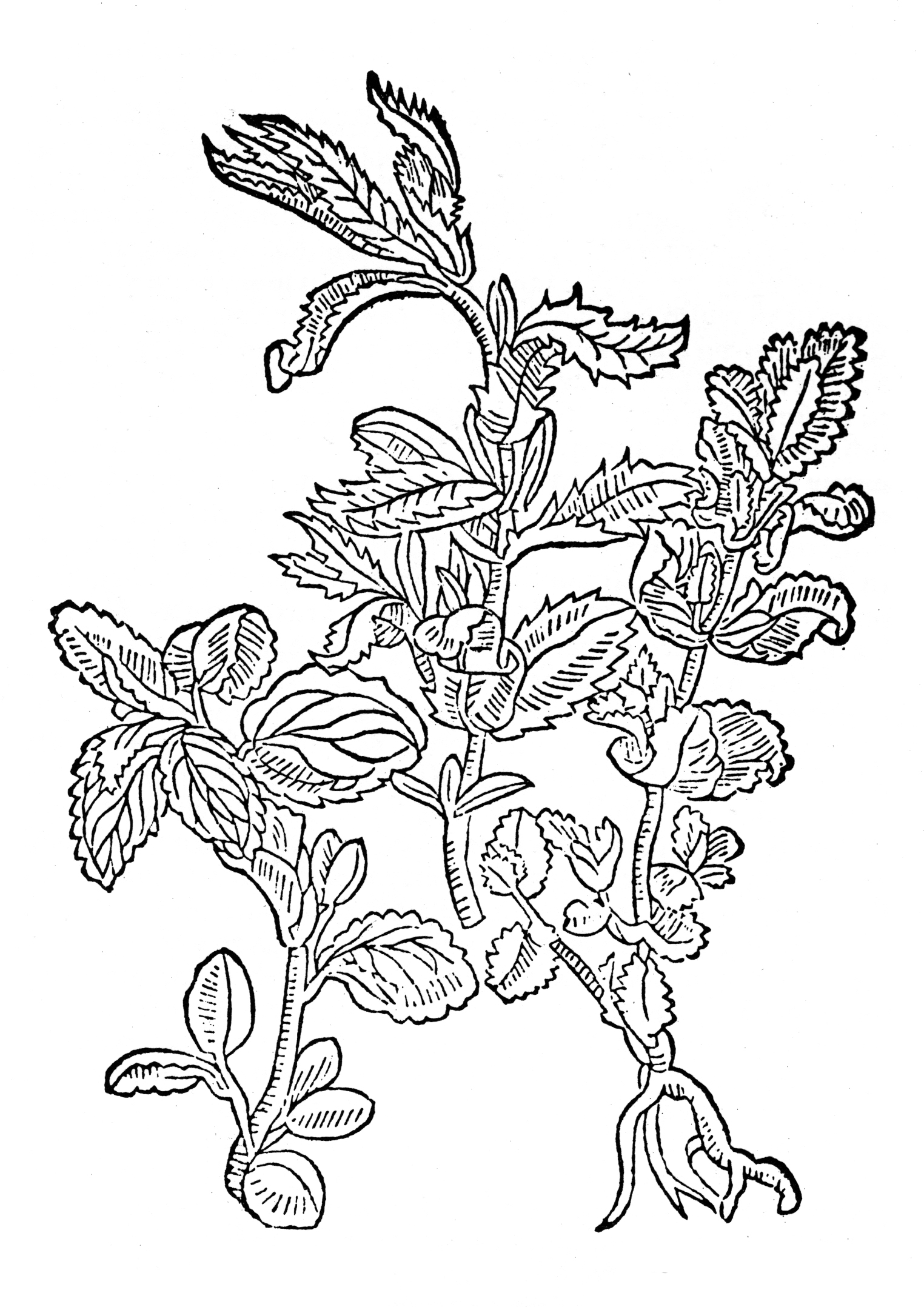
Kapitel 251. Menta – myntz
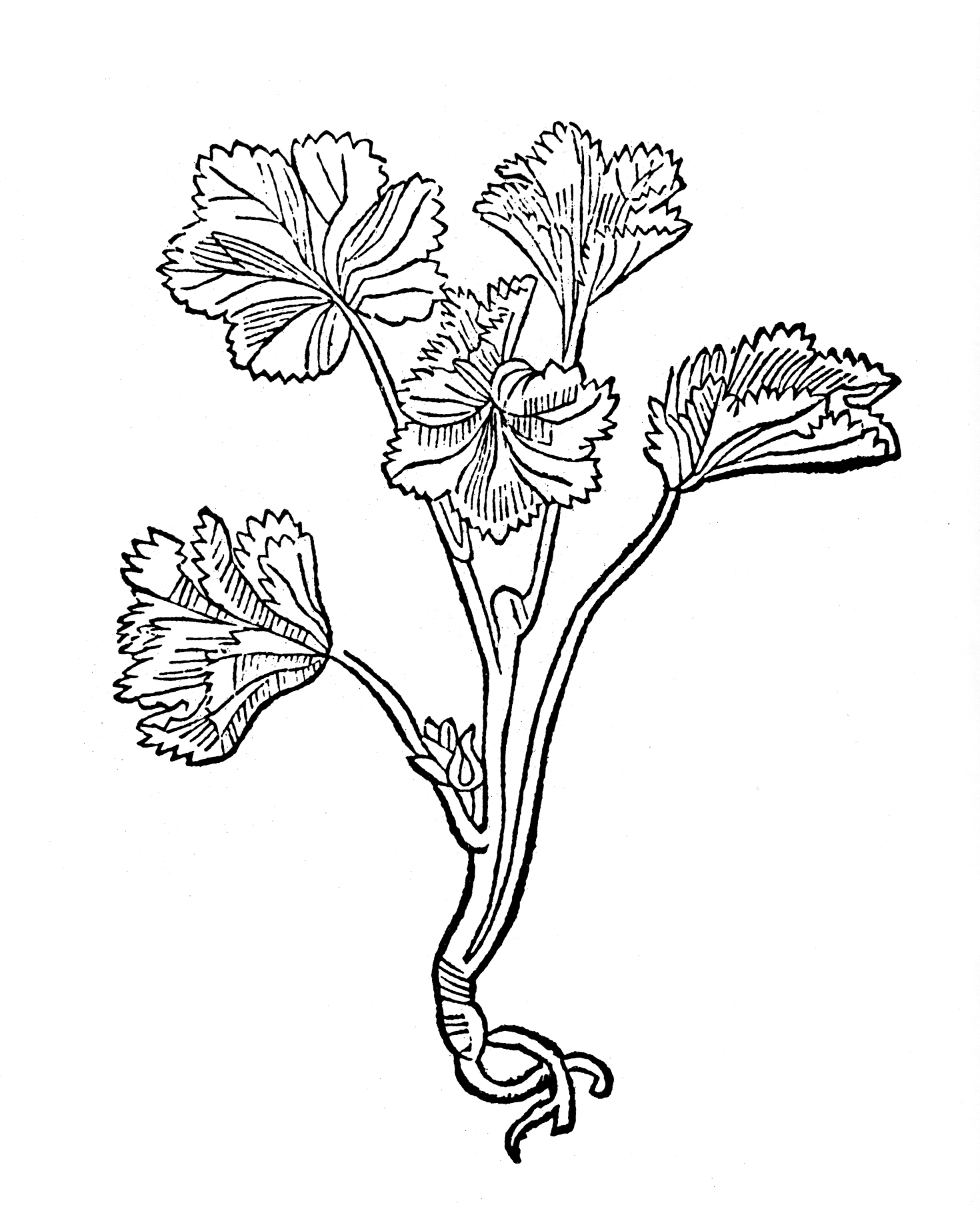
Kapitel 253. Malva – bappeln
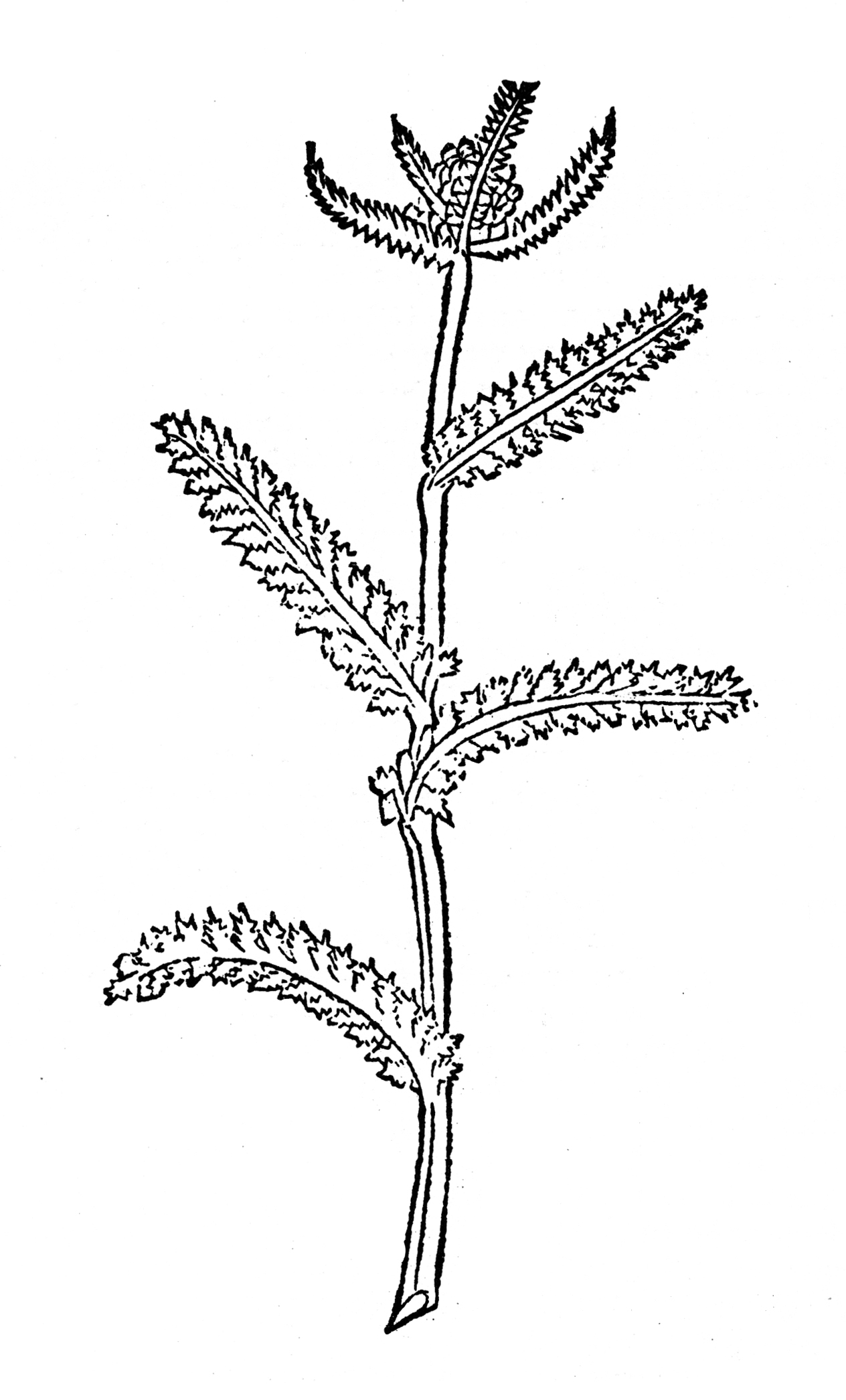
Kapitel 254. Millefolium – garbe
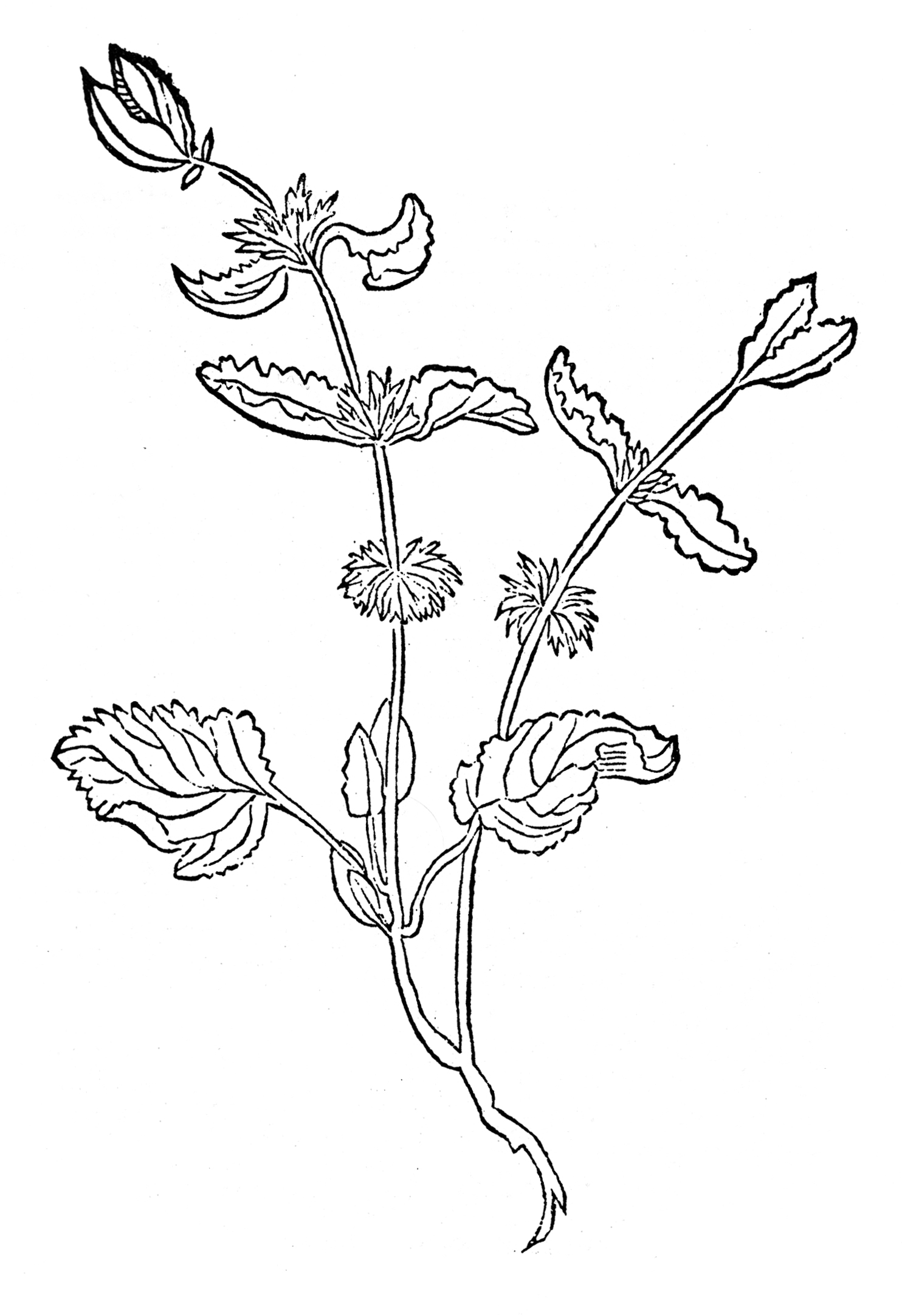
Kapitel 256. Marrubium – andorn
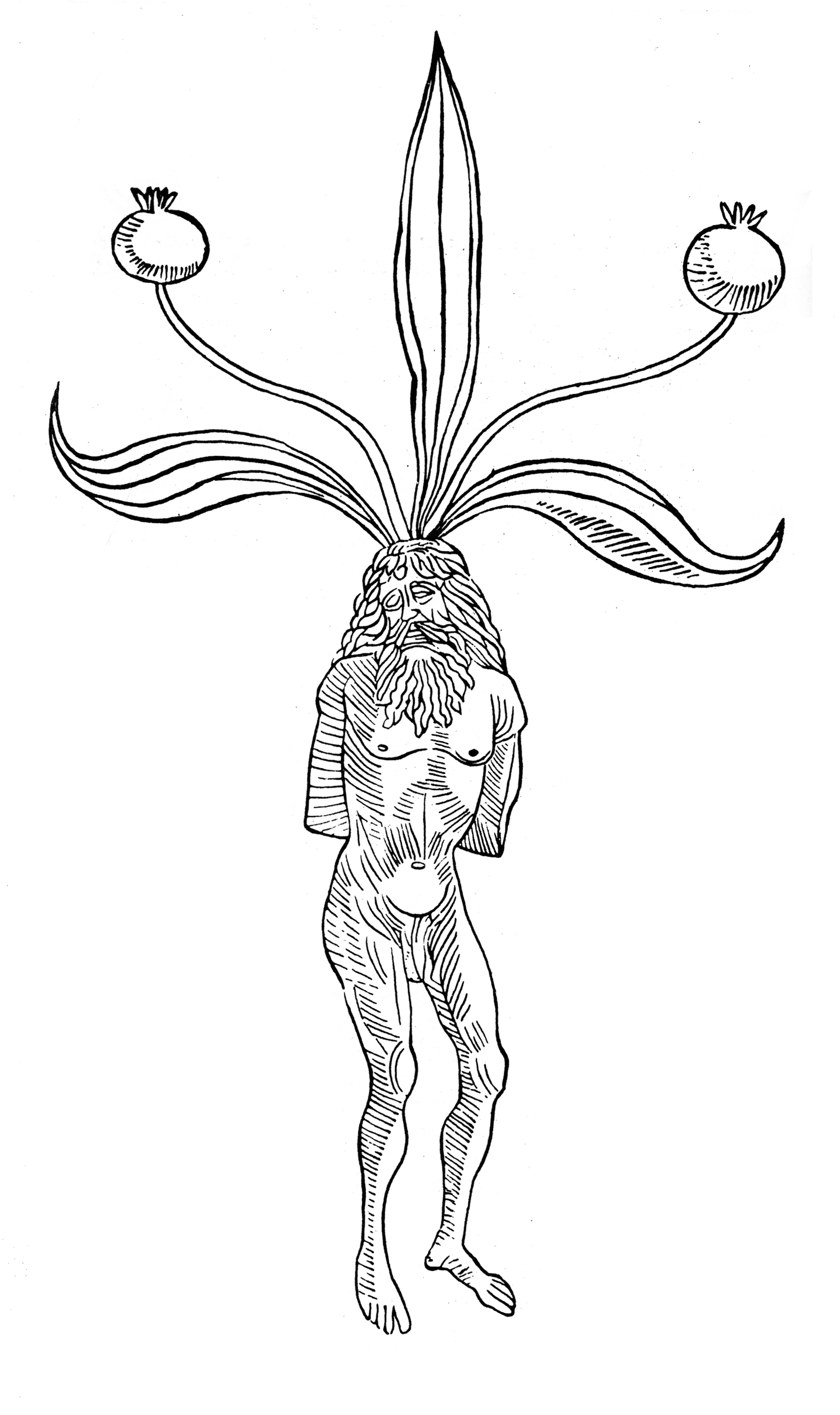
Kapitel 257. Mandragora – alrun Man
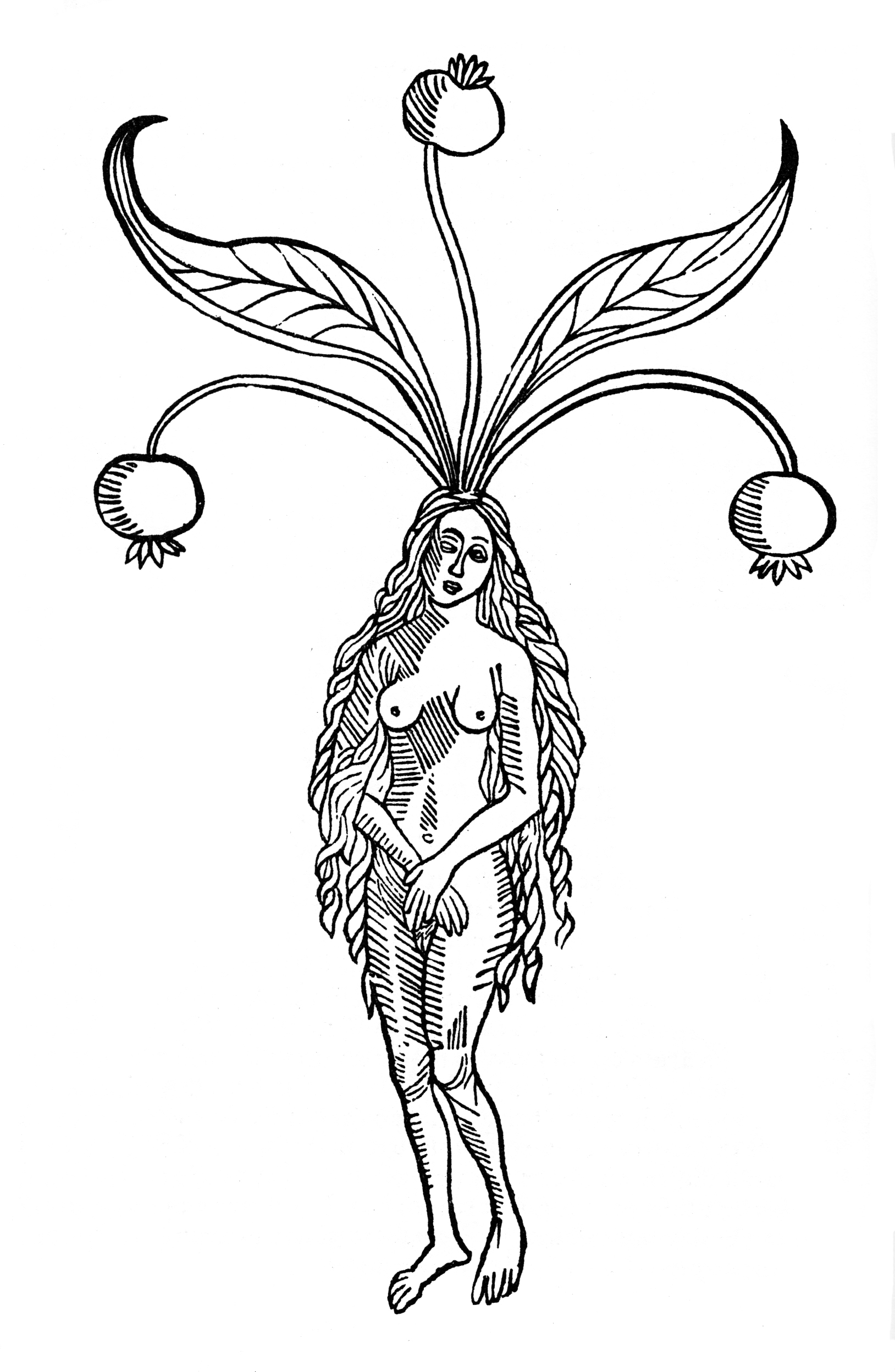
Kapitel 258. Mandragora – alrun Fraw
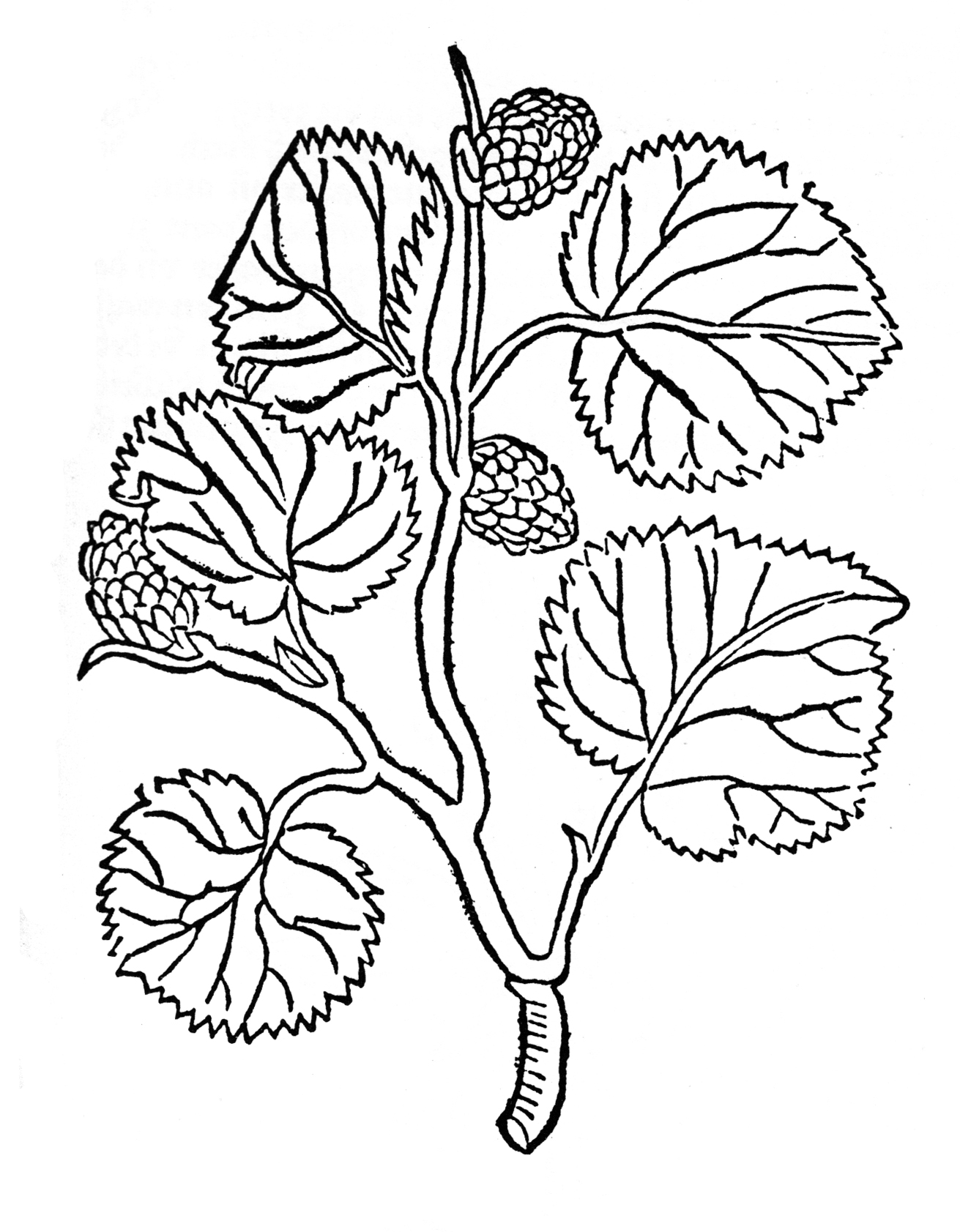
Kapitel 260. Moracelsi – mulberen Morus alba / Morus nigra
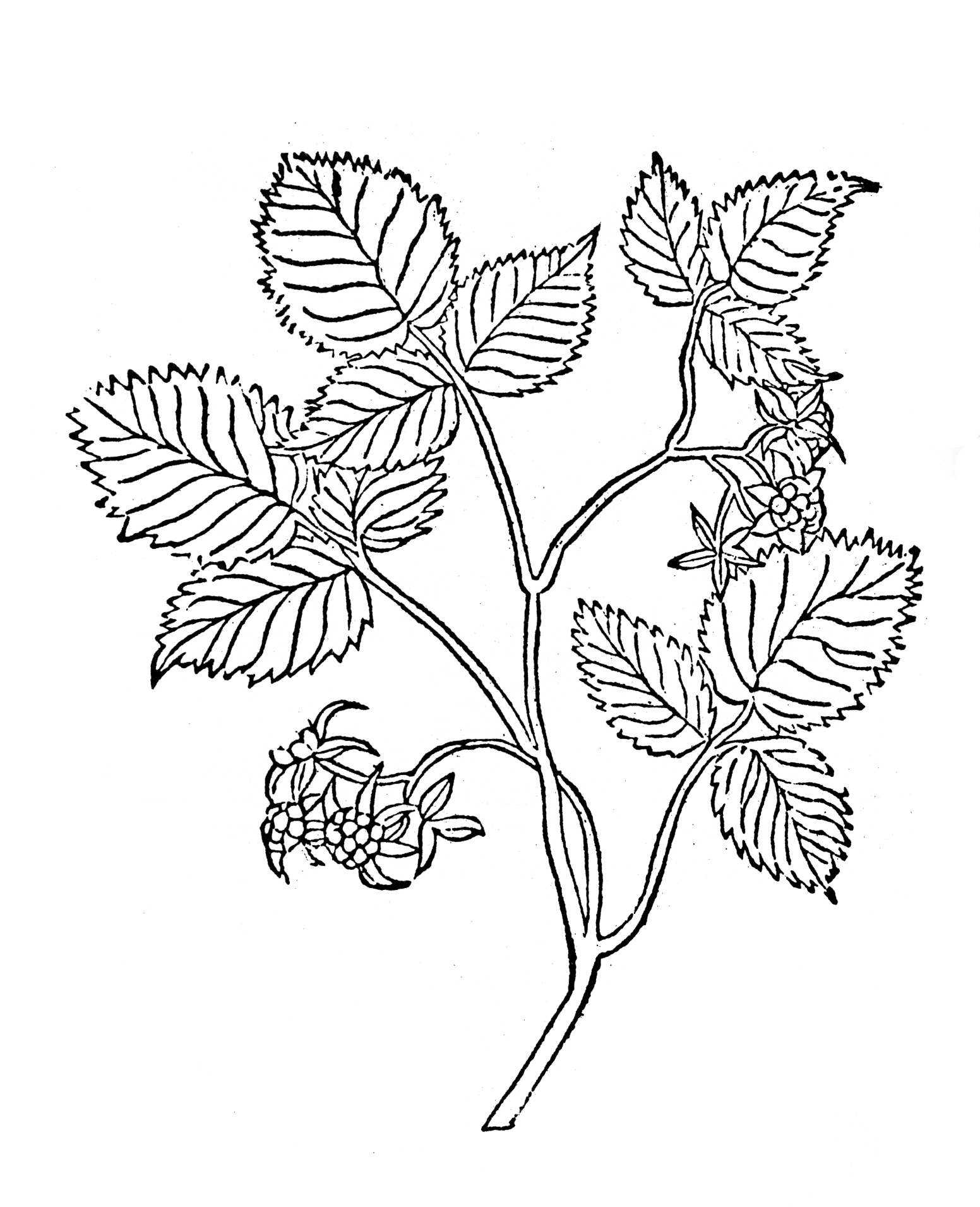
Kapitel 263. Morabacci – brambernstruch
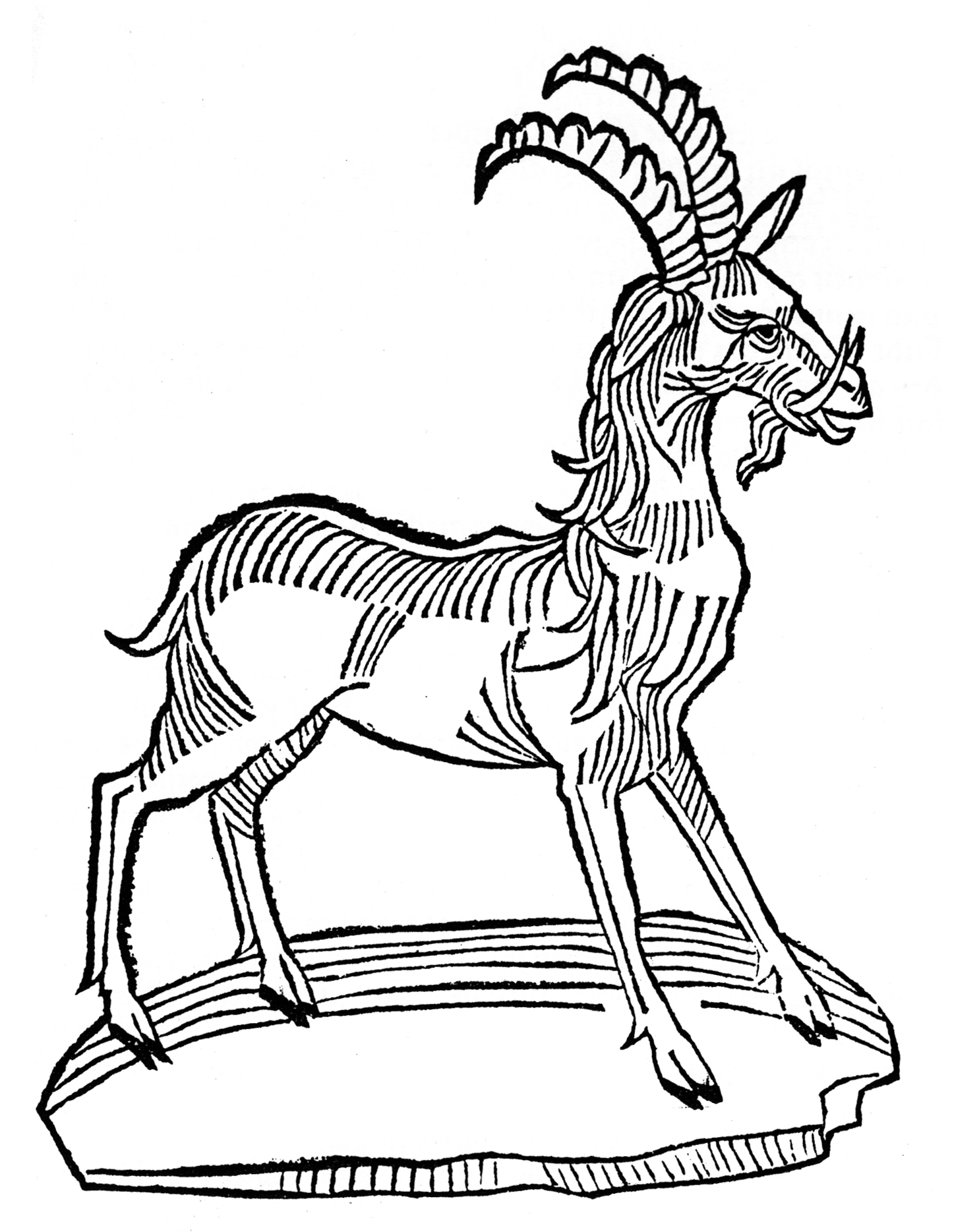
Kapitel 272. Muscus – bysum
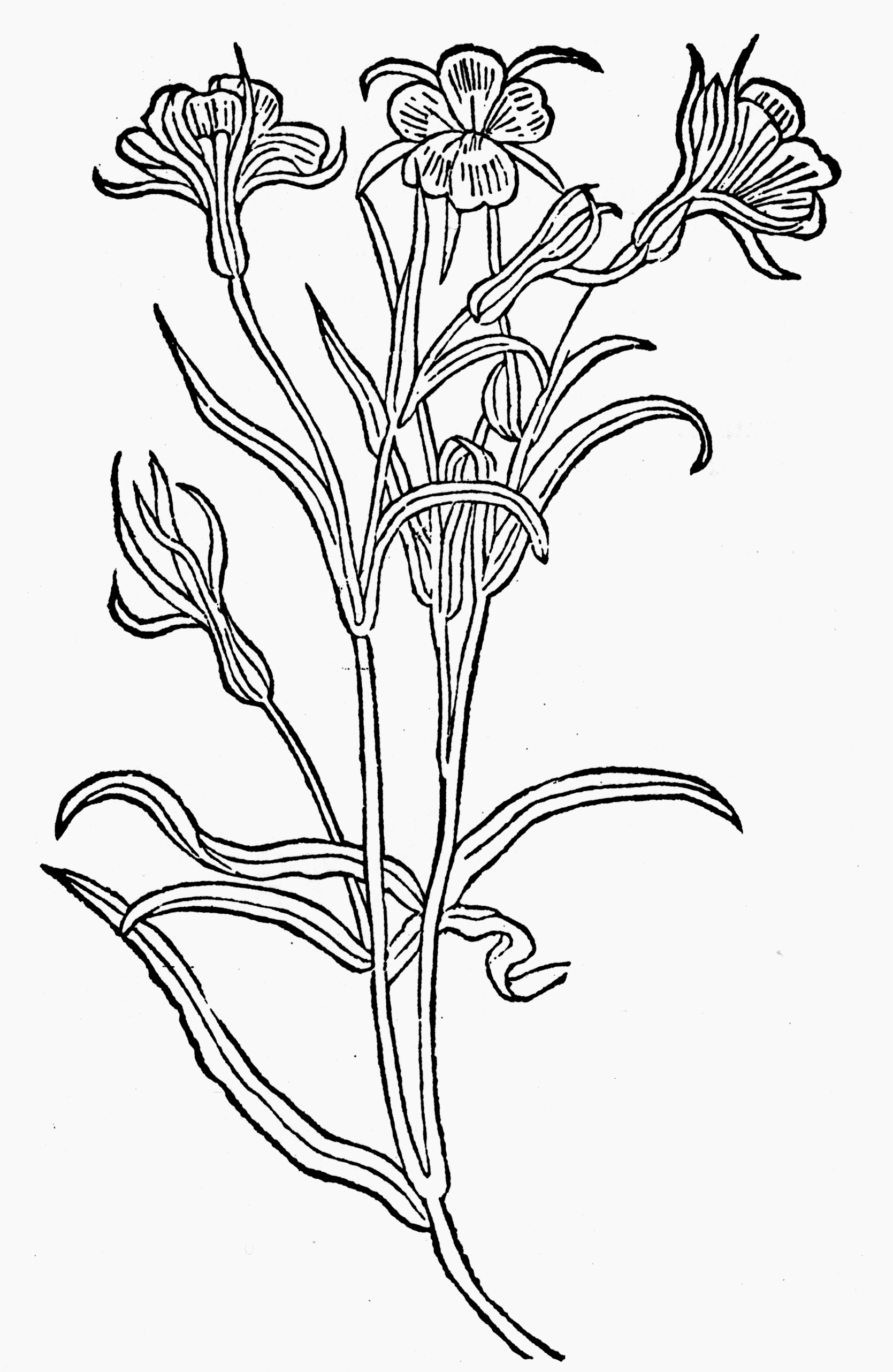
Kapitel 277. Nigella – raden
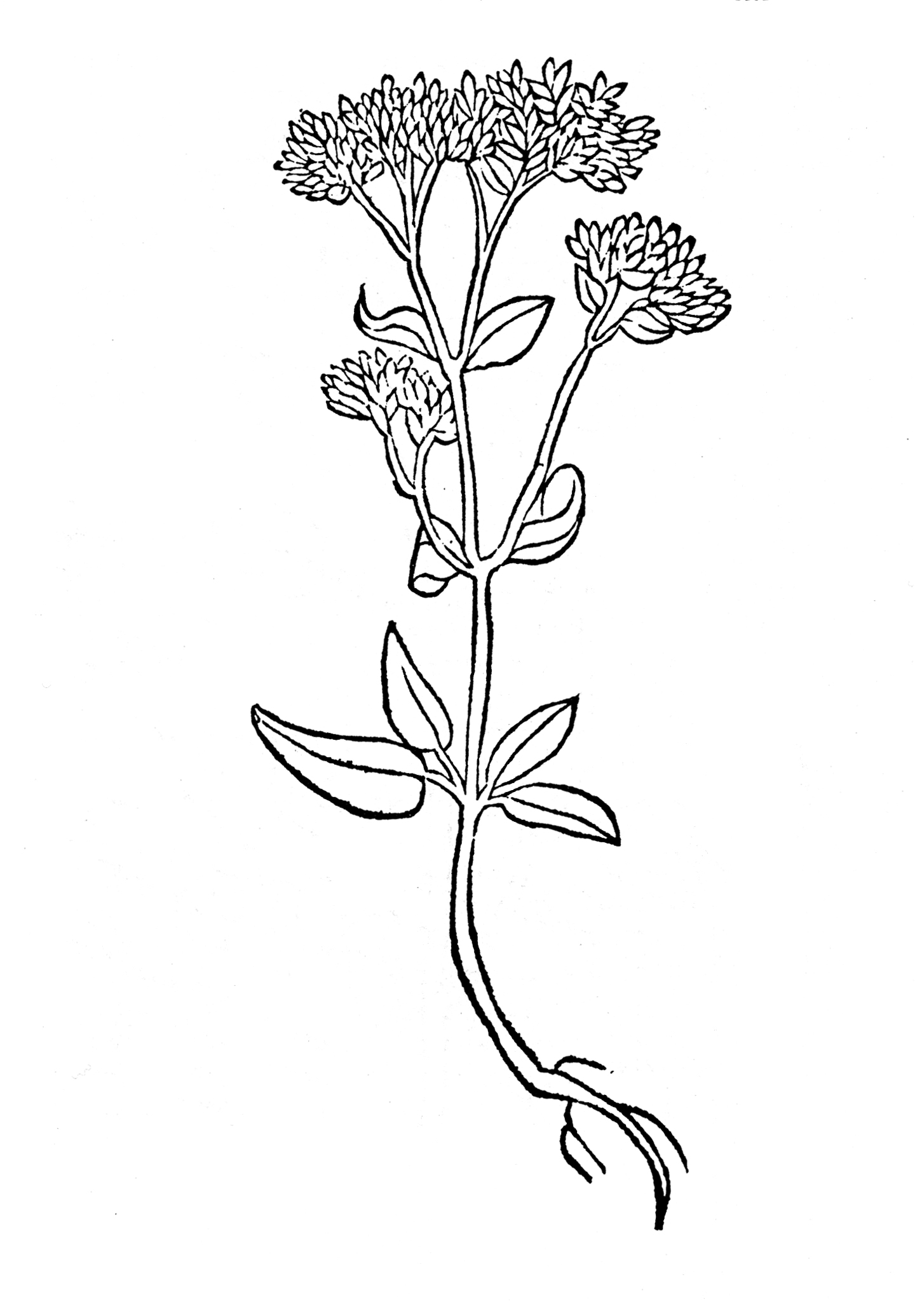
Kapitel 285. Origanum – dosten
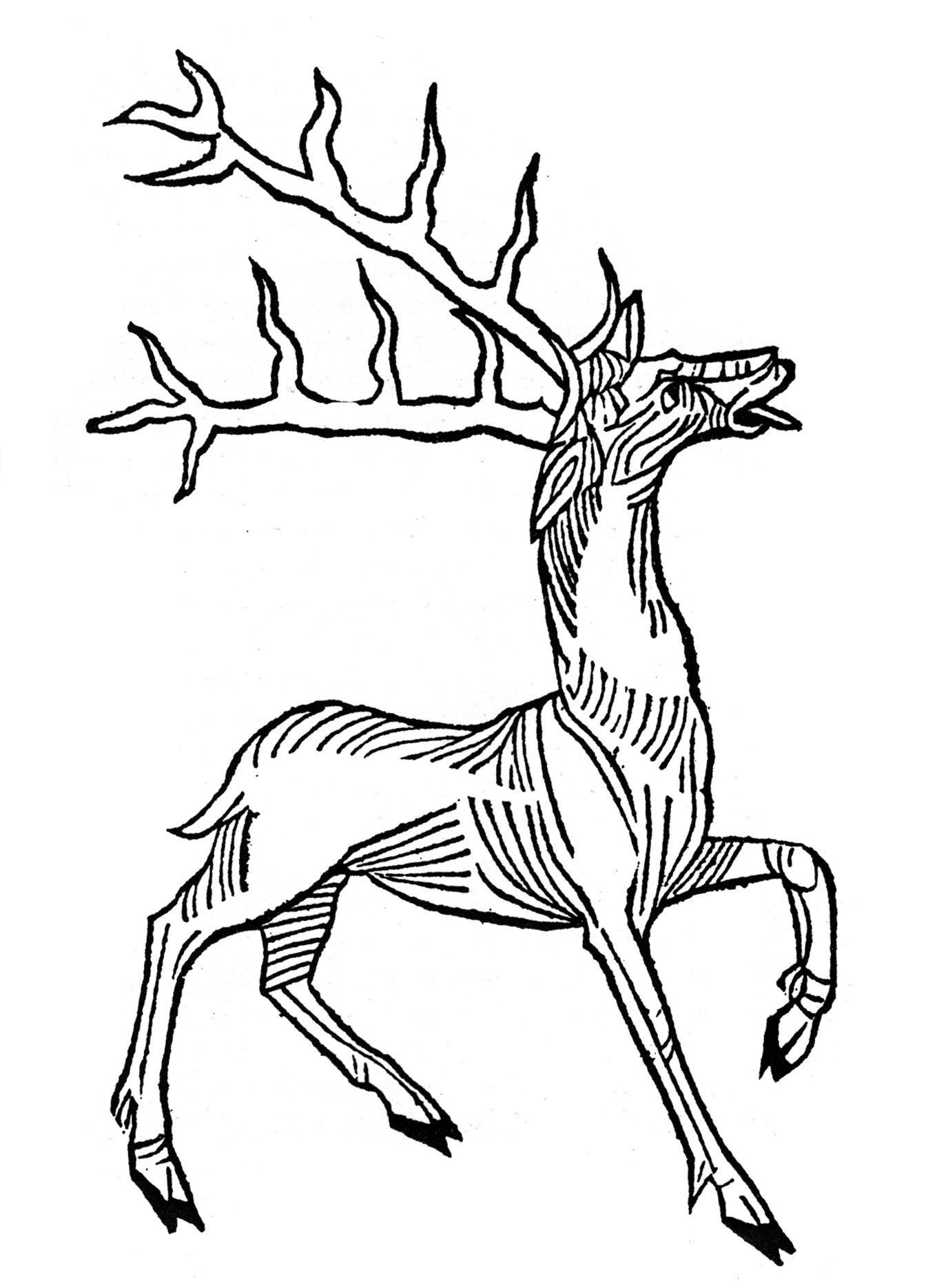
Kapitel 292. Os de corde cervi – eyn beyn daz man fyndet in dem hertzen des hirtzen
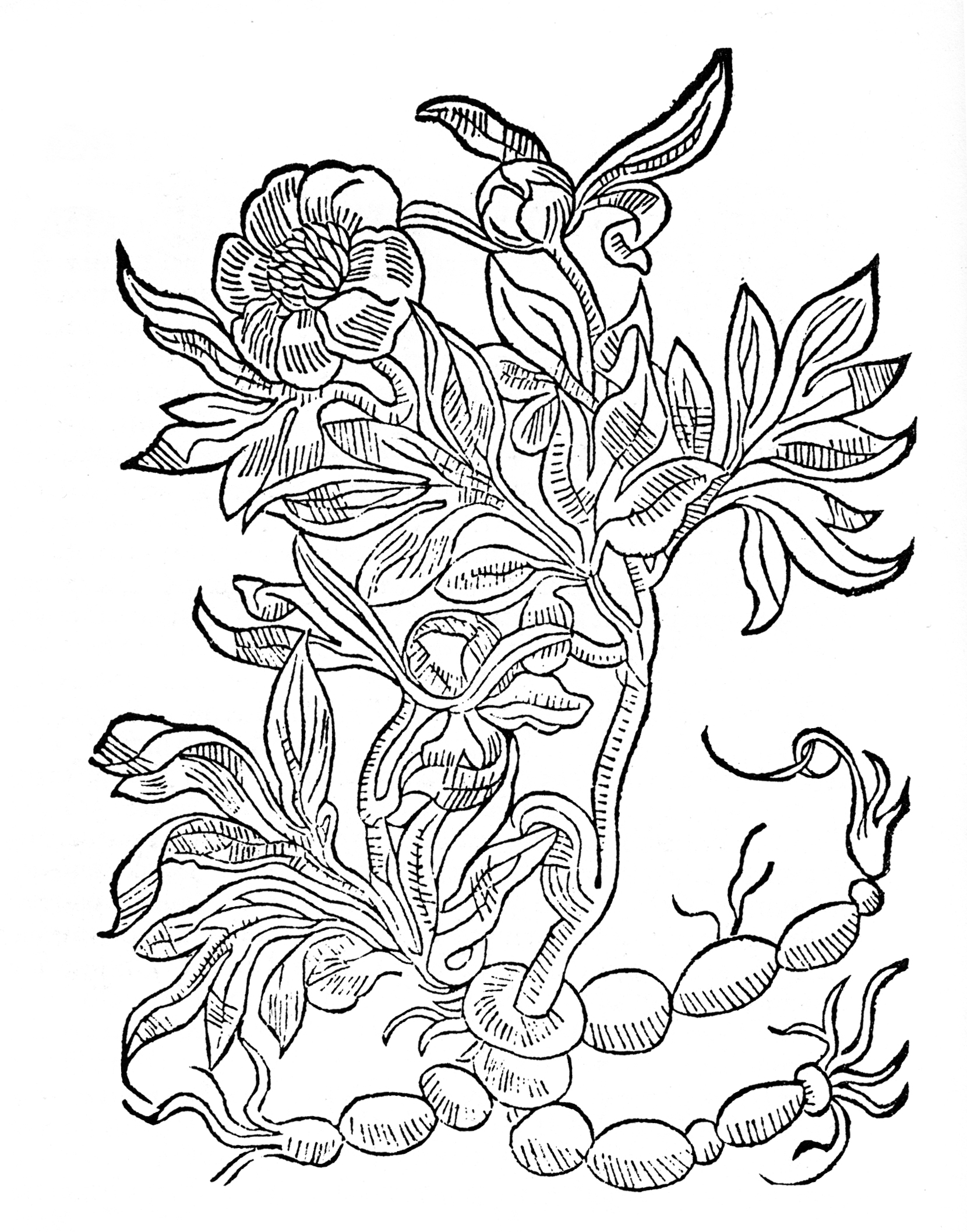
Kapitel 298. Pionia – benonien korner oder benedicten korner
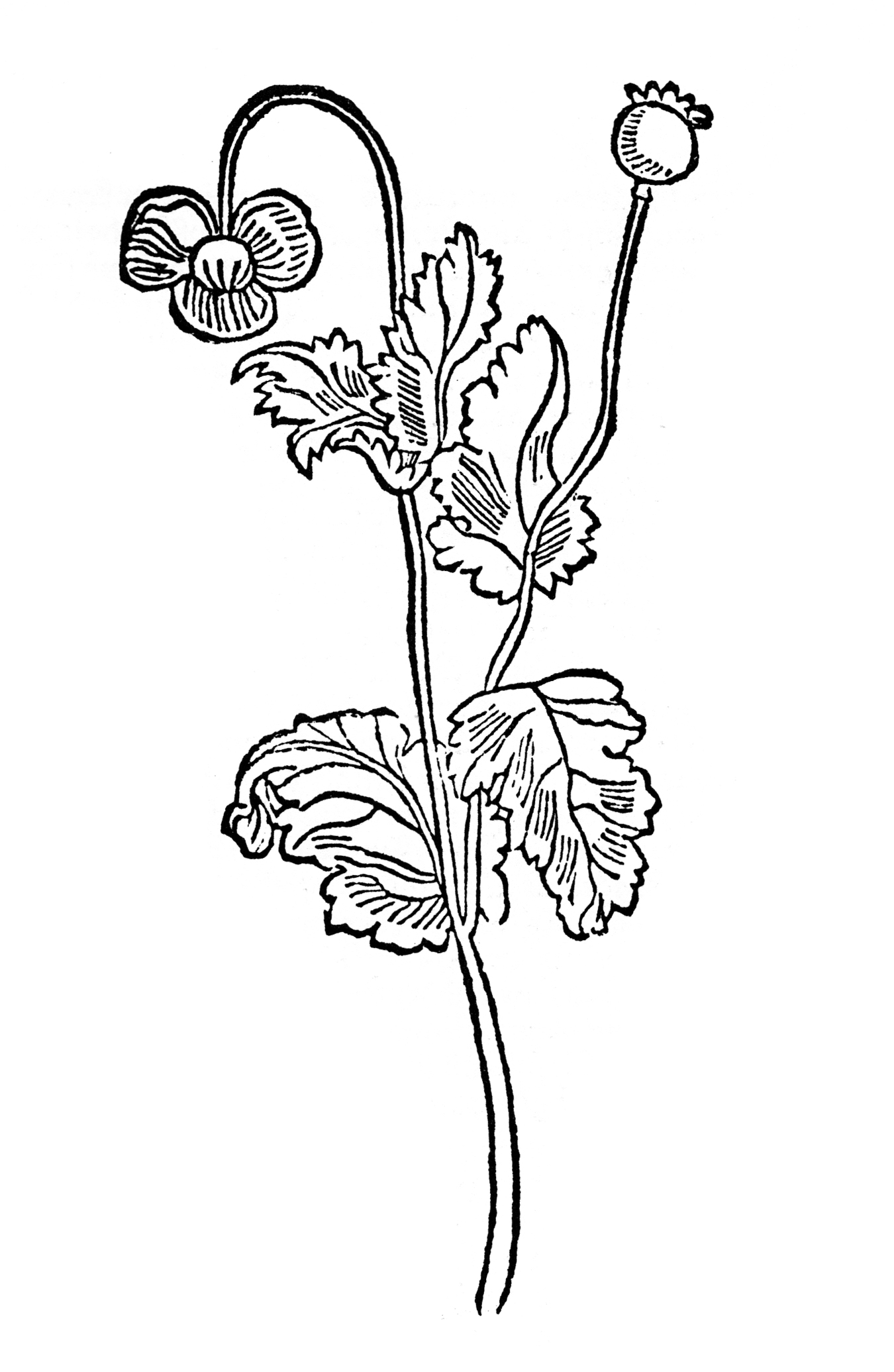
Kapitel 299. Papaver – magsamen
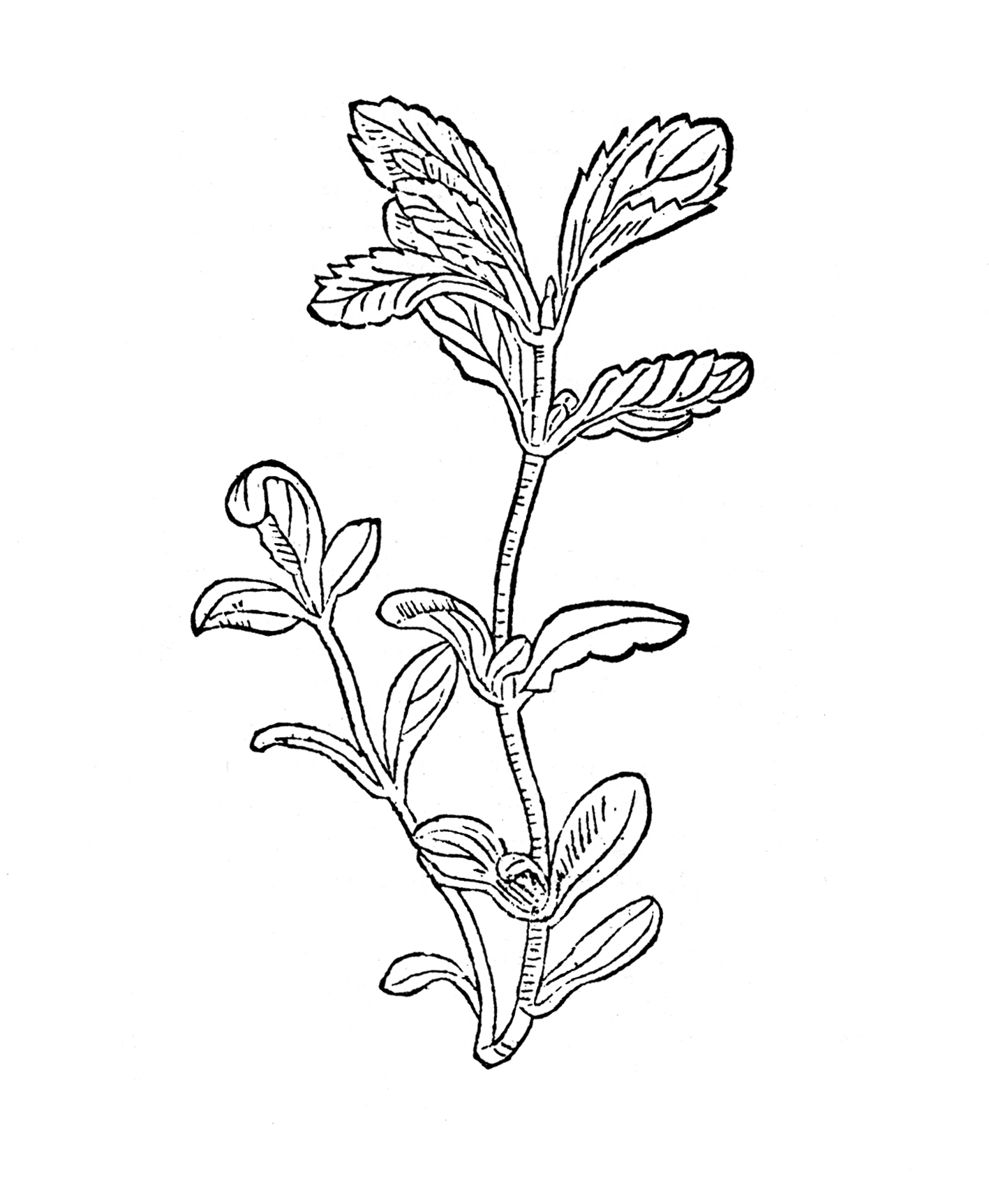
Kapitel 300. Polegium – poley
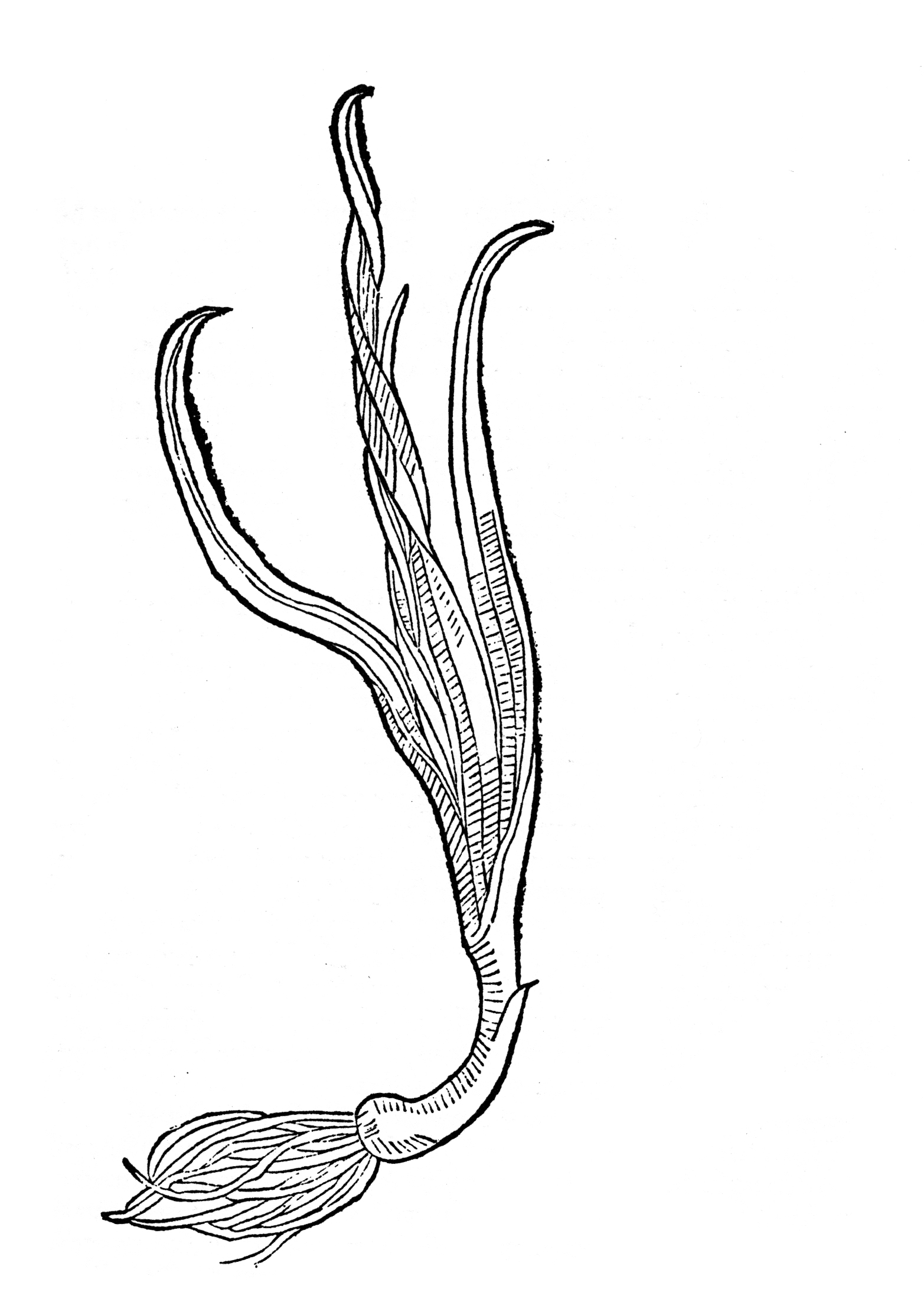
Kapitel 303. Porrum – lauch
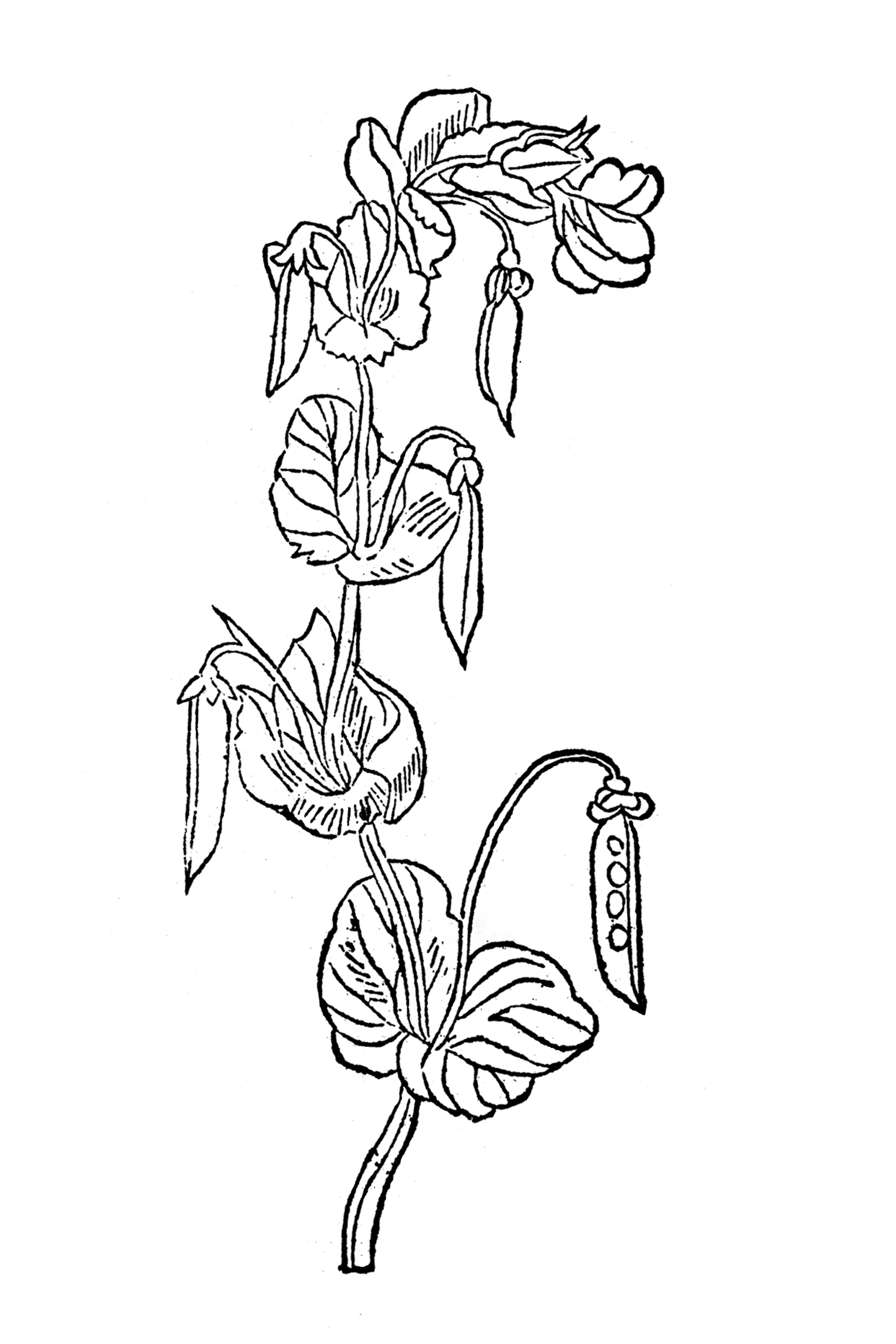
Kapitel 319. pisa – heyssen erbeys
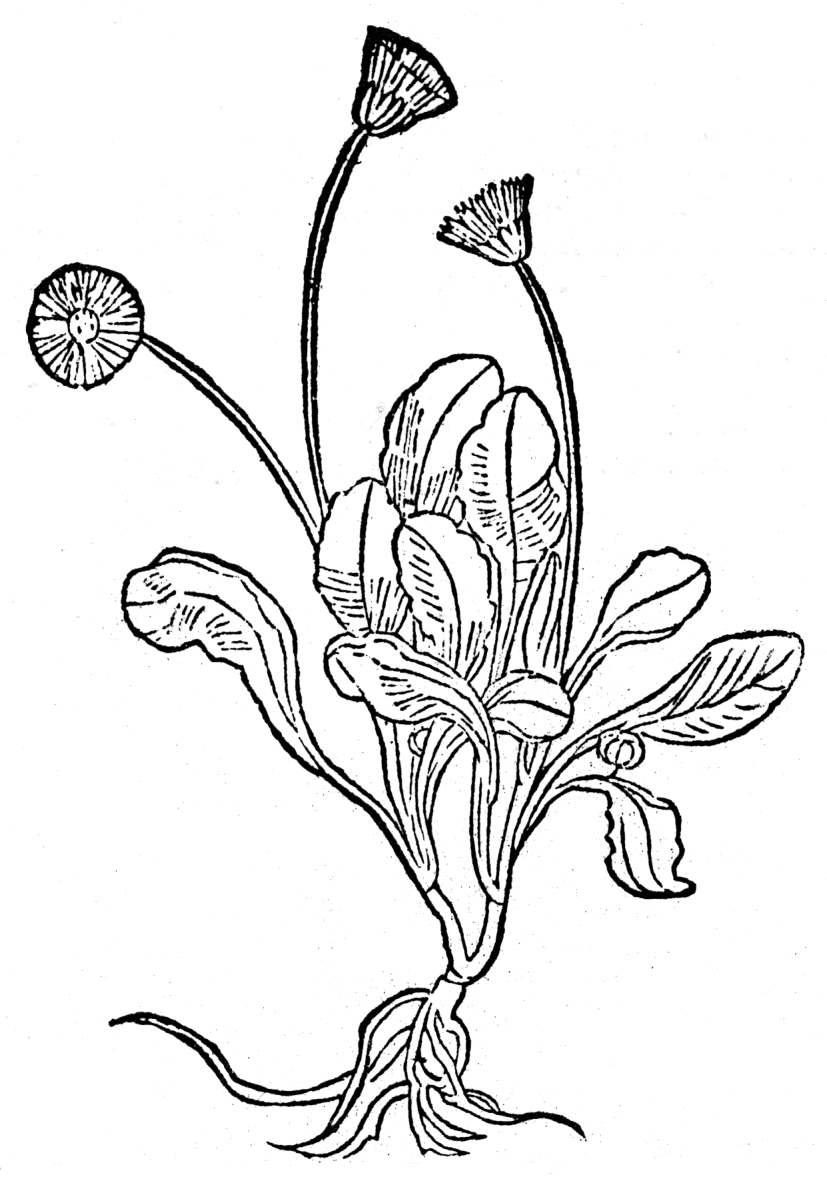
Kapitel 333. Premula veris – maßlieben
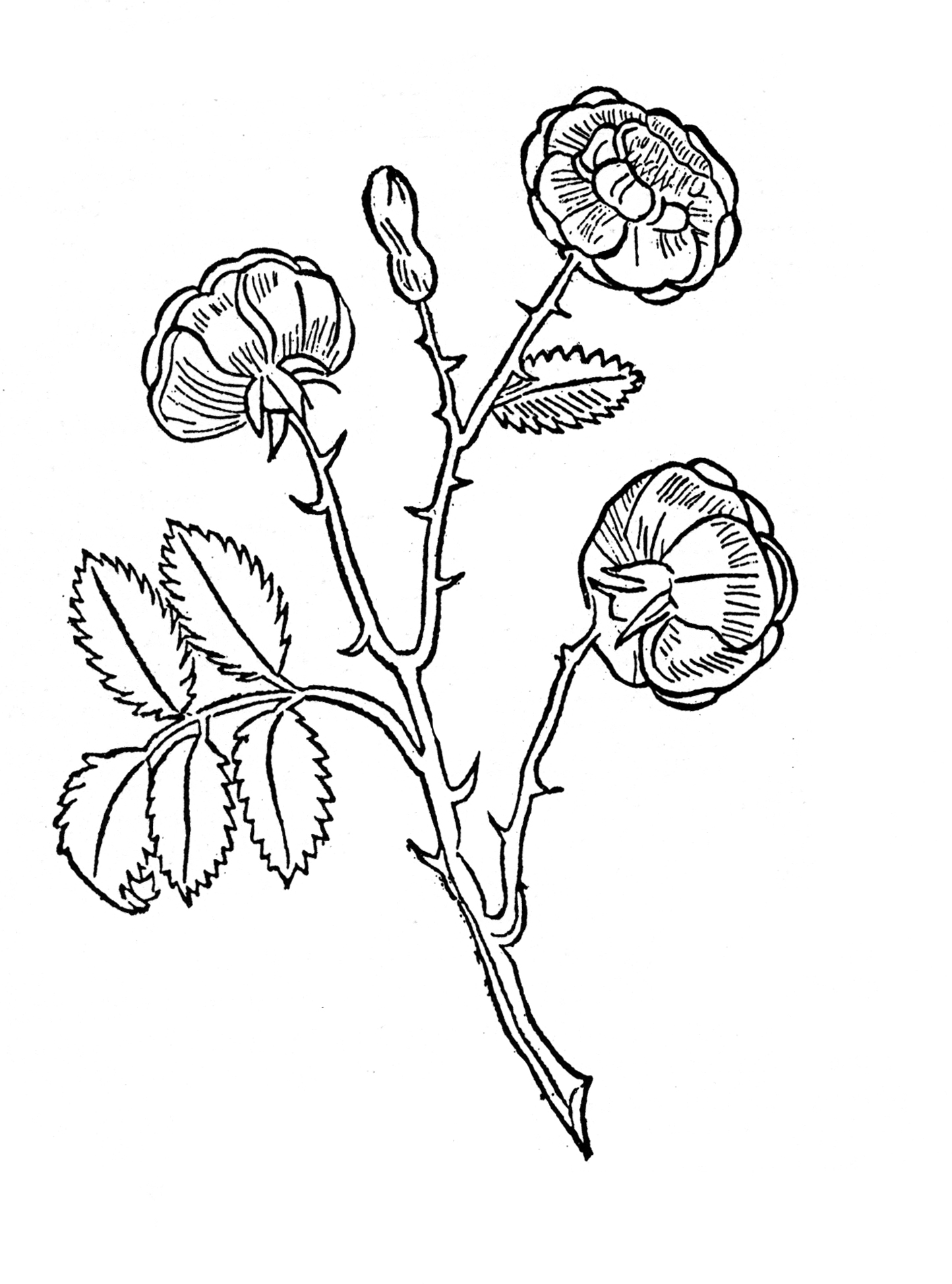
Kapitel 337. Rosa – rosen
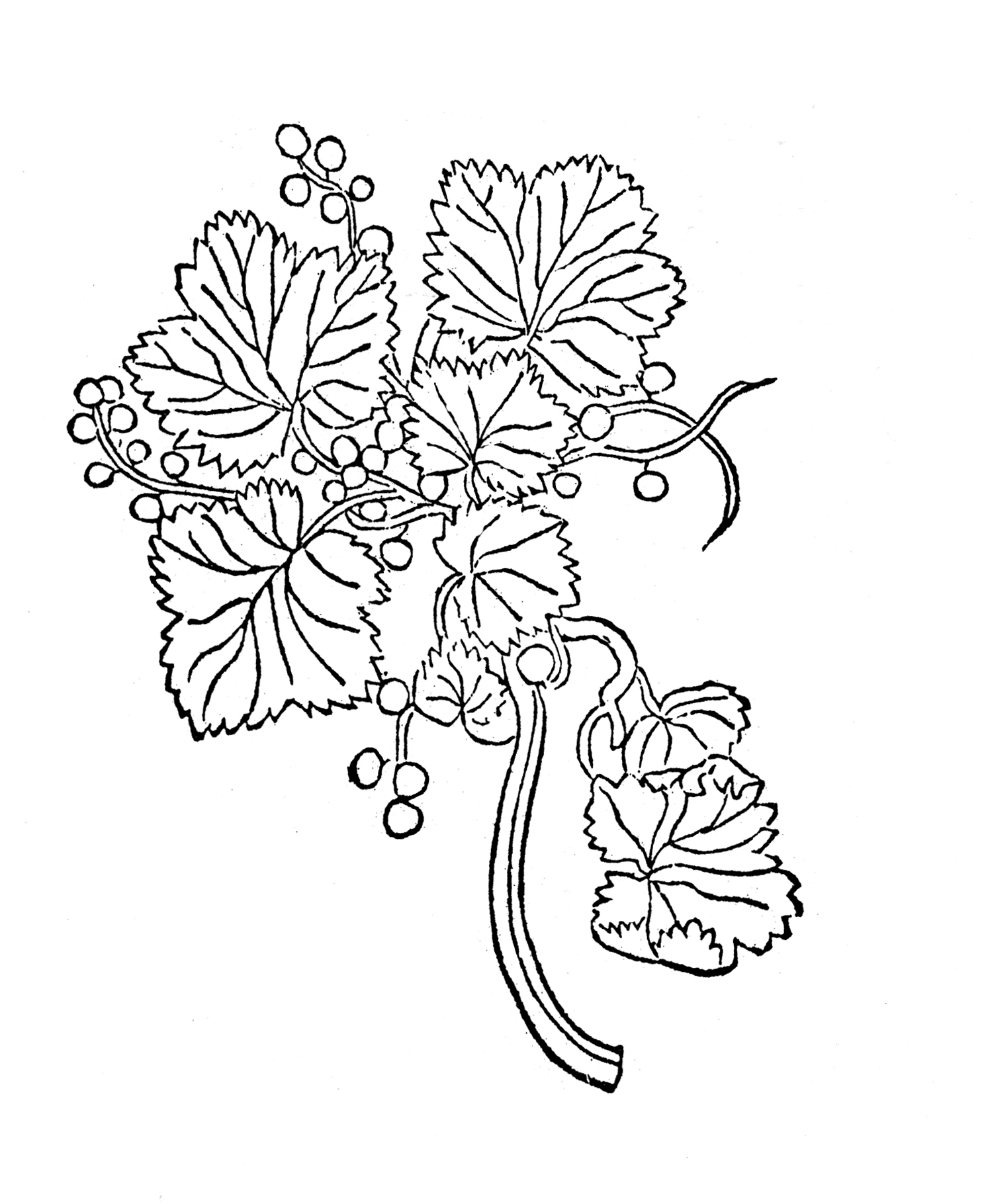
Kapitel 341. Ribes – iohans drubelin
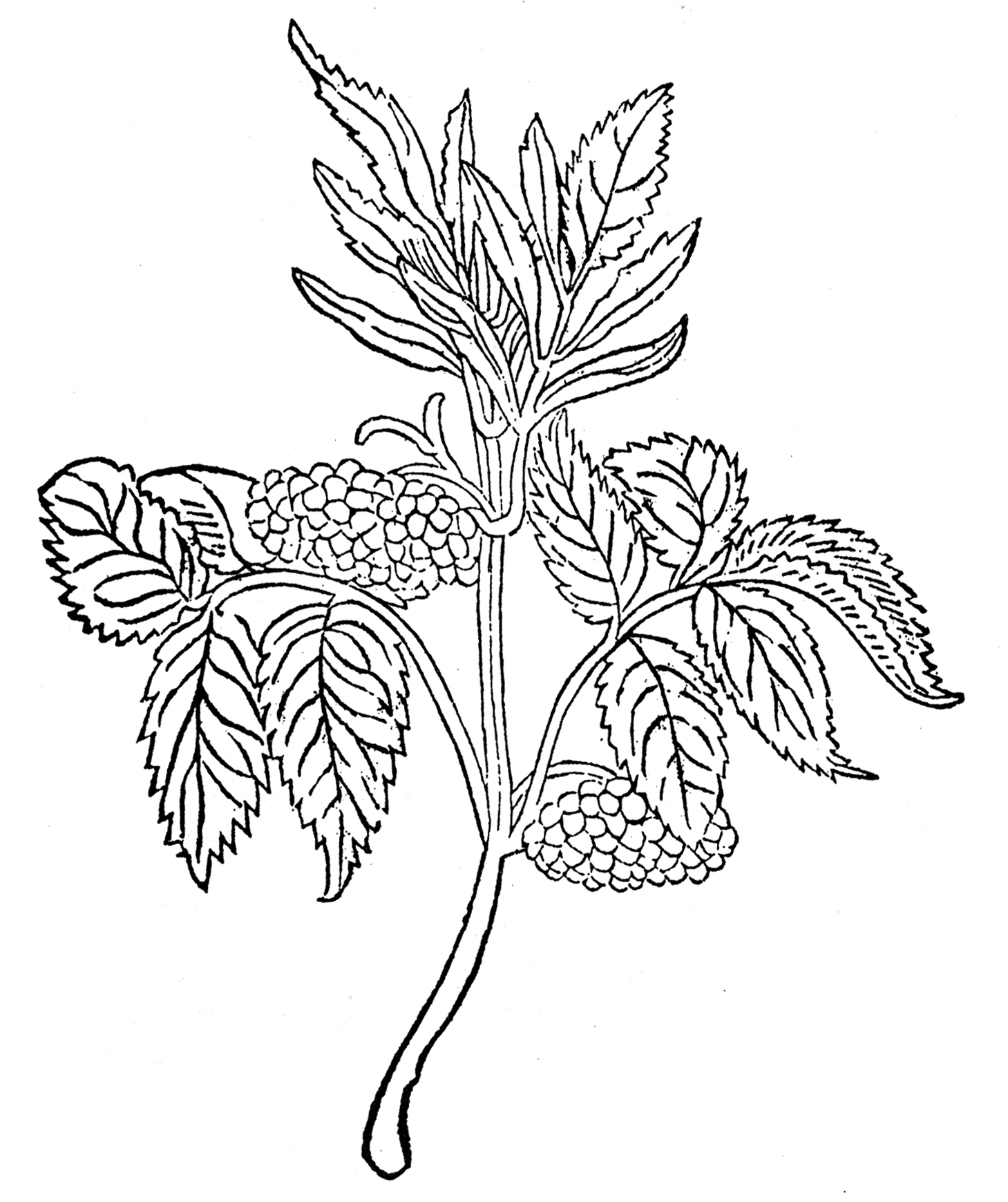
Kapitel 346. Sambucus – holler
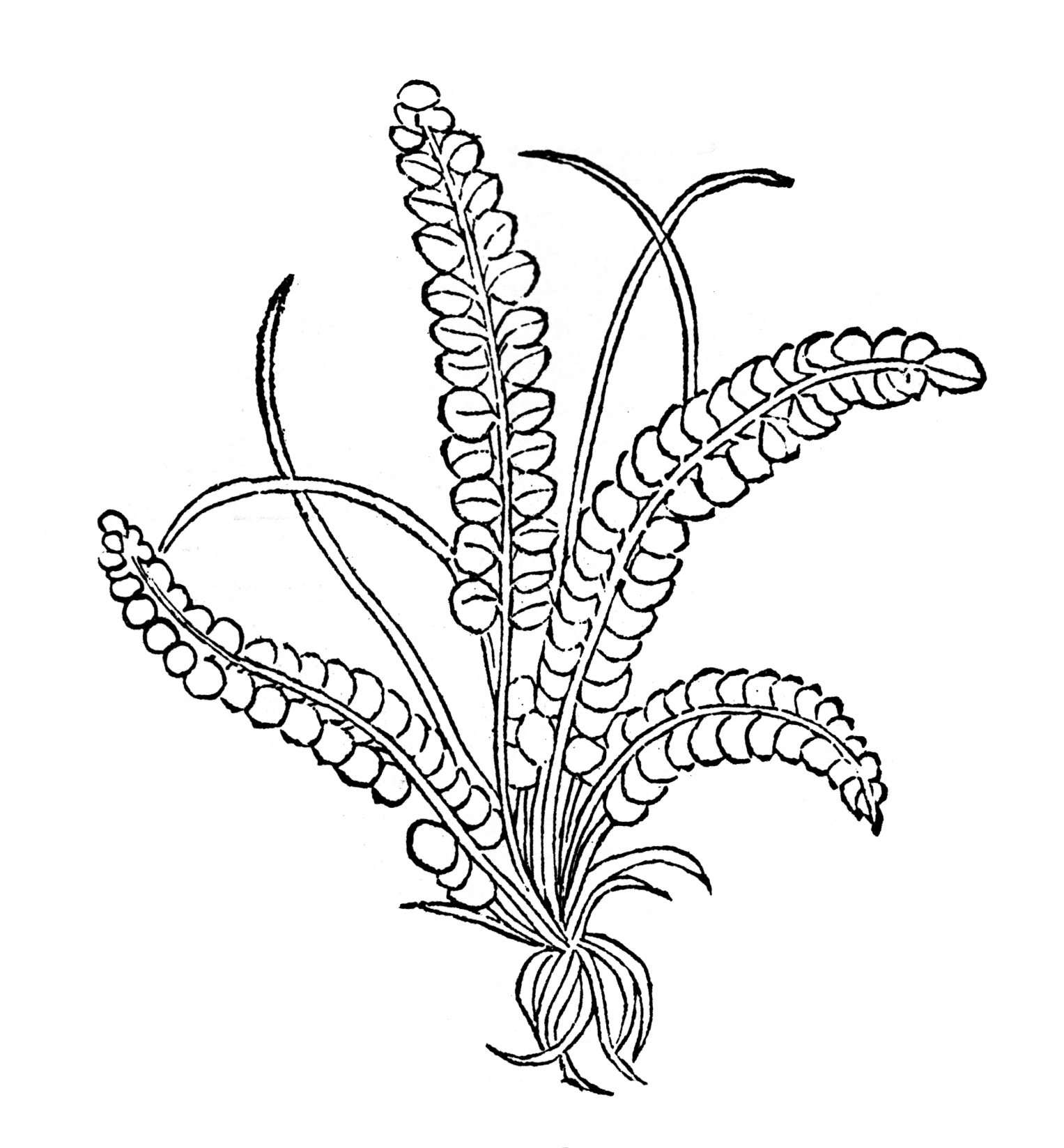
Kapitel 354. Saxifraga – stein brech
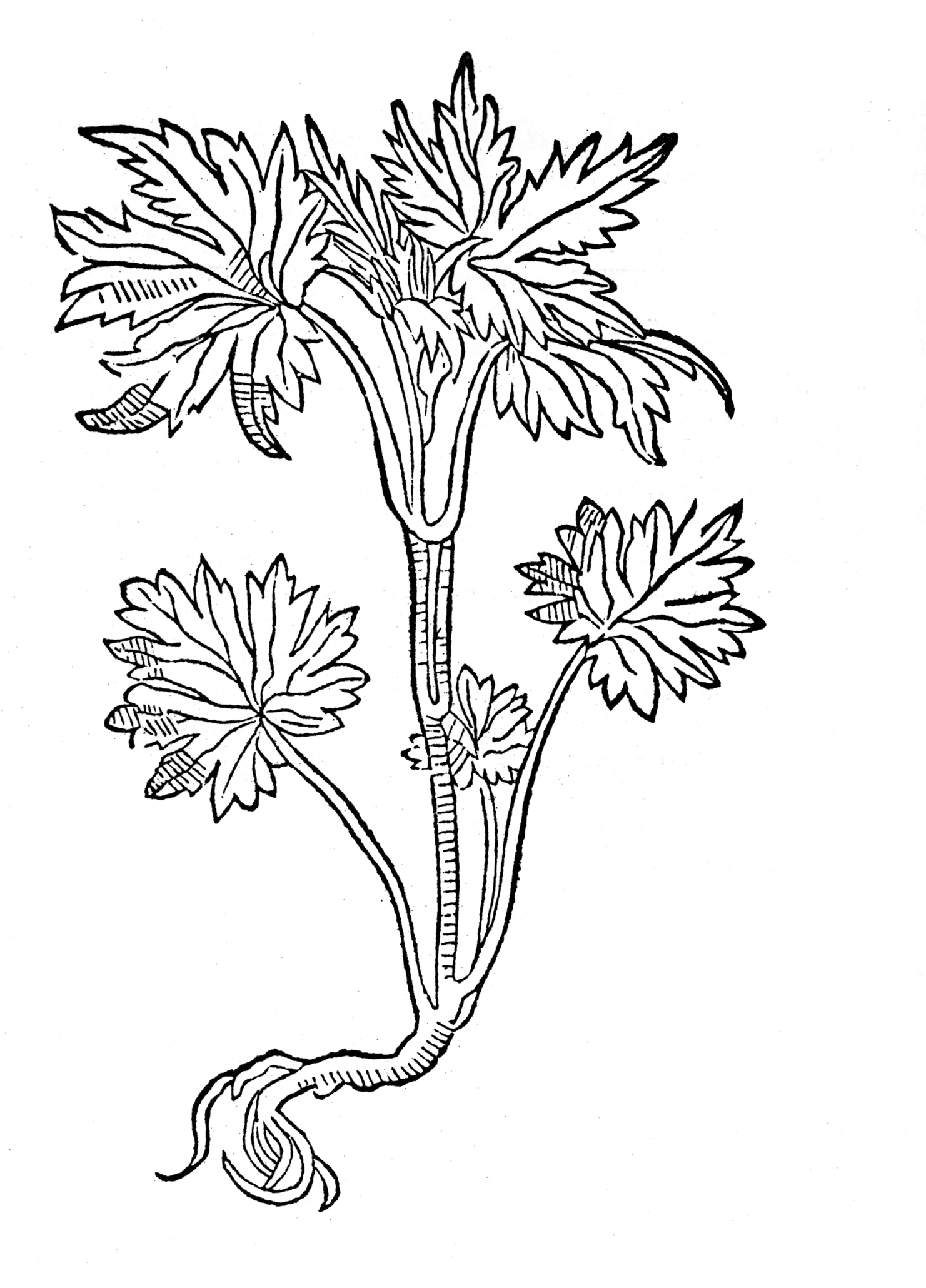
Kapitel 359. Stafisagria – byszmyntz oder luszkrut
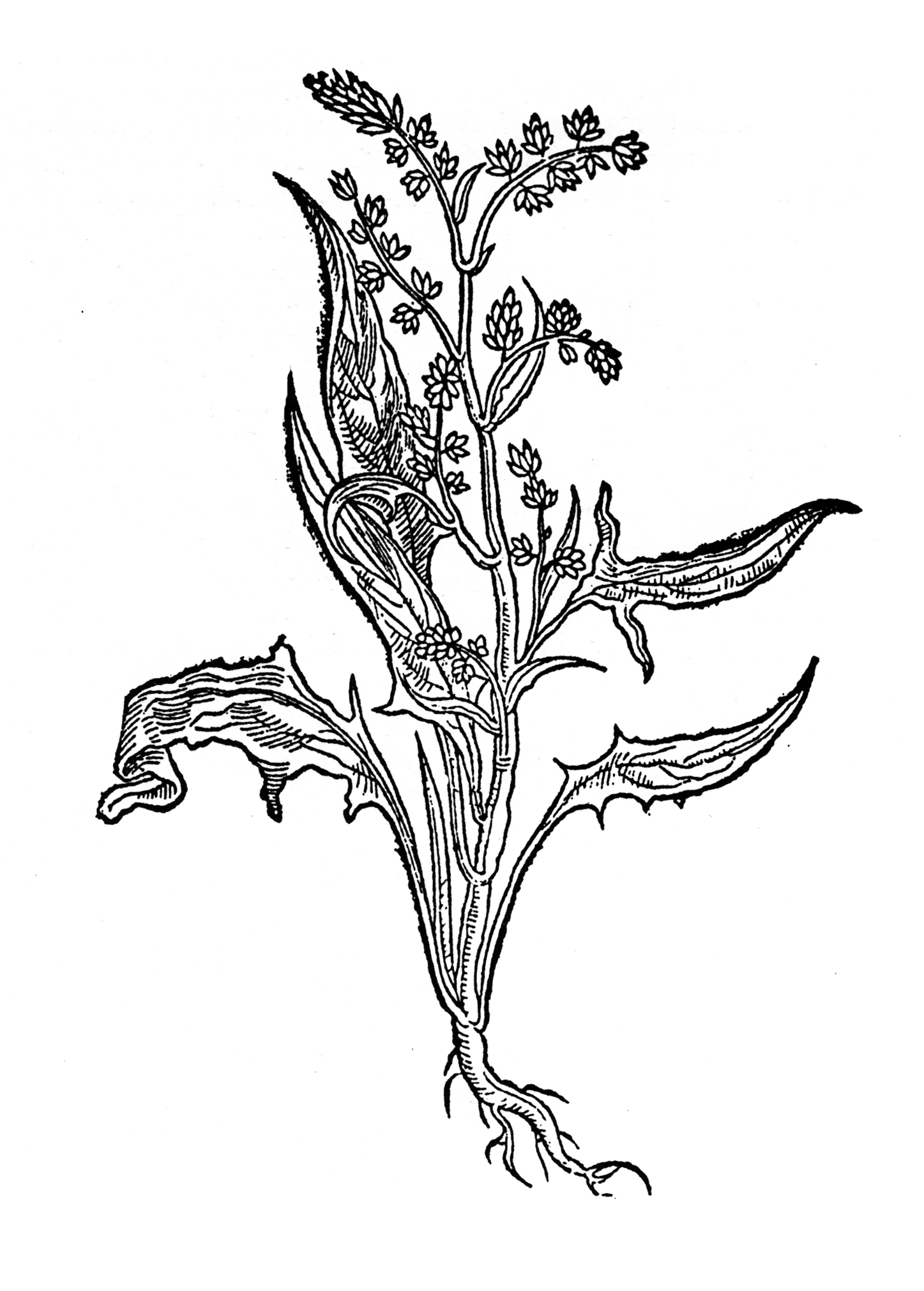
Kapitel 364. Spinachia – benetz
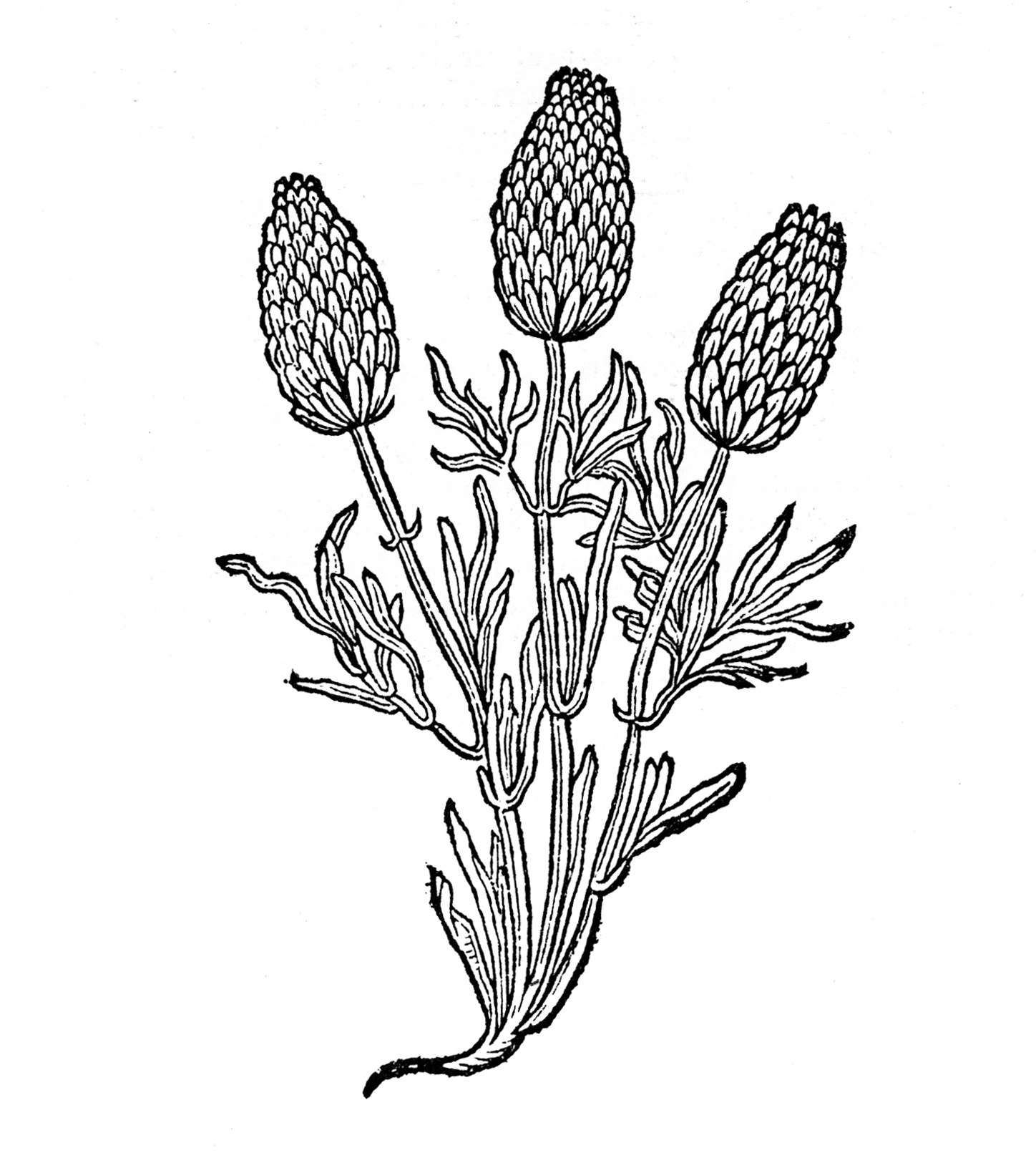
Kapitel 366. Sticados arabicum – blumen von arabien
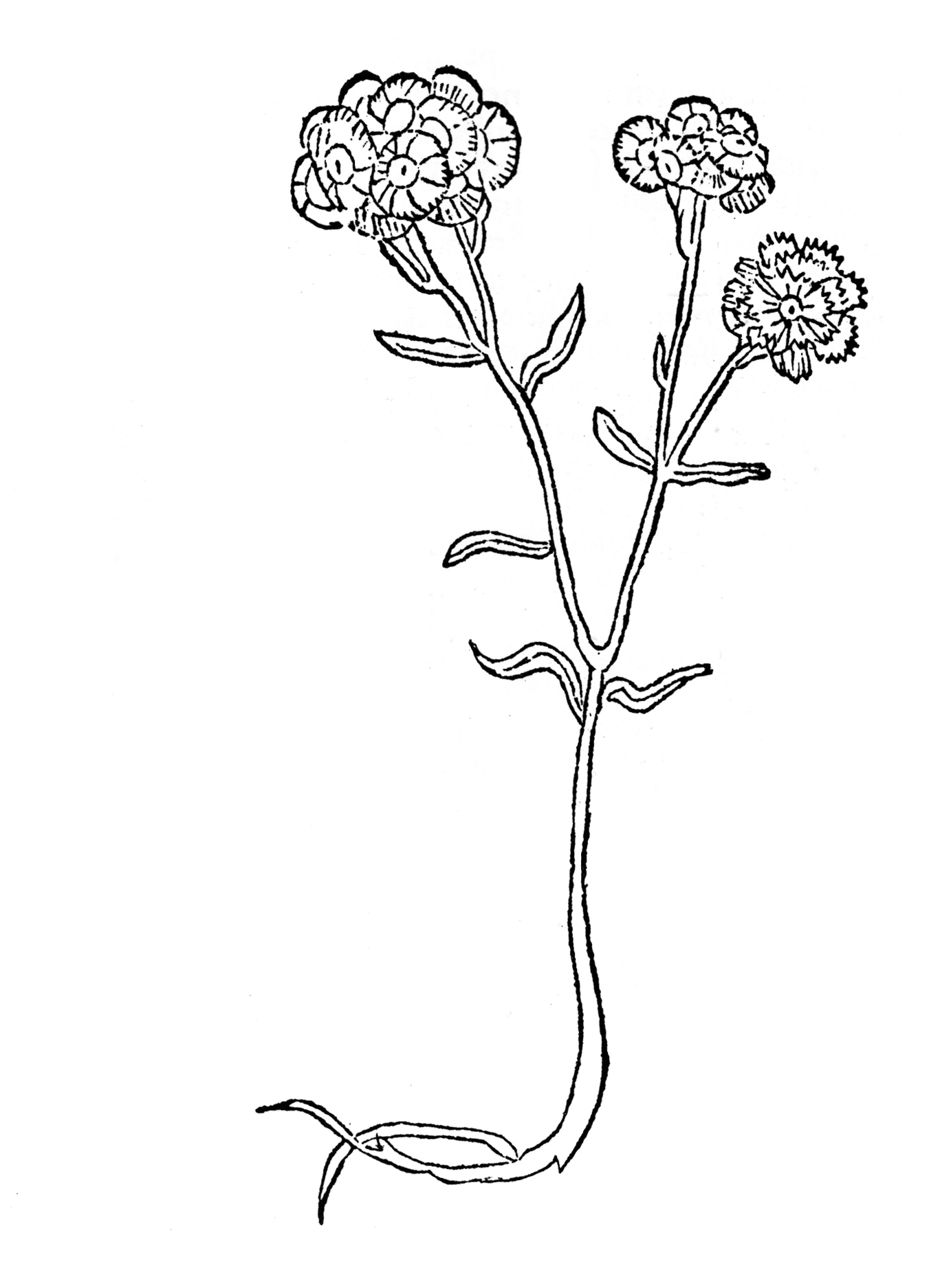
Kapitel 367. Sticados citrinum heyssent – rynblumen oder motten krut
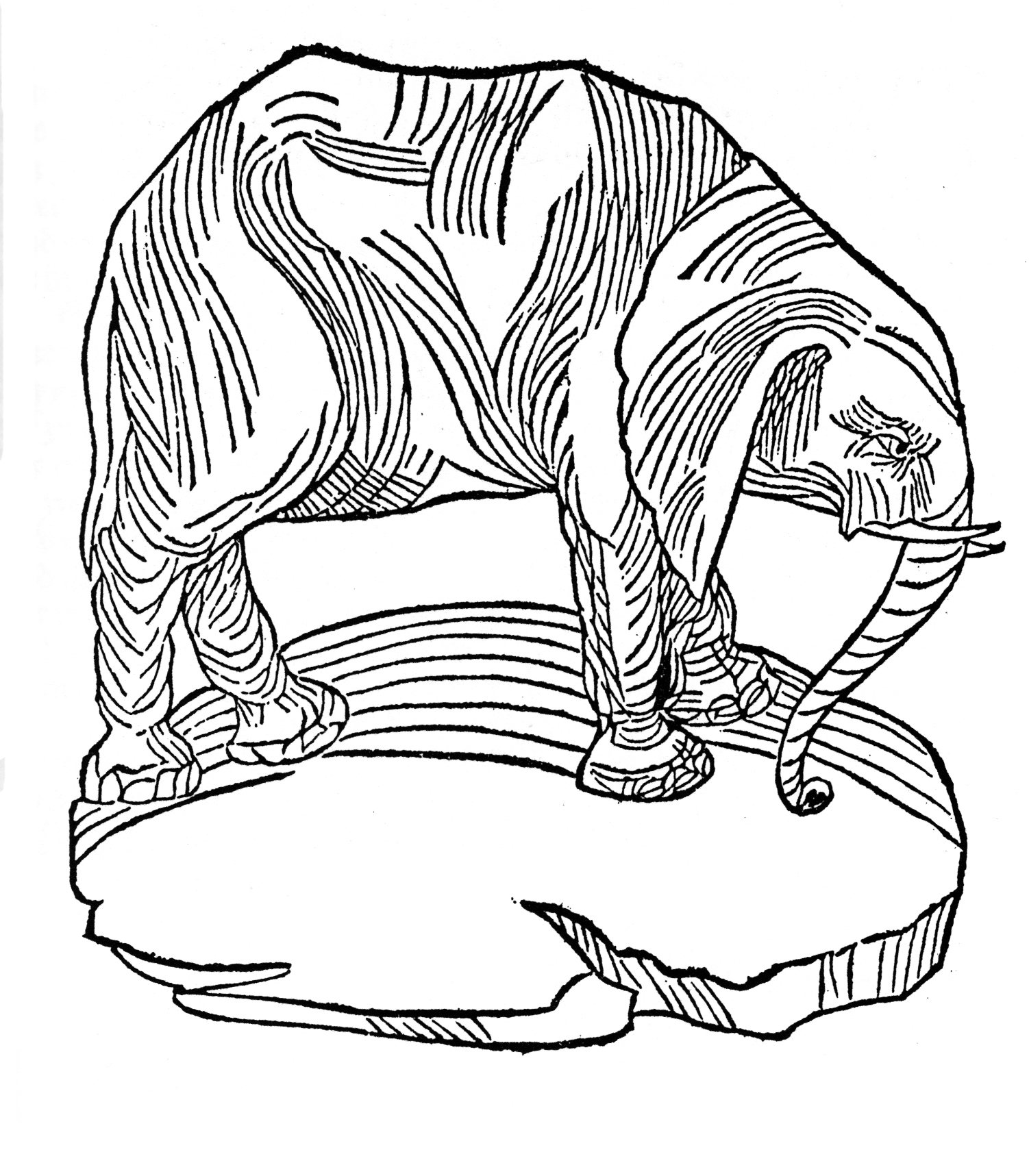
Kapitel 371. Spodium – gebrant helfen beyn
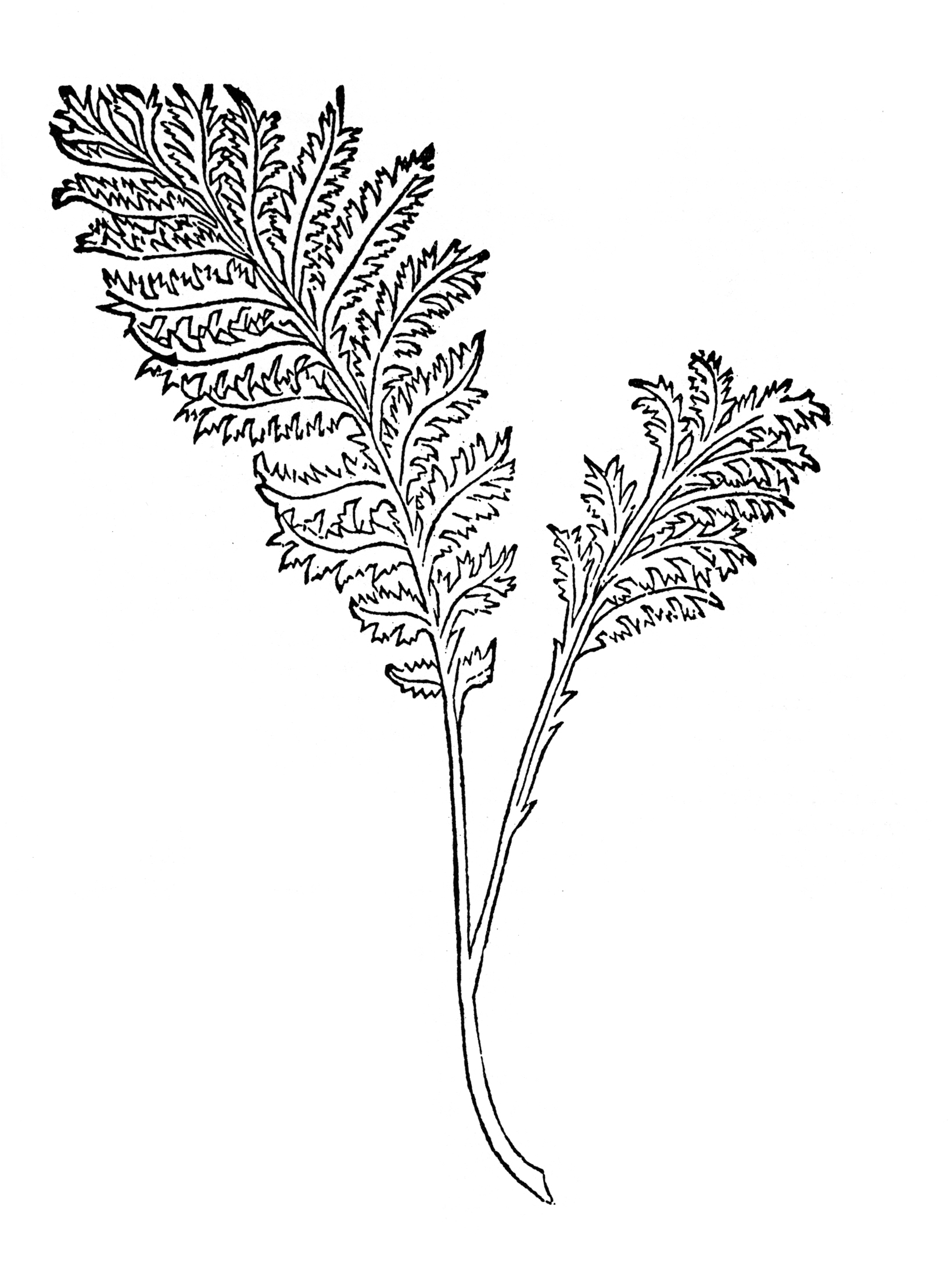
Kapitel 399. Tanacetum – reinfar
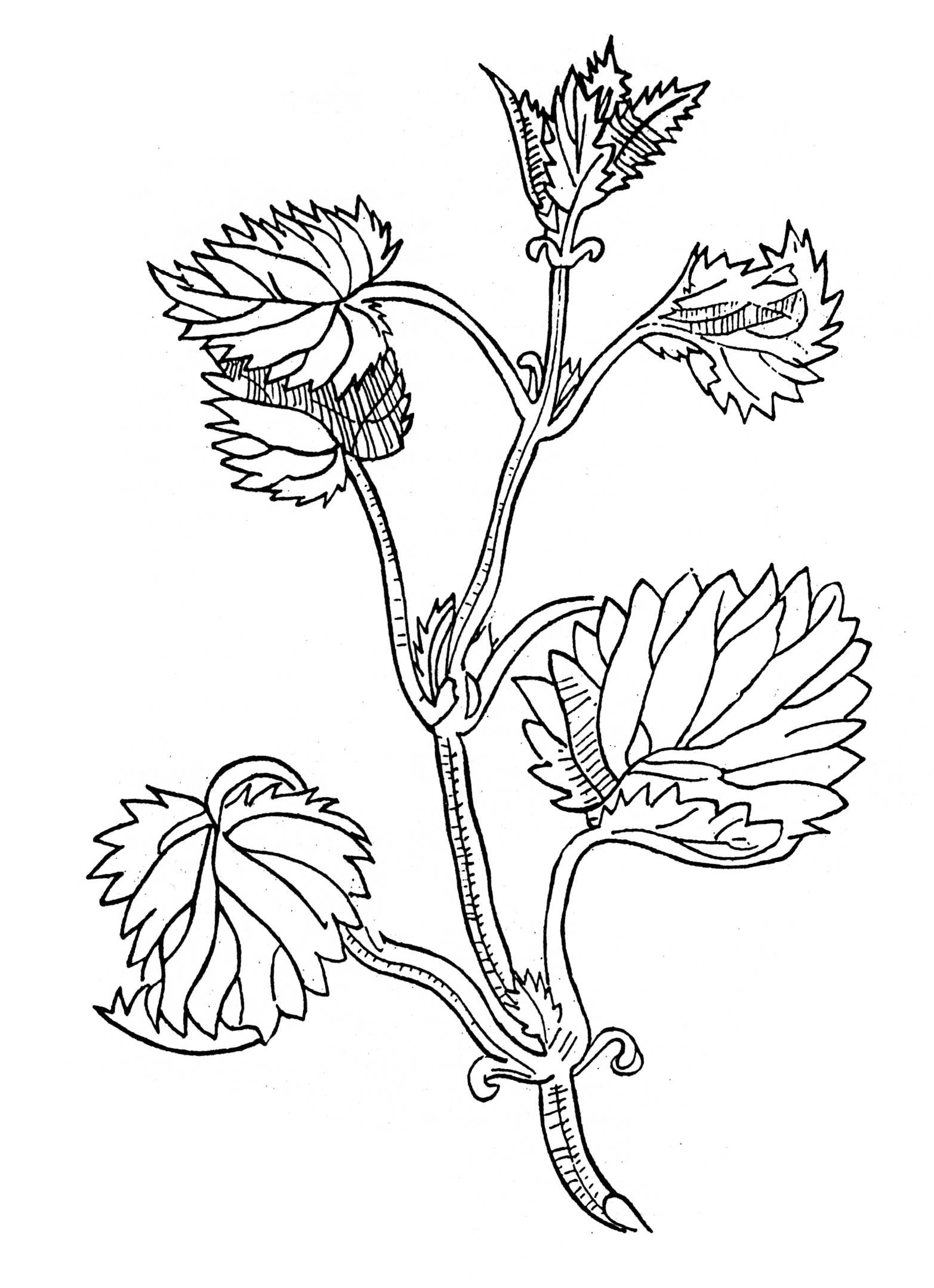
Kapitel 410. Urtica – nesseln
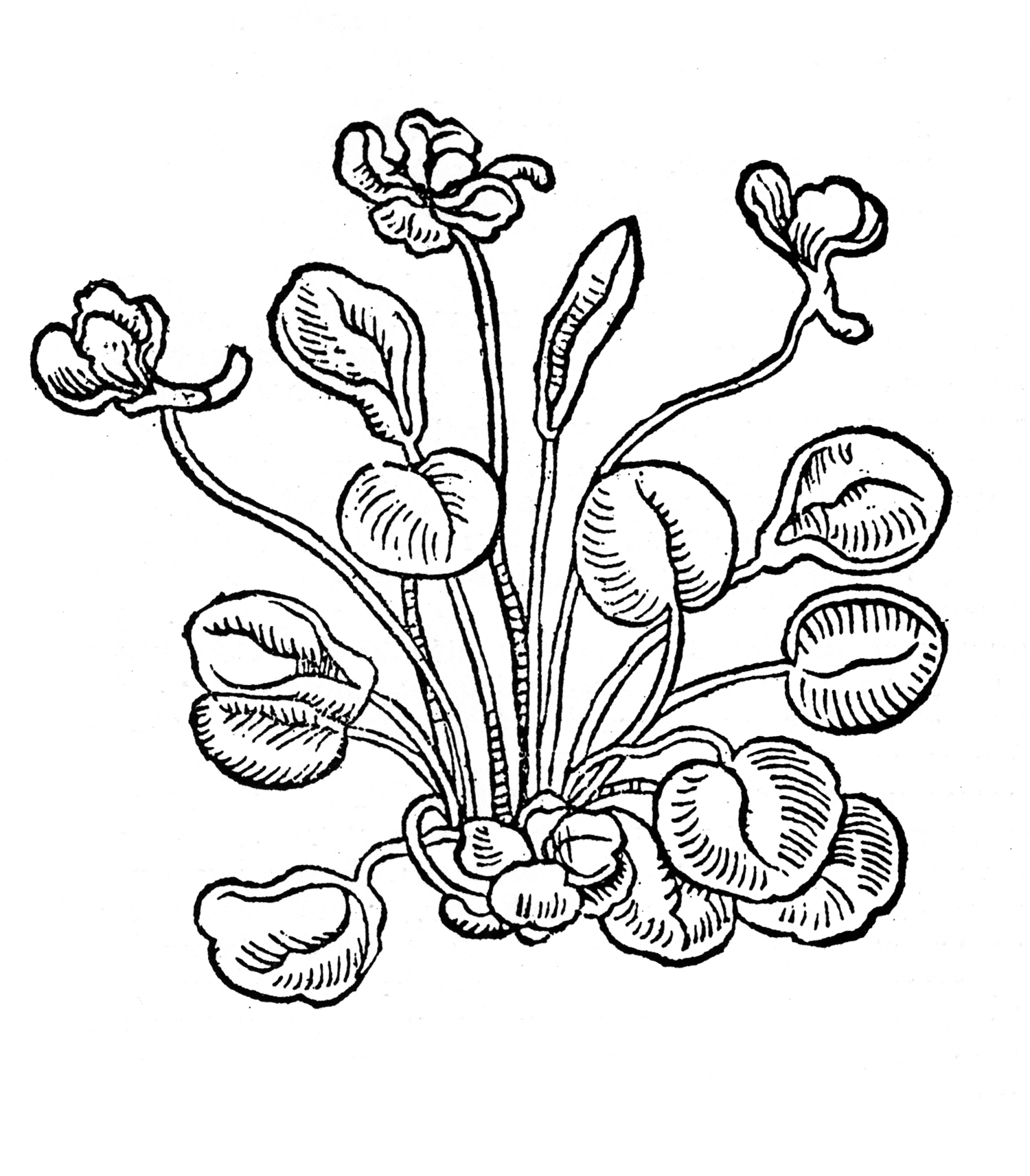
Kapitel 413. Viola heyssent – violen
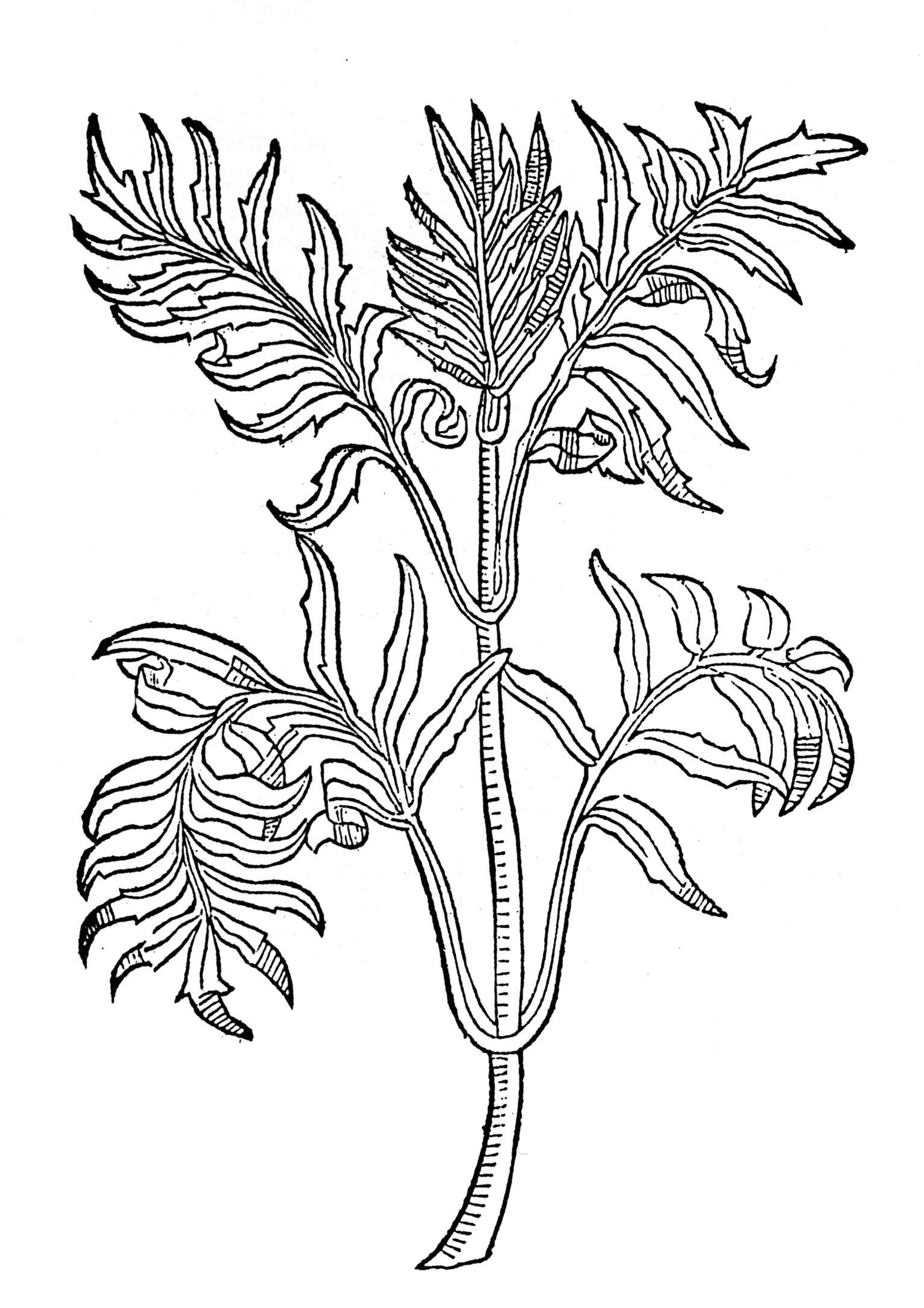
Kapitel 415. Valeriana vel fu – baldrian
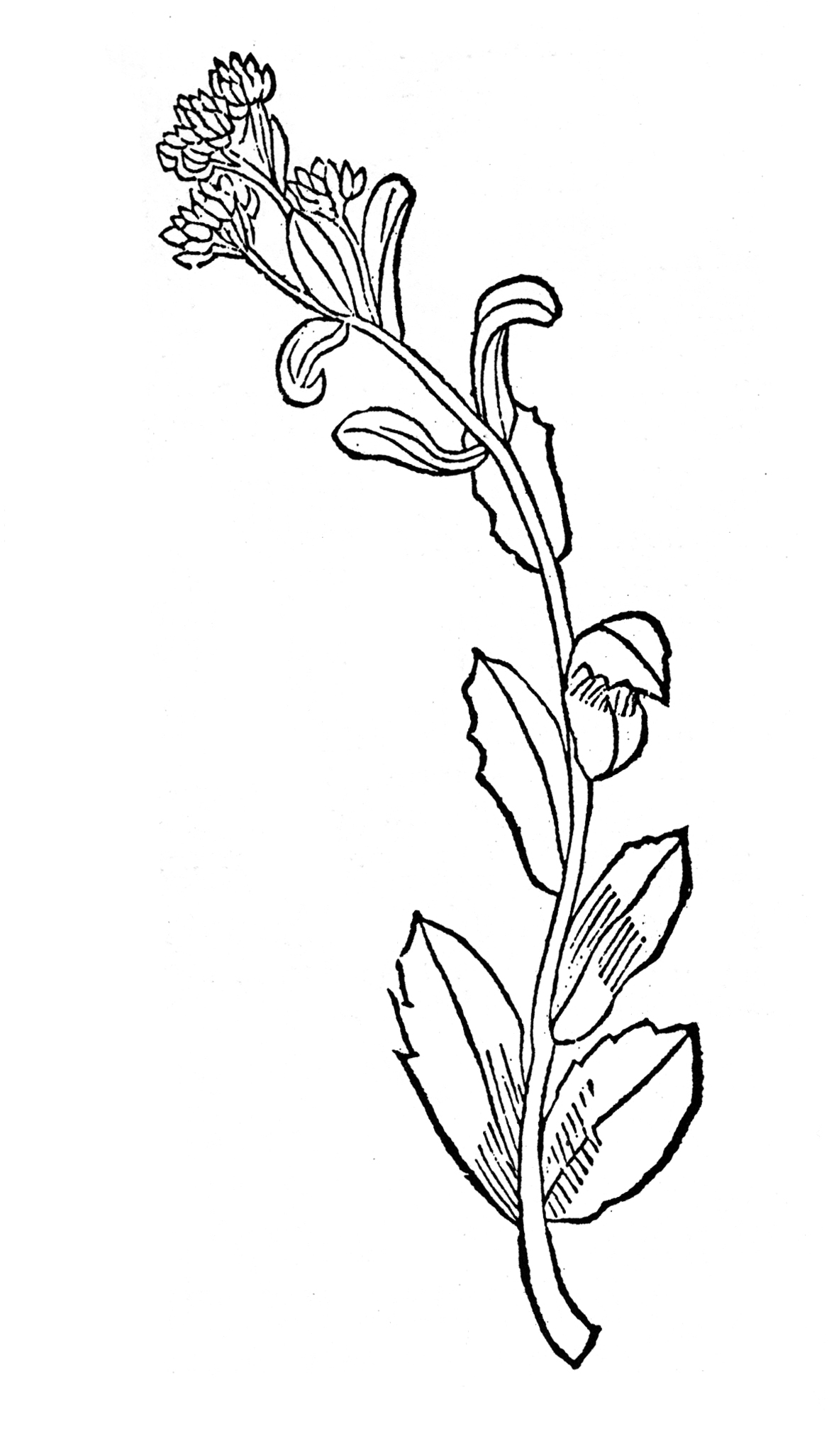
Kapitel 417. Vermicularis – muer pfeffer oder duben kropf
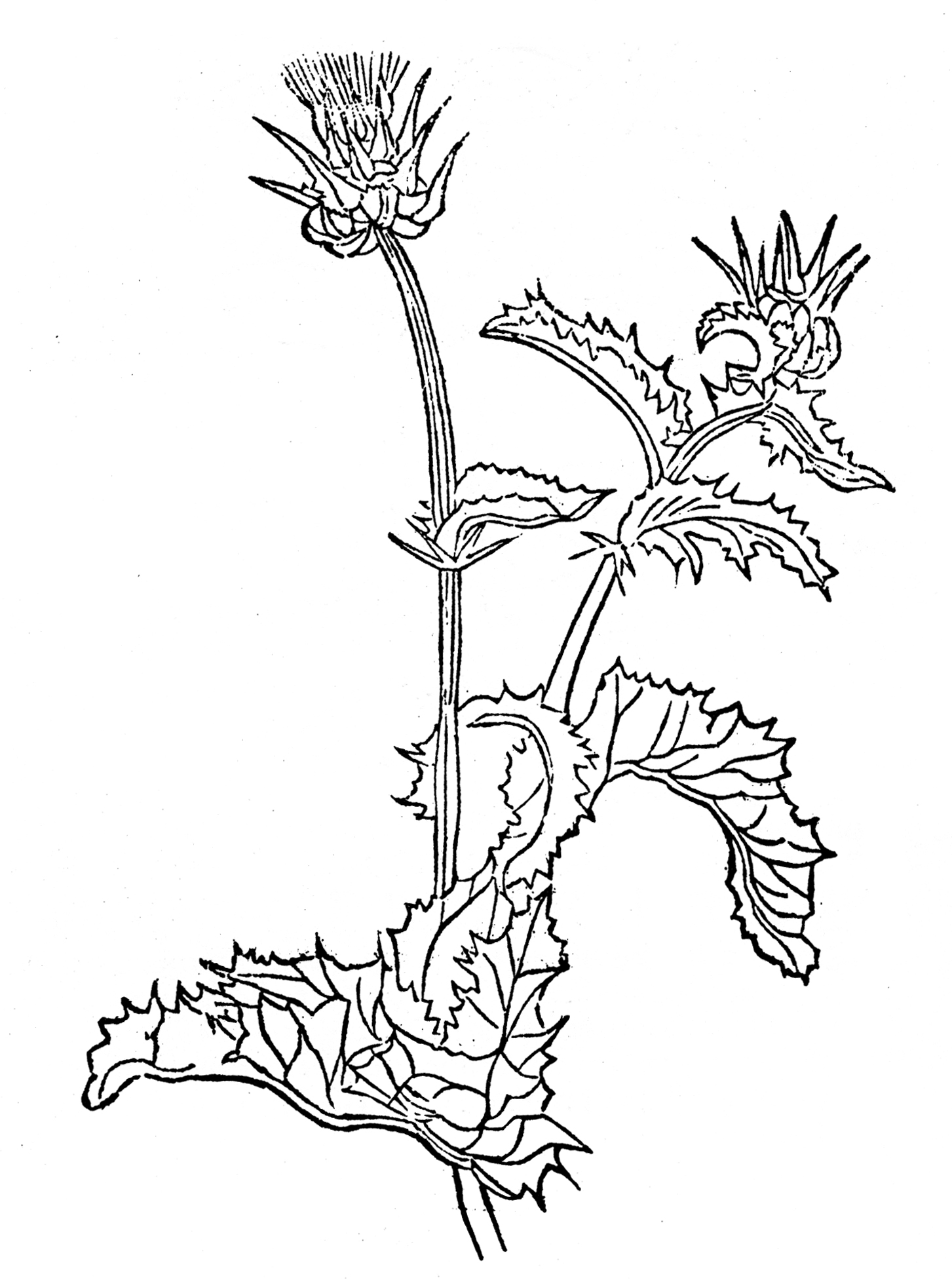
Carduus marianus. Falsch zugeordnet zum Kapitel 429. Yringus – krusz distel
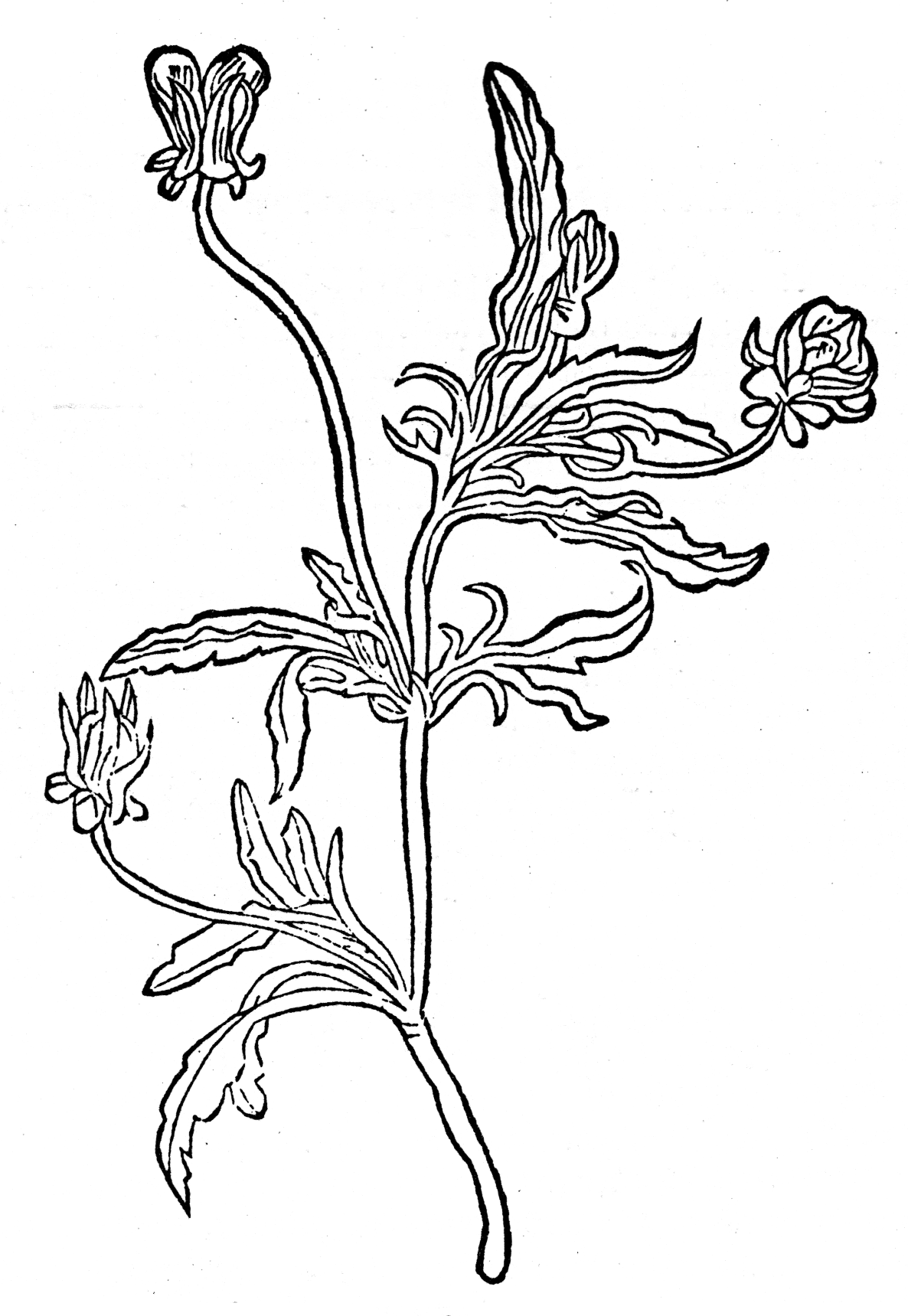
Kapitel 432. Yacea – freyschem krut
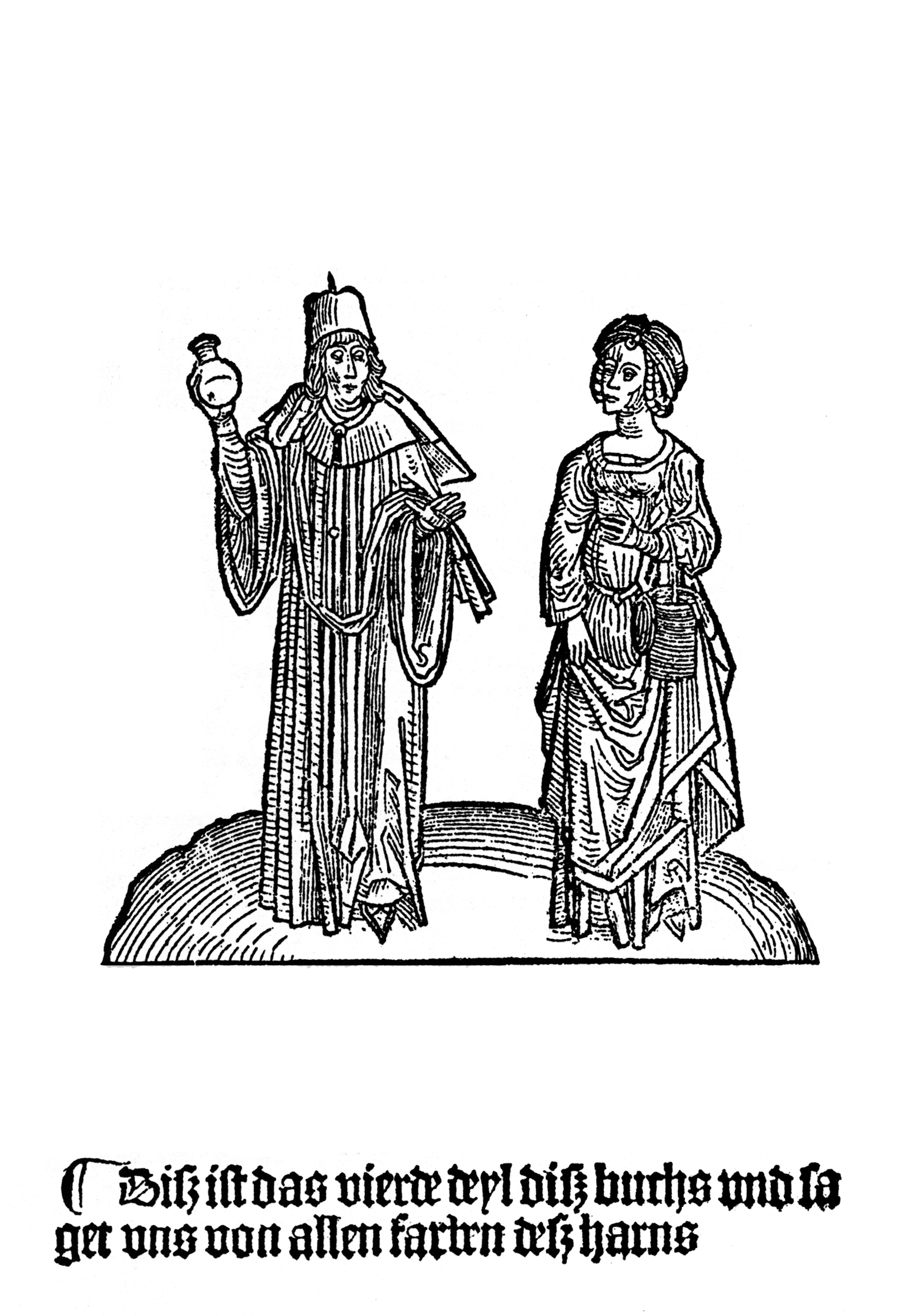
Harnschau

## Wirkung

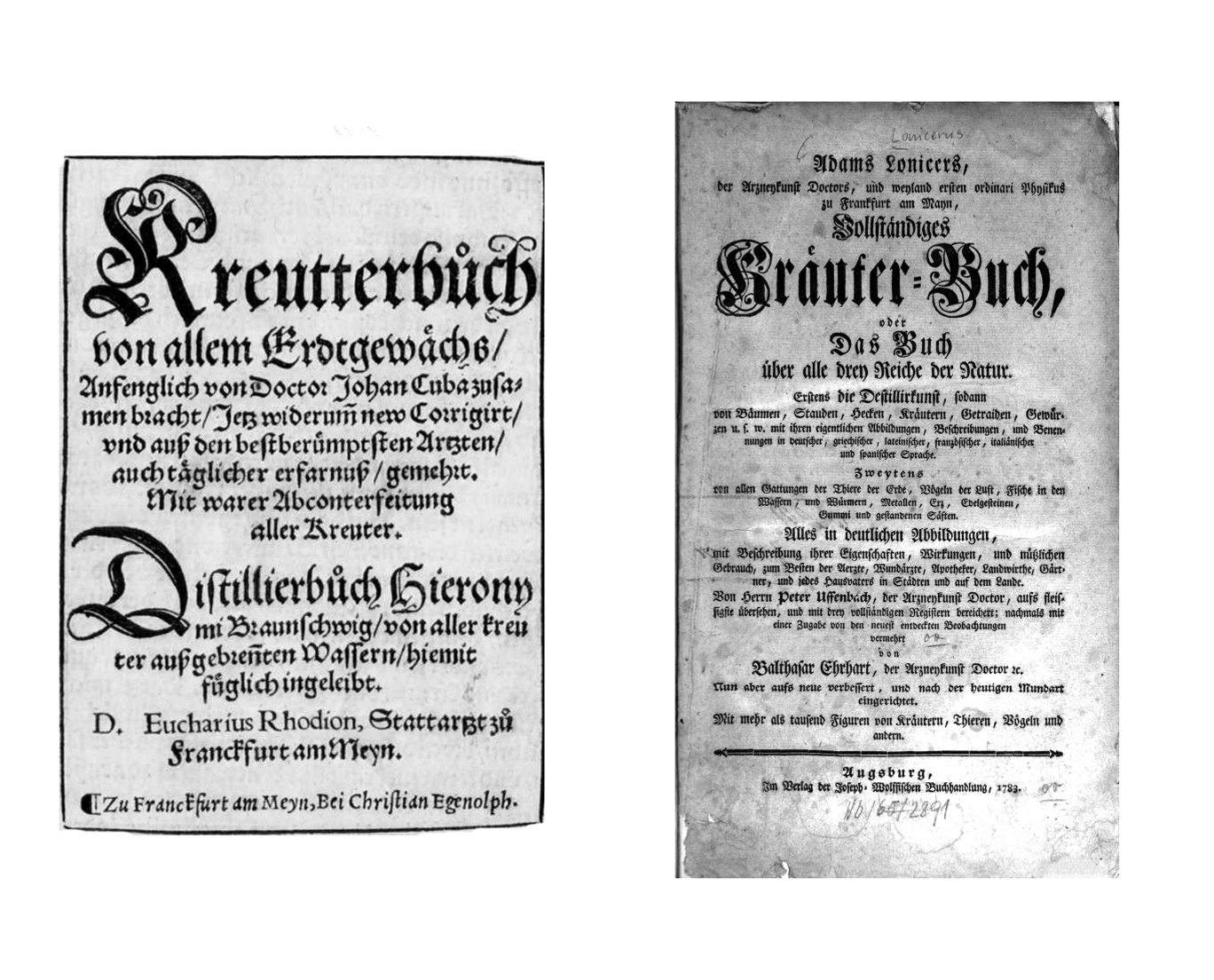
Titelblätter zu Egenolffs Kreutterbuch. Links: Eucharius Rösslin der Jüngere 1533 Rechts: Balthasar Ehrhart 1783

Entscheidend für die Wirkung des Gart und gegenüber älteren Texten neu war laut Gundolf Keil sein Projektcharakter, bei dem die auf ihrem jeweiligen Feld kompetenten Beteiligten zusammenarbeiteten. Der Gart wurde, trotz zahlreicher Fehler im Urtext (vgl. Mayer 2011), ein großer verlegerischer Erfolg und war auch der Beginn einer sich entwickelnden Vereinheitlichung und Transparenz der Materia medica.
Vom lateinischen Hortus sanitatis (Mainz 1491) lagen ab 1529 die Teile zwei (de animalibus), drei (de avibus), vier (de piscibus) und fünf (de lapidibus) in deutscher Übersetzung vor. Diese vermengte der Frankfurter Verleger Christian Egenolff im Jahre 1533 mit dem Kräuterteil des deutschen Gart der Gesundheit (Mainz 1485) und mit dem ebenfalls in deutscher Sprache abgefassten Kleinen Destillierbuch (Straßburg 1500) zu einem Kreutterbůch von allem Erdtgewächs, das bis ins 18. Jahrhundert immer wieder neu bearbeitet wurde:
1533–1546 von Eucharius Rösslin dem Jüngeren,
1557–1604 von Adam Lonitzer,
1630–1703 von Peter Uffenbach,
1737–1783 von Balthasar Ehrhart

## Ausgaben
- Mainz (Peter Schöffer) 28. März 1485 (Digitalisat: Bayerische Staatsbibliothek, München, Signatur: 2 Inc.c.a. 1601).[32]
  - Faksimileausgabe: Hortus Sanitatis Deutsch. München 1924.
- Augsburg (Hans Schönsperger) 22. August 1485 (Digitalisat: Bayerische Staatsbibliothek, München, Signatur: 2 Inc.c.a. 1602)
- Straßburg 1485
- Basel 1486
- Augsburg (Hans Schönsberger) 5. Juni 1486 (Digitalisat)
- Augsburg (Hans Schönsberger) 7. März 1487
- Ulm (Conrad Dinckmut) 31. März 1487 (Digitalisat)
- Straßburg 1487 (Digitalisat)
- Straßburg 1488 (Digitalisat)
- Augsburg (Hans Schönsberger) 15. Dezember 1488 (Digitalisat)
- Lübeck (Arends) 1492
- Augsburg (Hans Schönsberger) 13. August 1493 (Digitalisat)
- Augsburg (Hans Schönsberger) 10. Mai 1496 (Digitalisat)
- Augsburg (Hans Schönsberger) 13. Mai 1499 (Digitalisat)
- Straßburg (Johann Prüß) 1507 (Digitalisat)
- Straßburg (R. Beck) 1515 (Digitalisat)[33]

Auch durch Johann Grüninger in Straßburg und in niederdeutscher Sprache in Lübeck erfolgten Nachdrucke.